# Tracht (Kleidung)

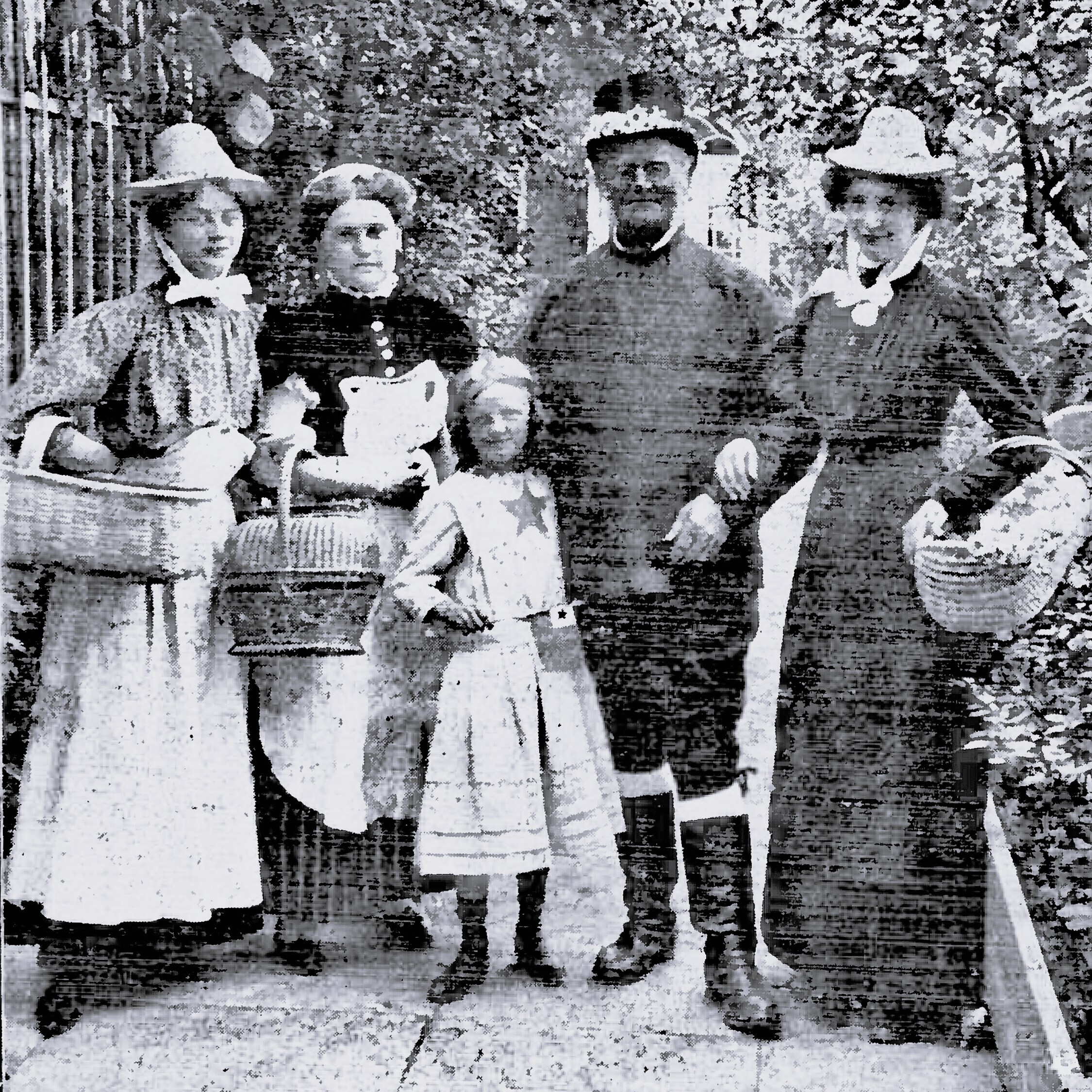
Besucher des VI. Deutschen Esperanto-Kongresses 1911 im Lübeckischen Schabbelhaus in ihrer Landestracht

Tracht ist die für eine bestimmte Volksgruppe o. Ä. oder bestimmte Berufsgruppe typische Kleidung. Von der Mode unterscheidet sie sich durch deren steten Wechsel, die Tracht ist etwas Bleibendes.

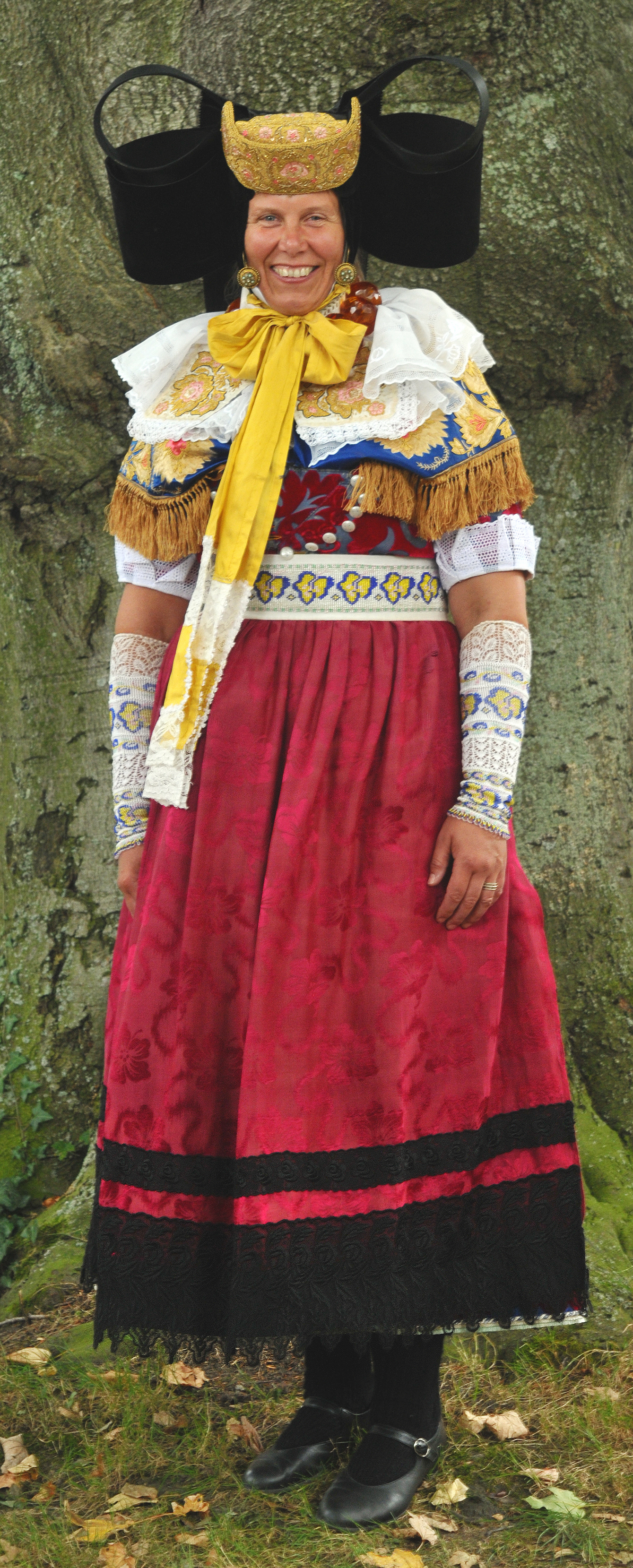
Bückeburger Festtagstracht

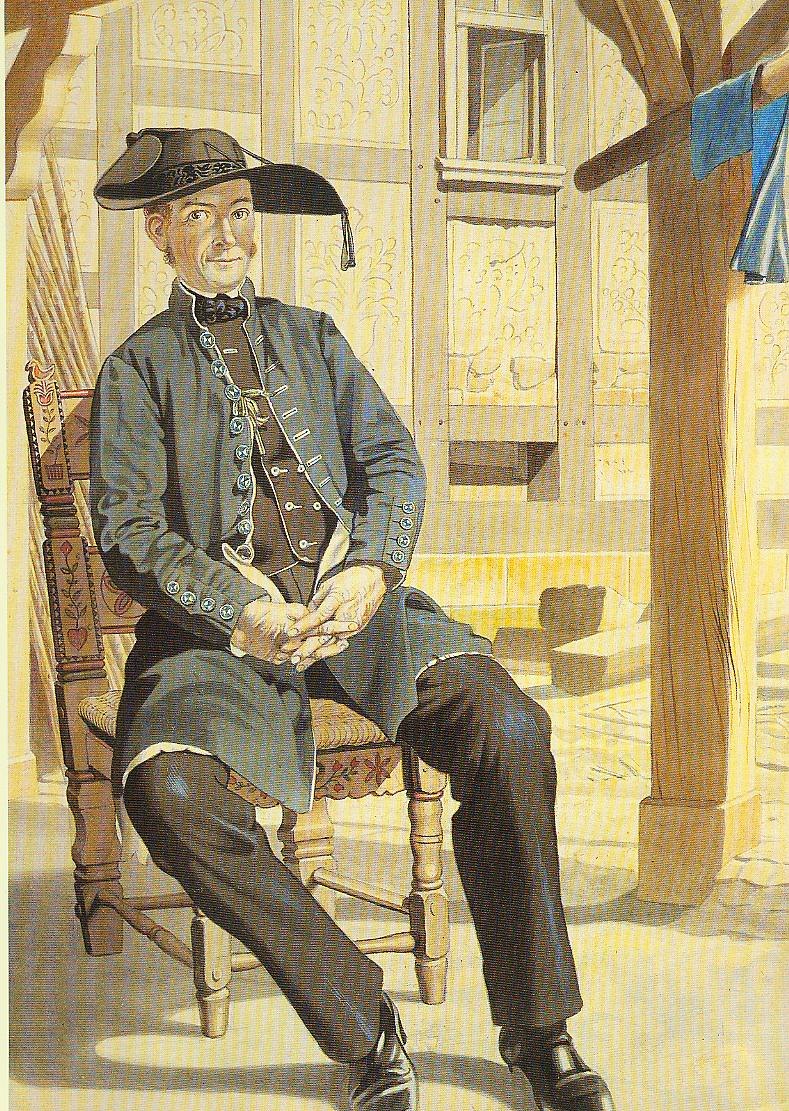
Festtags-Männertracht mit Schlapphut, Mittelhessen, Raum Marburg

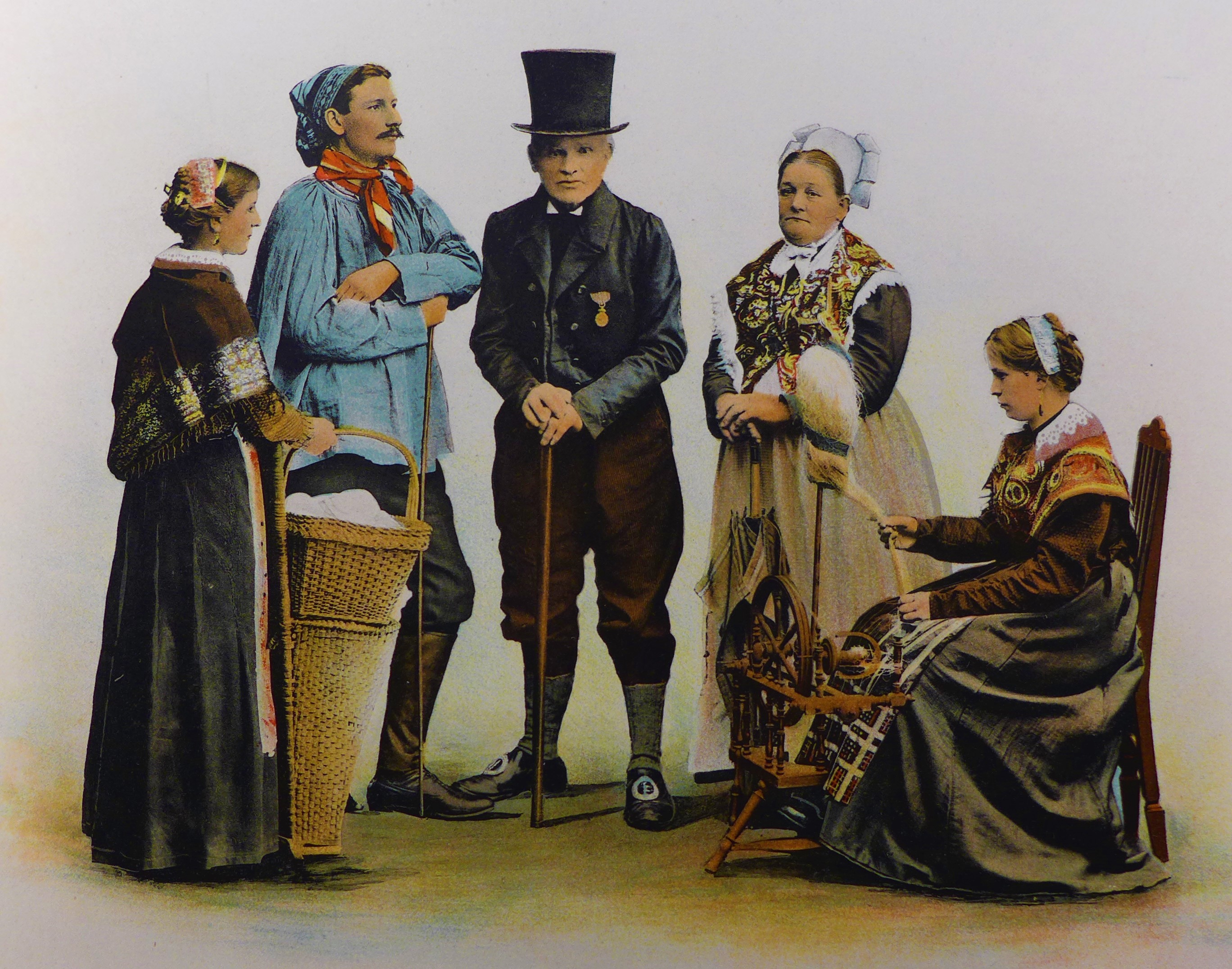
Rekonstruierte Trachten der Saar-Mosel-Region, Gesellschaft für nützliche Forschungen zu Trier, 1901

Die Tracht ist die gesamte Ausstattung, die traditionell aus modischen Gründen oder zur Bewahrung von Brauchtum am Körper getragen wird. Dazu gehören Kleidung, Schmuck, Haartracht (Frisur), Schminke, Accessoires. Im engeren Sinne wird das Wort für traditionelle, historische oder regionaltypische Mode gebraucht. Die Tracht folgt einer überlieferten Kleiderordnung, ist aber in einem weiteren Sinn auch Teil des gesellschaftlichen Phänomens der Mode.

## Wortherkunft
Das Wort Tracht kommt von althochdeutsch draht(a), mittelniederdeutsch dracht „das, was getragen wird“ oder „die Art, wie es getragen wird“.

## Tracht-Arten

### Amtstracht
Eine Amtstracht ist Teil der Berufskleidung einer herausgehobenen Gruppe von Amtsträgern. Eine Form der Amtstracht ist z. B. der oder das Ornat.

### Berufstracht
Die Berufstracht gehört zur Berufskleidung und bringt die Zugehörigkeit zu einer bestimmten Berufsgruppe zum Ausdruck.

### Zunfttracht (Kluft)
Die Zunfttracht ist die traditionelle Kleidung von Handwerkern, die einer Zunft angehören.

### Ordenstracht
Die Ordenstracht wie z. B. der Habit ist die kennzeichnende Kleidung der Mitglieder von Ordensgemeinschaften.

### Bürgertracht
Die Bürgertracht hat ihren Ursprung in den Städten.

### Volkstracht
Die Volkstracht hat ihren Ursprung in ländlichen Gebieten. Sie zeigt die Zugehörigkeit zu einem Stand, einer Konfession oder einer Bevölkerungsgruppe, z. B. Volksgruppe (Ethnie), Berufsgruppe. Auf dem Lande hat sich die Tracht regional unterschiedlich entwickelt. Sie unterlag den Einflüssen aus den Städten, den Nachbarregionen, der verfügbaren Handelsware, den Einflüssen aus der höfischen Mode und des Militärs. Erste bäuerliche Trachten entstanden Ende des 15. Jahrhunderts. Als Idealbild einer Volkstracht gilt jeweils die höchste Ausformung der Festtagstracht.

## Geschichtlicher Hintergrund
Trachten sind, entgegen der vermeintlichen Tradition, welche durch sie vermittelt wird, das Ergebnis neuzeitlicher Entwicklungen. Bis ins 19. Jahrhundert hemmten strenge Kleiderordnungen die freie Entwicklung der bäuerlichen Tracht. Die Herrschenden wollten verhindern, dass sich die Untertanen durch Prunksucht verschuldeten oder über ihren Stand erheben. Außerdem sollten die unterschiedlichen Stände an ihrer jeweiligen Kleidung eindeutig zu erkennen sind.
So bestimmte der Reichserlass von 1530:
- „daß sich jeder, wes Würden oder Herkommen er sei, nach seinem Stand, Ehren und Vermögen trage, damit in jeglichem Stand unterschiedliche Erkäntnüs sein mög […]“.[6]

## Zur Geschichte der Tracht im deutschsprachigen und europäischen Raum

### Die Entstehung der Volkstrachten
Erste Belege für die Idee einer Volkstracht finden sich Ende des 18. Jahrhunderts. In den 1770er Jahren diskutierte man in verschiedenen europäischen Territorien über die Einführung einer Nationaltracht. Die zunächst nur in kleineren Kreisen diskutierte Idee wurde dann im Nachgang der französischen Revolution, während der deutschen Befreiungskriege von 1813–1815 erneut aufgegriffen. Eng verbunden mit dieser Entwicklung war die Idee des Volkstums.
Für Friedrich Ludwig Jahn, der den Begriff „Volkstum“ prägte, besaß die Volkstracht eine ganz besondere Rolle für den Erhalt des eigenen Volkstums. Nach seiner Vorstellung waren auch in Deutschland vor dem Dreißigjährigen Krieg eine volkstümliche Kleidung „und eigene Bekleidungsarten nach Ständen“ üblich. Ziersucht und Mode haben seiner Ansicht nach zum Untergang des deutschen Reiches beigetragen.
In seinem 1810 erschienenen Werk Deutsches Volksthum forderte Jahn, „mit echtem Volkssinn und hohem Volksthumsgeist“ eine Volkstracht zu erfinden, die nur von Deutschen getragen werden dürfe. Unmittelbares Ergebnis dieser Entwicklung war die Erfindung der Altdeutschen Tracht, die sich in national gesinnten Kreisen großer Beliebtheit erfreute. Während des 19. Jahrhunderts wurde die Idee der Volkstracht weiter entwickelt. Besonders in der bäuerlichen Kleidung glaubte man, eine von der Moderne unberührte Volksüberlieferung fassen zu können.

### Förderung der Trachtenkultur im Nationalsozialismus
Noch vor der Etablierung des Nationalsozialismus rückte die Tracht vom schmucklosen Alltagsgewand rasch zum politisch aufgeladenen Symbol auf, indem es im Sinne der deutschnationalen Bewegung zum „Garanten kultureller Identität“ wurde; diese identitäre Konnotation griff insbesondere der Austrofaschismus auf, und sie wurde im sog. Dritten Reich noch verstärkt, indem Dirndl und Lederhosen zum „Zeugnis einer kollektiven Selbstfindung zum Zwecke nationaler Integrität“ stilisiert sowie bestehende Trachtenvereine gleichgeschaltet und für die Intentionen der Diktatur funktionalisiert wurden. Auch wurden Trachtentrageverbote gegen die jüdische Bevölkerung verhängt. Eine wichtige Rolle bei der „Trachtenerneuerung“ im völkischen und nationalsozialistischen Sinn spielte die Trachtenkundlerin Gertrud Pesendorfer geb. Wiedner (1895–1982), die ab 1938/39 als Reichsbeauftragte für das deutsche Trachtenwesen bzw. als Leiterin der Mittelstelle Deutsche Tracht am Tiroler Volkskunstmuseum in Innsbruck willkürlich neue Trachtenregionen schuf und das ehemalige Feiertagsgewand zusätzlich ideologisch auflud und zum Propagandakleid ausgestaltete. Pesendorfers Neuentwürfe gehören zu den „zentralen Teil- und Besitzhabediskursen des Nationalsozialismus“, der „gerade im Tiroler Raum (…) die deutschtiroler Identität auf ausgrenzende Weise für sich zu reklamieren und abzugrenzen“ versuchte. Diese Traditionen bestimmten das Trachtenwesen im Tiroler wie im Südtiroler Raum bis weit in die Nachkriegszeit dank ihrer unkritischen Übernahme. In Südtirol war die Tracht bereits vorher durch die italienischen Faschisten politisch aufgeladen worden. Sie wurde im Zuge der Italianisierungskampagne verboten. Noch nach dem Weltkrieg ging die Schikane weiter: 1961 verbot das Innenministerium in Rom unter Bezugnahme auf ein Dekret von 1948 das Tragen der Schützentracht. Sozialdemokrat Bruno Kreisky, als Politiker der Schutzmacht Österreich, verurteilte das Trachtenverbot der italienischen Regierung.

### Rückkehr zur Tracht als Trend im 21. Jahrhundert
In den letzten Jahren hat in Deutschland und Österreich die Tracht bzw. damit zusammenhängend auch die Trachtenmode einen Aufschwung erlebt. Insbesondere die Globalisierung, die Wirtschaftskrise und die mit diesen Entwicklungen zusammenhängende oder ihnen entgegengesetzte Rückbesinnung auf traditionelle Werte und altes Kulturgut wird beispielsweise von der Neuen Zürcher Zeitung für diese Entwicklung als ursächlich angesehen. Die Art und Weise, wie traditionelle Bekleidung zusehends von vielen Menschen in die heutige Lebenswelt integriert wird, kommentierte der Kulturjournalist Alfons Kaiser:

„So wie die Jeans, ebenfalls ursprünglich ein ländliches Kleidungsstück, als urbanes Gegenmittel zur Tradition eingesetzt wurde, so zeigen Dirndl und Lederhose eine Generation später, dass man in seiner metaphysischen Obdachlosigkeit die ländlich-sittlichen Werte auf vertrackte Weise doch vermisst. Wenn man sich Traditionsbestände auf den Leib legt, verklärt man natürlich romantisierend das eigentlich so schwere und teils brutale Leben auf dem Lande. Auch das ist zeittypisch. Vom Joghurt ,Landliebe‘ bis zur Zeitschrift ,Landlust‘ gibt man sich eben gerne der Illusion von den guten alten Zeiten hin, in denen die Butzenscheiben noch den kalten Wind der Globalisierung abhielten.“

## Deutschland
Das Interesse an Trachten erwachte in vielen Regionen in Deutschland im späten 19. Jahrhundert, als man sich im Zuge der Heimatbewegung auf regionale Besonderheiten und eine romantische Interpretation des ländlichen Lebens besann. Zur Pflege der traditionellen Trachten wurden, zuerst in Oberbayern, Trachtenvereine gegründet. Eine vergleichsweise sachliche Definition seiner Aufgabe gibt der Landestrachtenverband Niedersachsen in seinen Richtlinien: „Als Tracht wird die Kleidung der ländlichen Bevölkerung bezeichnet, deren Verbreitung regional, zeitlich und konfessionell begrenzt ist. Sie wechselt in den ihr vorgeschriebenen Grenzen nach Anlass und Trauerstufe und spiegelt den sozialen Status wider.“ Diese Definition der Volkstracht erklärt in kurzer Form deren Wesenszüge und grenzt sie insbesondere von der bürgerlichen Kleidung und den Berufstrachten ab, die nicht oder nur wenig regional und konfessionell gebunden sind.
Die Tracht ist Ausdruck einer meist dörflichen Gemeinschaft und eines gemeinsamen Lebens in dieser Ordnung. Im Mittelpunkt steht nicht die Trägerin oder der Träger, vielmehr dient die Kleidung zur Präsentation von Besitz und Wohlstand. Je mehr Stoff in der Tracht Verwendung fand, je mehr Knöpfe auf den Westen saßen, desto reicher war der Träger oder die Trägerin der Tracht. In manchen Regionen wurden daher die Westenknöpfe so eng nebeneinander gesetzt, dass sie kaum Platz hatten; die Röcke so tief in Falten gelegt, dass sie eine nahezu unzumutbare Schwere erreichten. Die Ausprägung der Tracht hatte natürlich finanzielle Grenzen, die die soziale Schichtung der Bevölkerung deutlich machte. Es war ein ungeschriebenes Gesetz, dass man die Grenzen der einzelnen dörflichen Gesellschaftsschichten nicht übertreten durfte, selbst wenn die finanzielle Basis gegeben war, sich eine aufwendige Tracht anzuschaffen.
Die Kleidung lieferte dem kundigen Betrachter eine Vielzahl von Informationen. Sie zeigte deutlich an:
- aus welcher Region die Tracht stammt,
- aus welchem Dorf der Träger oder die Trägerin stammt,
- deren soziale Stellung innerhalb der Dorfgemeinschaft,
- den Personenstand: Schürze, Kopfbedeckung, Strumpfbänder, Brusttuch, Mieder, Ärmel (rot: Mädchen, unverheiratete junge Frauen; grün: verheiratete junge Frauen; violett: verheiratete ältere Frauen; schwarz mit dezentem weiß: Frauen in Trauer, Witwen)
- die Trauerstufe (Voll-, Halb-, Vierteltrauer, Freudenzeit) sowie
- den Anlass (Abendmahl, sonntäglicher Kirchgang, gewöhnlicher Sonntag, Hochzeit, Kommunion, Konfirmation usw.). Siehe hierzu:

Spätestens an dieser Stelle wird deutlich, dass es sich bei der Tracht um ein recht komplexes Thema handelt. Die Unsicherheit wird nicht geringer, wenn man bedenkt, dass die Tracht keine Uniform mit unverrückbaren Strukturen war. Sie folgte vielmehr auch gewissen Modegesetzen. Es gab also zu jeder Zeit „unfeine“ Trachtenstücke, die man nicht mehr tragen konnte, ohne in den Ruf einer finanziellen Schwäche zu kommen.
Aus heutiger Sicht erscheinen diese modischen Vorlieben oftmals sehr uneinsichtig, denn es war kein Einzelfall, dass man in der modischen Fortentwicklung der Tracht billigen, weniger wertvollen Materialien den Vorzug gab, die kostbaren alten Stücke als untragbar in den Schrank legte oder an Personen verkaufte, denen es aufgrund ihrer sozialen Stellung recht gelegen kam, auf diese Weise in den Besitz der kostbar gefertigten Kappe oder Mütze einer reichen Bäuerin zu kommen. Diese Modeströmungen wurden zum Teil auch von der Industrie beeinflusst, die beispielsweise manche Stoffe oder Bänder nicht mehr herstellte und einen Ersatz dafür anbot.
In Deutschland fand die Volkstracht bis ins 20. Jahrhundert eine weite Verbreitung und grenzte sich von der bürgerlichen Kleidung ab. Die traditionelle Volkstracht wird heute noch in einigen Regionen (meist zu Volksfesten und besonderen Anlässen) getragen. Volkstrachten in ihrer ursprünglichen Form, die auch im alltäglichen Leben noch getragen werden, haben sich nur in wenigen Regionen Deutschlands erhalten. Dies ist, um nur ein Beispiel zu nennen, im Landkreis Schaumburg (Niedersachsen) der Fall, wo man die letzten Ausläufer einer kontinuierlichen Trachtentradition antrifft, auch wenn sich die heutige Tracht gegenüber älteren Formen eher bescheiden ausnimmt. Der Pflege der traditionellen Trachten und des Brauchtums widmet sich der Deutsche Trachtenverband e. V. der auch die Deutsche Trachtenzeitung herausgibt.
Die volkskundliche Forschung (z. B. Thekla Weissengruber) erkennt in der zur deutschen und österreichischen Tracht daneben zwei Kategorien: jene der „nach historischen Bildern erneuerte Trachten“ und jene der „Trachtenmode bzw. der Trachtenbekleidung“. Ersteres meint dabei beispielsweise die Tracht von Vereinsmitgliedern bei Umzügen. Die zweite Kategorie „Trachtenmode“ umfasst Dirndln, Lederhosen usw., die auch von Festtagsbesuchern (z. B. beim Münchner Oktoberfest) getragen werden. Dabei greift die Trachtenmode mit ihren Schnitten auf die historischen Vorbilder zurück, allerdings werden Farben, Stoffe und Muster von Saison zu Saison variiert und den jeweiligen Modetrends angepasst. Häufig geht diese heutige Trachtenmode auch auf die Jagd- und Wanderbekleidung zurück.

### Baden-Württemberg
In Baden-Württemberg gibt es den Landesverband der Heimat- und Trachtenverbände Baden-Württemberg e. V., der sich im Jahr 2000 dem Deutschen Trachtenverband angeschlossen hat. Mitglieder des Landesverbandes sind u. a. der Südwestdeutsche Gauverband der Heimat- und Trachtenvereine e. V., ein Dachverband württembergischer und nordbadischer Trachten- und Brauchtumsvereine. Für Trachten- und Brauchtumsvereine im Gebiet des alten Landes Baden gibt es den Bund „Heimat und Volksleben“ e. V. (BHV) als Dachverband mit Sitz in Freiburg im Breisgau. Der BHV veranstaltet mit seinen Mitgliedsvereinen – insbesondere in den Landkreisen des Regierungsbezirks Freiburg – die Kreistrachtenfeste. Der BHV ist ebenfalls Mitglied im Landesverband. Dort sind überdies der Bodensee-Heimat- und Trachtenverband e. V. und der Trachtengau Schwarzwald e. V., die Arbeitsgemeinschaft der Sing-, Tanz- und Spielkreise in Baden-Württemberg e. V. und die Trachtenjugend im Bund „Heimat und Volksleben“ e. V. Mitglieder. Zudem sind auch zwei Verbände von Vertriebenen aus den ehemals deutsch besiedelten Gebieten des östlichen Mitteleuropas im Landesverband vertreten, die ihr herkömmliches Brauchtum weiter pflegen.

#### Baden
Die badischen Trachtengebiete sind vornehmlich im Schwarzwald und dessen Randgebieten angesiedelt. Der Bollenhut der Gutacher Tracht wurde zum Symbol des gesamten Schwarzwalds, obwohl er nur in drei Gemeinden getragen wurde. Das Schwarzwälder Trachtenmuseum in Haslach im Kinzigtal zeigt mit über 100 Trachtenfiguren in Originalgröße einen Überblick über die Trachtenvielfalt im Schwarzwald. Auch das Trachtenmuseum Seebach hat sich spezialisiert, während viele Heimatmuseen in Baden Exponate zur jeweiligen lokalen Tracht zeigen. Trachtengruppen und -kapellen pflegen das Brauchtum der Volkstrachten, teilweise auch mit neu geschaffenen Trachten und mit Blick auf den Fremdenverkehr.

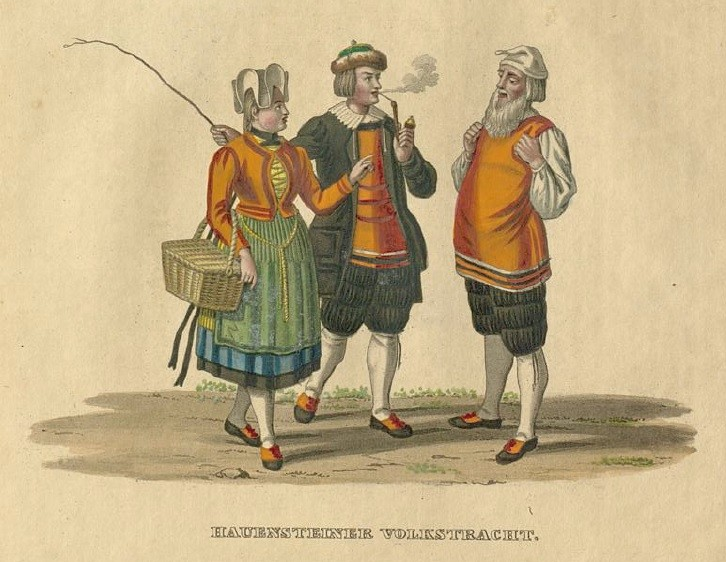
Hotzenwälder oder Hauensteiner Tracht
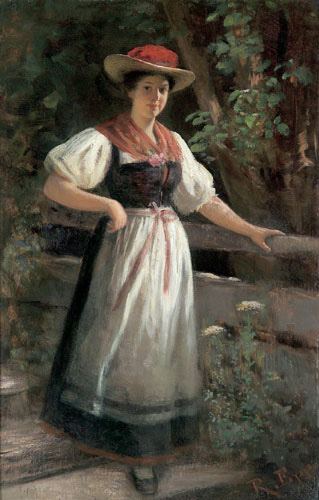
Schwarzwälderin in Gutacher Tracht mit Bollenhut, Gemälde von Rudolf Epp, um 1900
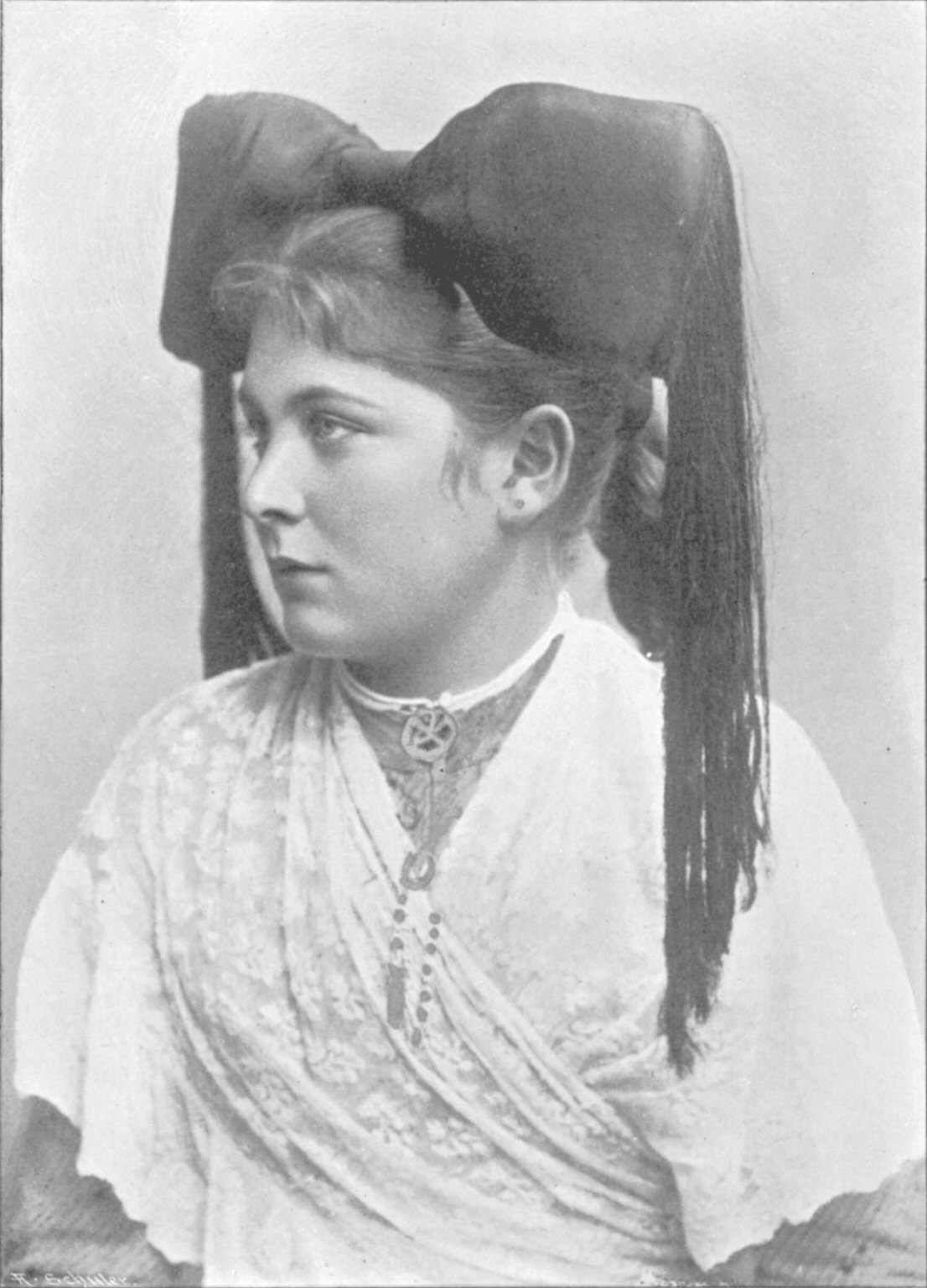
Markgräfler Tracht mit „Hörnerkappe“
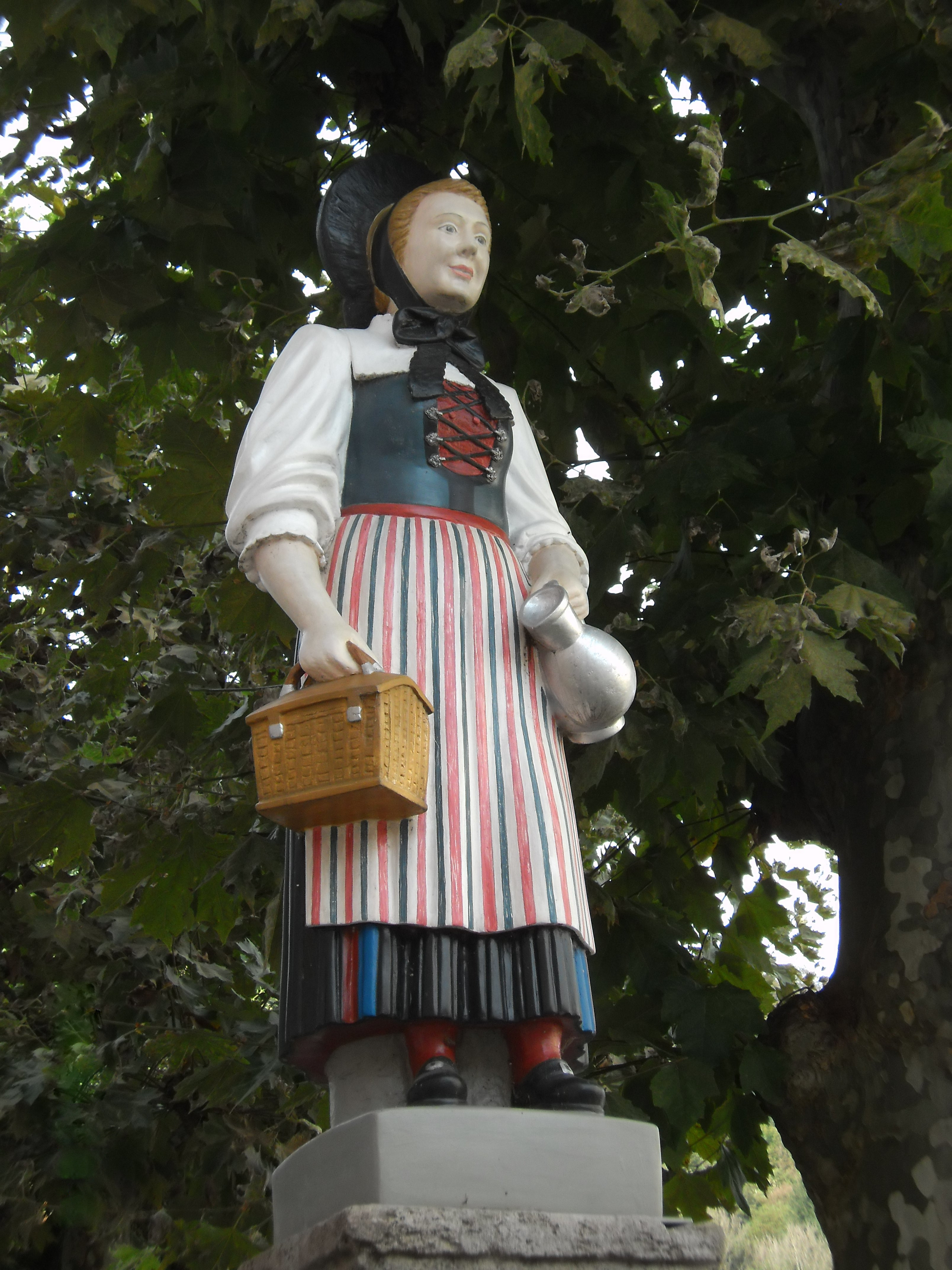
Klettgauer Tracht

#### Württemberg
Das Trachtenmuseum Baumannsche Mühle in Pfullingen stellt die Trachtensammlung des Schwäbischen Albvereins aus, die Trachten des Königreichs Württemberg und angrenzender Gebiete enthält.

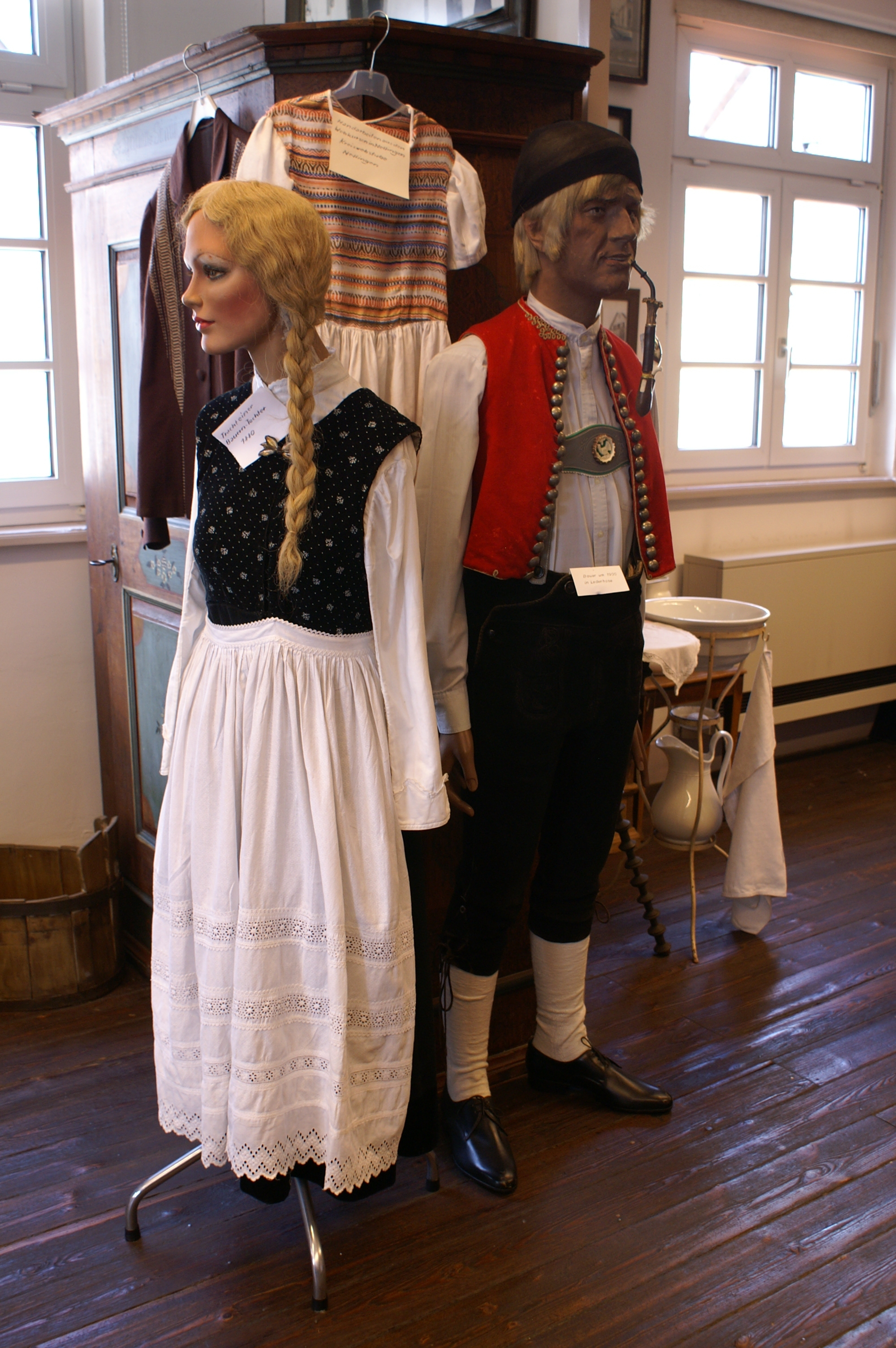
Älbler-Trachten im Heimatmuseum Nellingen
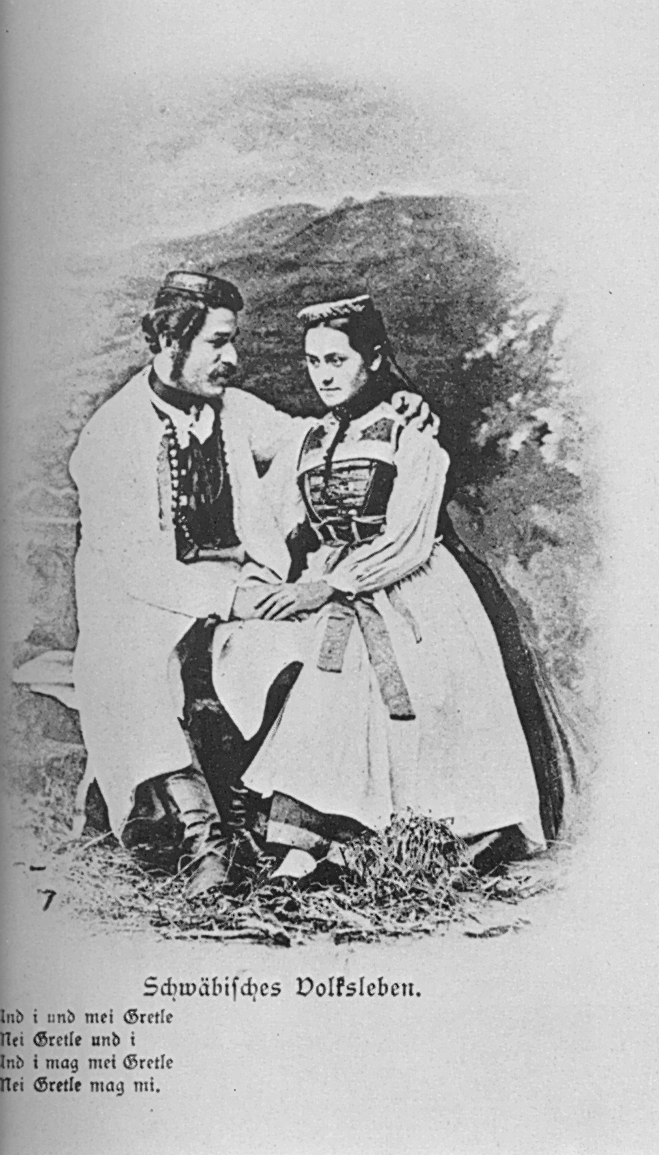
Paar in Betzinger Tracht

### Bayern
Als bayerische Tracht wird zuallererst wohl die oberbayerische Gebirgstracht verstanden, mit der Lederhose für den Buam und dem Dirndlgwand für das Madl. Diese Gebirgstracht wurde durch Trachtenvereine und durch Arbeitsmigration auch in Regionen außerhalb der Berge heimisch. Zusätzlich zu diesen, weltweit als „die“ deutsche Tracht verstandenen, Formen existiert noch eine große Fülle von traditionellen Trachten, die meist regional getragen werden, beispielsweise die Dachauer Tracht, der Priener Hut oder die neu entstandenen Herrschinger Hosenträger.
Heute kann man sechs Typen von Gebirgstrachten unterscheiden:

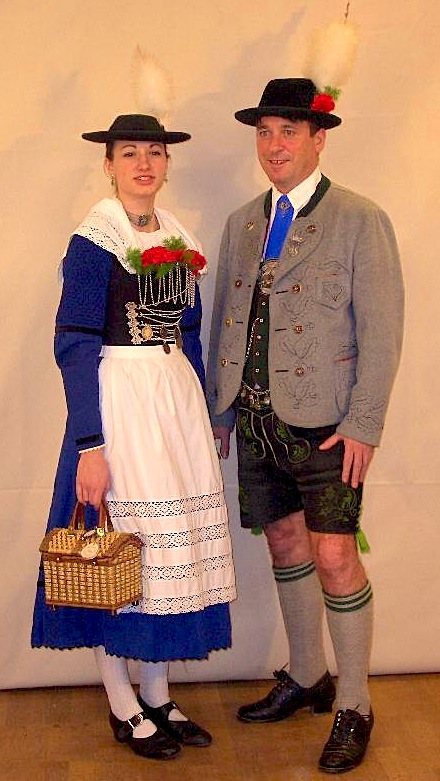
Miesbacher Tracht
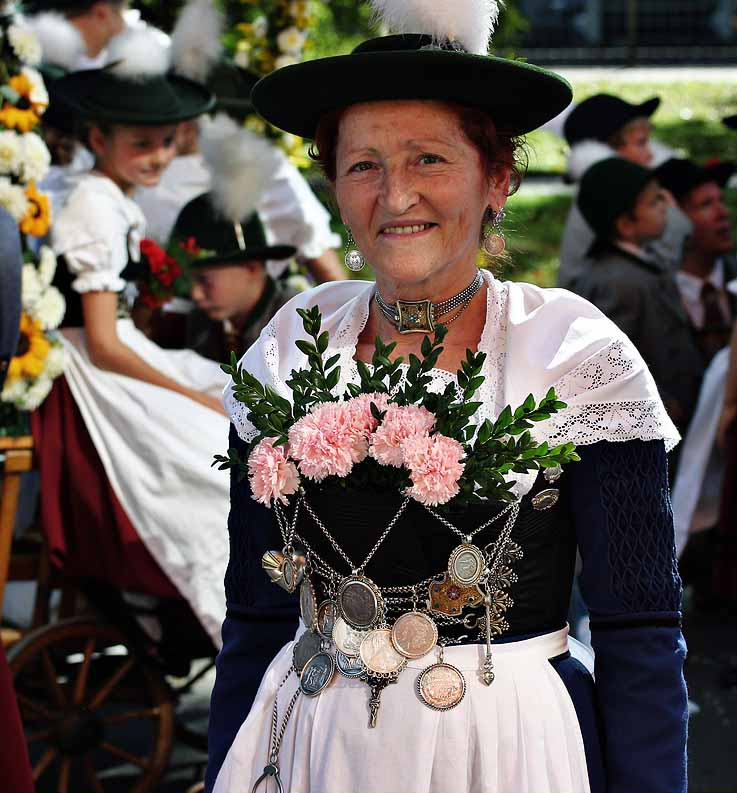
Miesbacher Gebirgstracht der Frauen
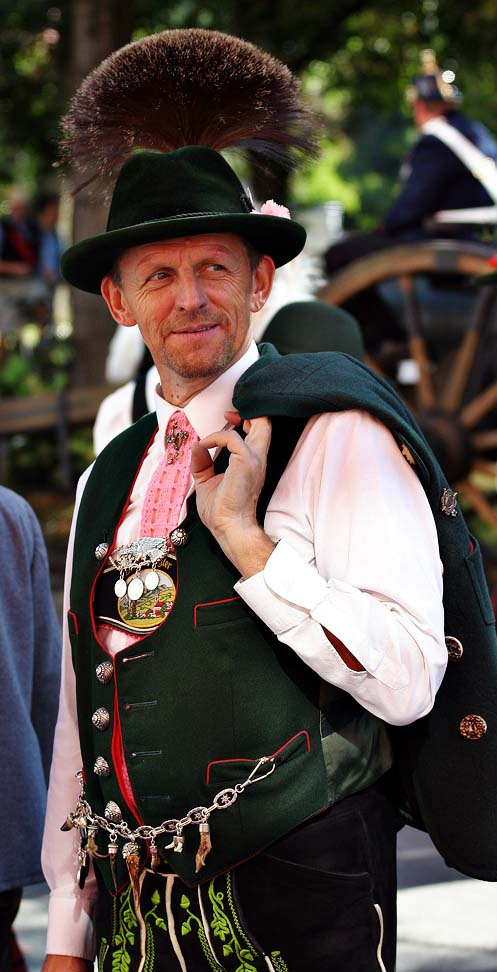
Miesbacher Gebirgstracht der Männer
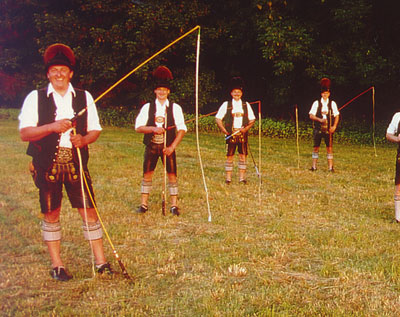
Goaßlschnalzer in der Chiemgauer Tracht

- Werdenfelser Tracht
- Inntaler Tracht
- Chiemgauer Tracht
- Berchtesgadener Tracht
- Isarwinkler Tracht

- Miesbacher Tracht
- Miesbacher Gebirgstracht der Frauen
- Miesbacher Gebirgstracht der Männer
- Goaßlschnalzer in der Chiemgauer Tracht

### Brandenburg

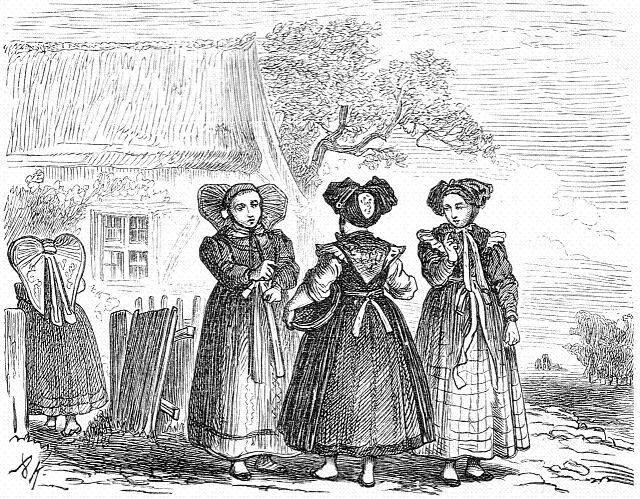
Frauentrachten im Fläming (Flügelhaubentracht) und im Havelland (Schleifenhaubentracht mit breitem Rüschenkragen unter dem Schultertuch), vor 1881

Im heutigen Land Brandenburg gab es zahlreiche Trachtengebiete, von denen heute nur noch in wenigen das Tragen der Tracht gepflegt wird. Zwei der letzteren befinden sich im Süden des Bundeslandes, eines im äußersten Osten entlang der Oder. Die ersten beiden sind die Niederlausitz, mit dem Spreewald und östlichen Teilen Sachsens, sowie der Fläming, zu dem auch östliche Teile Sachsen-Anhalts gehören. Das dritte Gebiet ist das Trachtengebiet der Oderwenden, das mit seinen Kerngebieten nördlich (Land Lebus) und südlich (Gemeinde Aurith bzw. Ziltendorf) von Frankfurt (Oder) liegt.
Außerdem gibt es Hinweise auf ein früheres zusammenhängendes Trachtengebiet mit übereinstimmenden charakteristischen Elementen sowohl der Frauen- als auch der Männertrachten in Preußen, das sich von Westfalen und Südniedersachsen über Braunschweig, Potsdam und Berlin die Oder entlang über die Uckermark bis hinter Pyritz im seit 1945 polnischen Pommern erstreckte. Verbindendes Element war einerseits die schwarze Schleifenhaube, deren Formen vom schlichten, oft über einem Häubchen um den Kopf gebundenen schwarzen Seiden- oder Wolltuch bis zur eindrucksvollen, mit Pappe ausgesteiften riesigen Haube der Schaumburger Tracht reichte. Ein weiteres verbindendes Element dieses Trachten-Gebietes war der weiße, meist separate Rüschenkragen, der in Westfalen, um Braunschweig und im Havelland offenbar meist unter dem Schultertuch getragen wurde, in Südniedersachsen, der Mark und an der Oder dagegen vorwiegend über dem Schultertuch. Im Land Lebus war der üppige Rüschenkragen (von Theodor Fontane „Überfallkragen“ genannt) am Frauenhemd festgenäht. Im Fundus des Märkischen Museums in Berlin findet sich ein mutmaßliches Originalhemd dieser Tracht. Der Berliner Maler Theodor Hosemann stellte die märkische Frauentracht um Berlin regelmäßig mit rotem Wollrock, kürzerer weißer Schürze, schwarzem Mieder und Hemd mit Rüschenkragen dar. Der rote „Friesrock“ wird auch von Theodor Fontane mehrfach als unverzichtbarer Bestandteil der märkischen Frauentracht erwähnt.
Im Gebiet südöstlich von Berlin bis in den ehemaligen Kurmärkisch-Wendischen Distrikt um Storkow und Beeskow hinein, scheint es eine Mischform der wendischen Tracht des nördlichen Spreewalds um Lübben und Alt Zauche bzw. Neu Zauche und der laut Überlieferung „altpreußisch“ genannten Schleifenhaubentracht gegeben zu haben. Dabei wurden vorwiegend dunkelbunt gestreifte Wollröcke und geblümte Schultertücher mit schwarzseidener Schleifenhaube (Buckow bei Beeskow) oder einfarbig rote bzw. grüne Wollröcke mit Schleifenhaube bzw. schwarzseidenem Kopftuch, geblümtem Schultertuch und separatem Rüschenkragen (Zeuthen) kombiniert.
Verbindendes Element der Männertrachten war der an den preußischen Uniformmantel angelehnte, waden- bis knöchellange, weitschwingende, blaue und rotgefütterte Mantel, der einreihig oder doppelreihig, mit kleinem Stehkragen oder breitem Reverskragen, mit oder ohne Ärmelaufschläge ausgeführt sein konnte. Die Westen waren meist hochgeschlossen und mit Metallknöpfen einreihig oder doppelreihig zu schließen. Hosenform und Kopfbedeckungen variierten dagegen stark. Zum Ende des 19. Jahrhunderts war außerdem bei den märkischen Trägern moderner Westen mit spitzem Ausschnitt ein bestickter Brustlatz sehr beliebt, der unter der Weste um den Leib gebunden wurde und im Westenausschnitt bestickten schwarzen Samt sehen ließ.

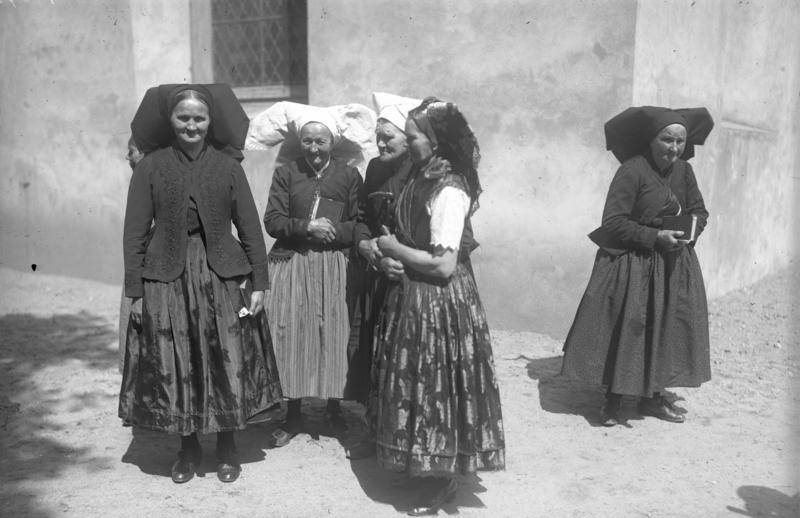
Wendinnen aus Burg nach dem Kirchgang, 1931
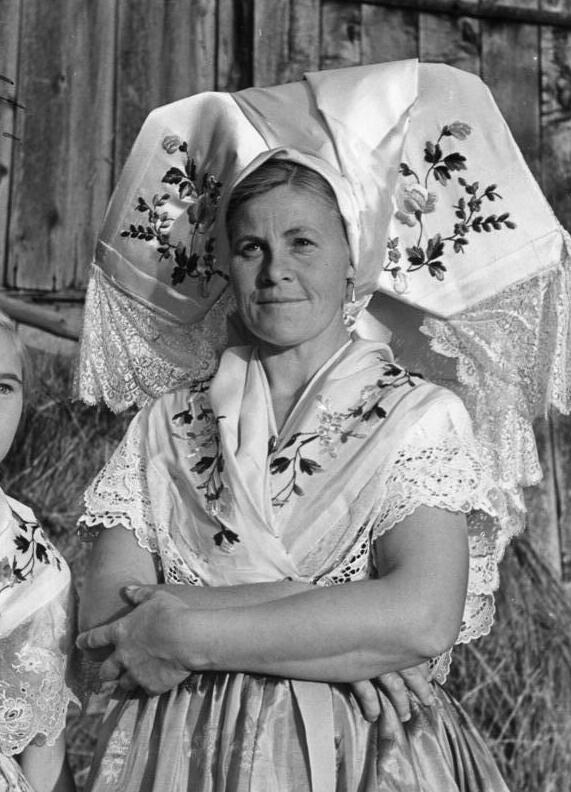
Spreewaldbäuerin in Spreewaldtracht, um 1948
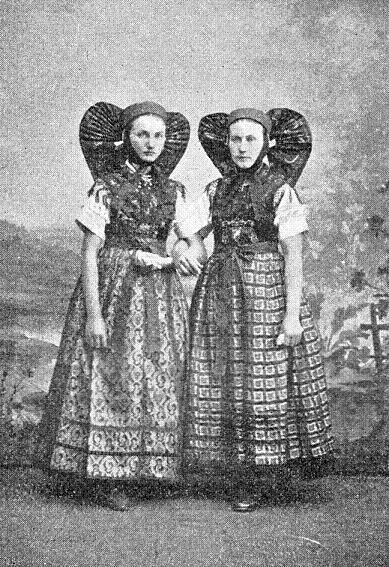
Festtagstracht von Mädchen in Jüterbog, vor 1900

### Bremen

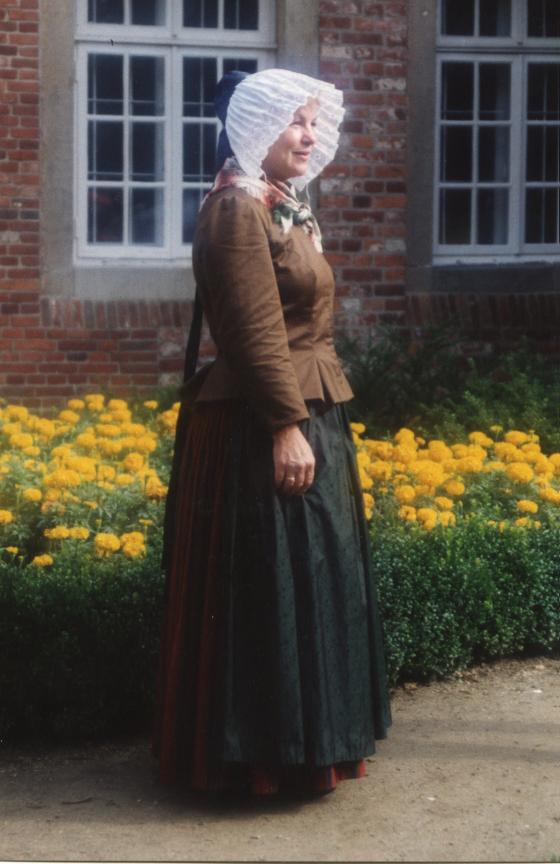
Bremische ländliche Tracht, erste Hälfte des 19. Jahrhunderts
Bremische ländliche Tracht, erste Hälfte des 19. Jahrhunderts

### Hamburg
- Siehe auch: Hamburger Ornat

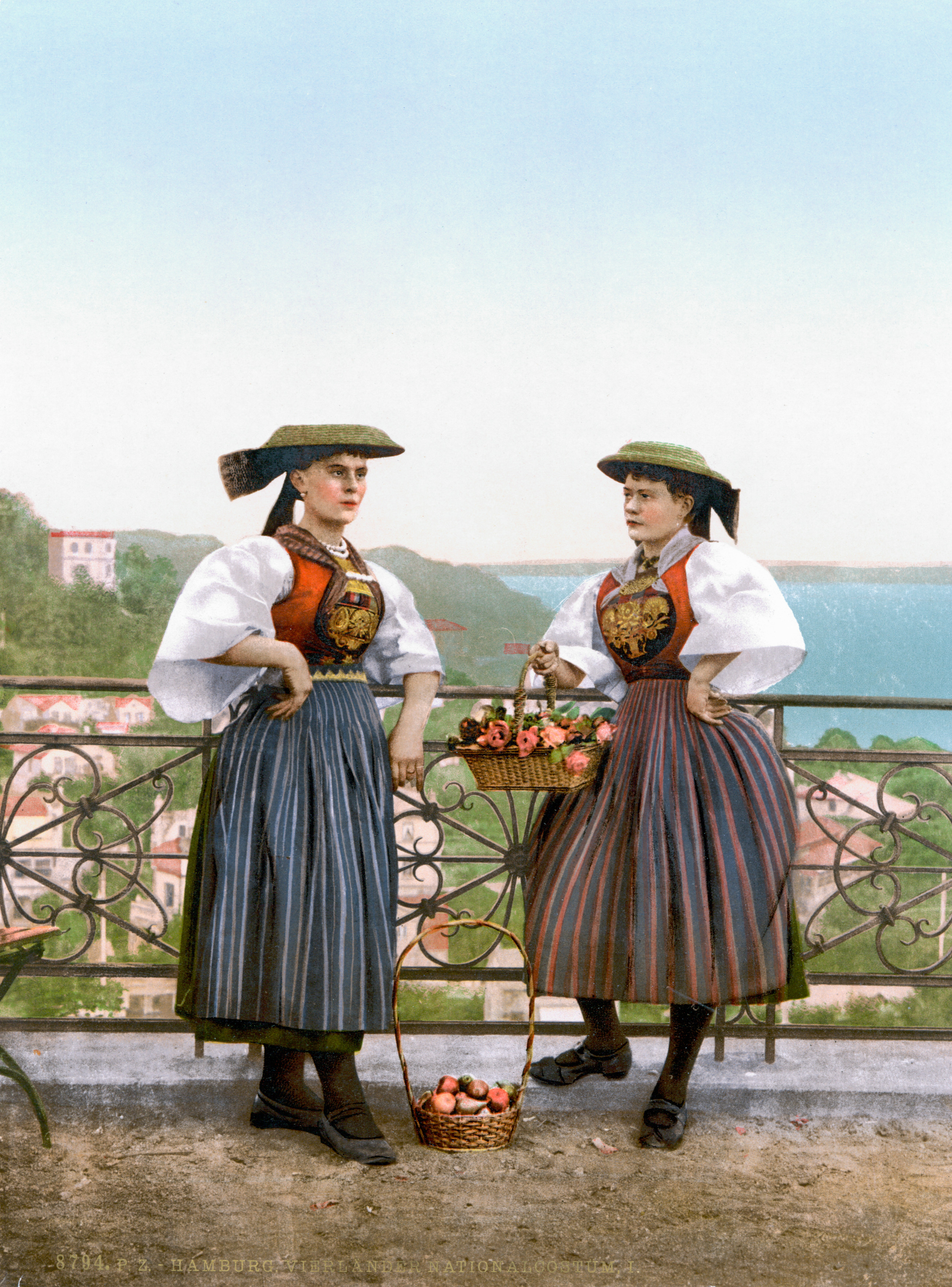
Vierländer Tracht
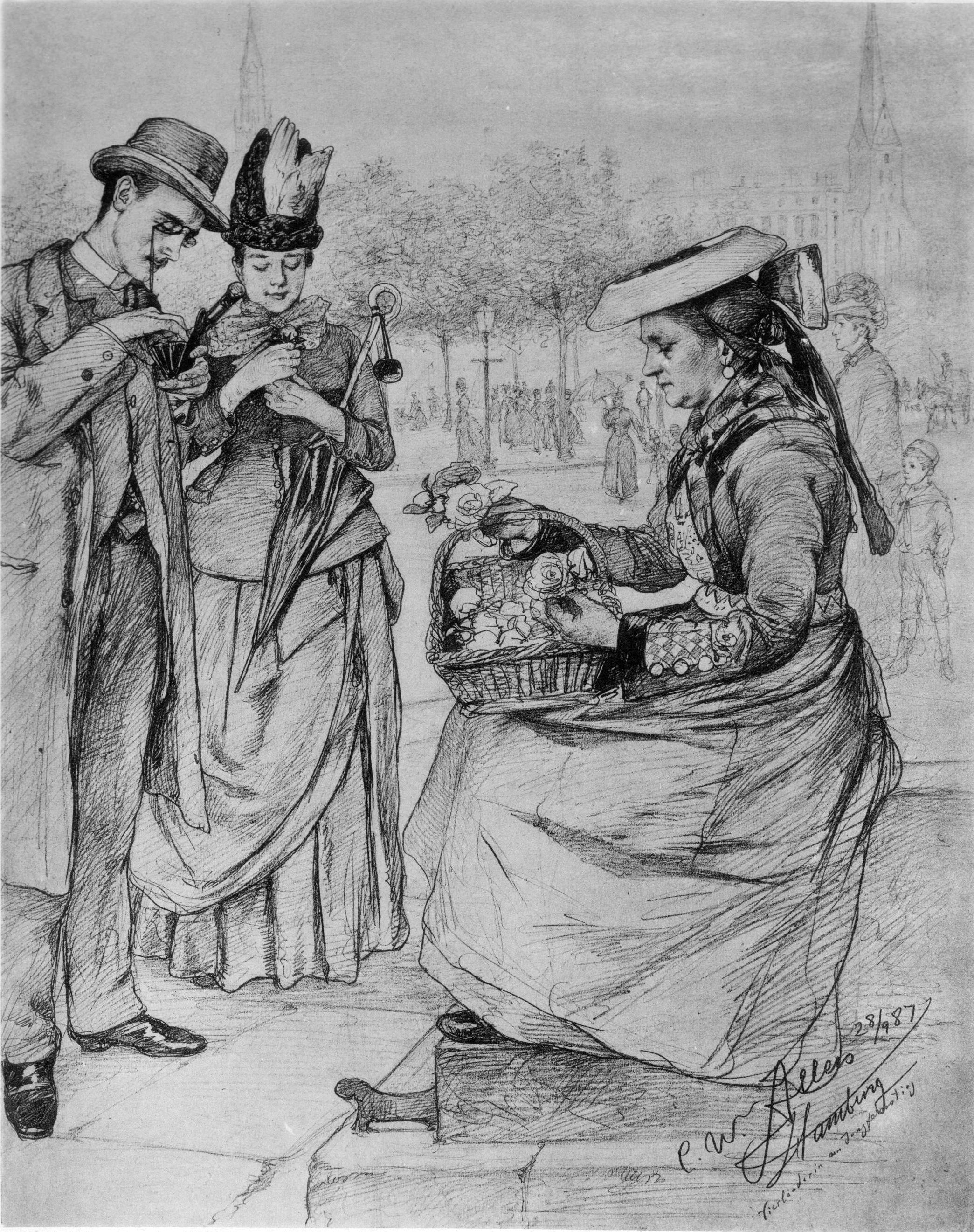
Tracht aus Vierlande, 1887
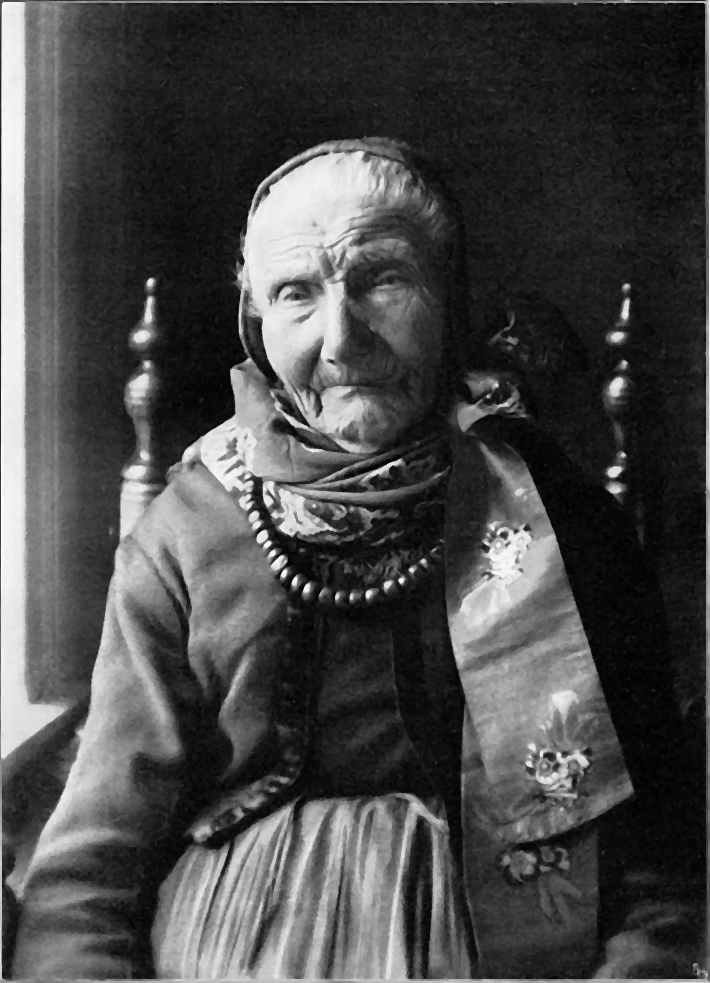
Mutter Trin Gretj, die letzte in Finkenwärder Tracht, 1908
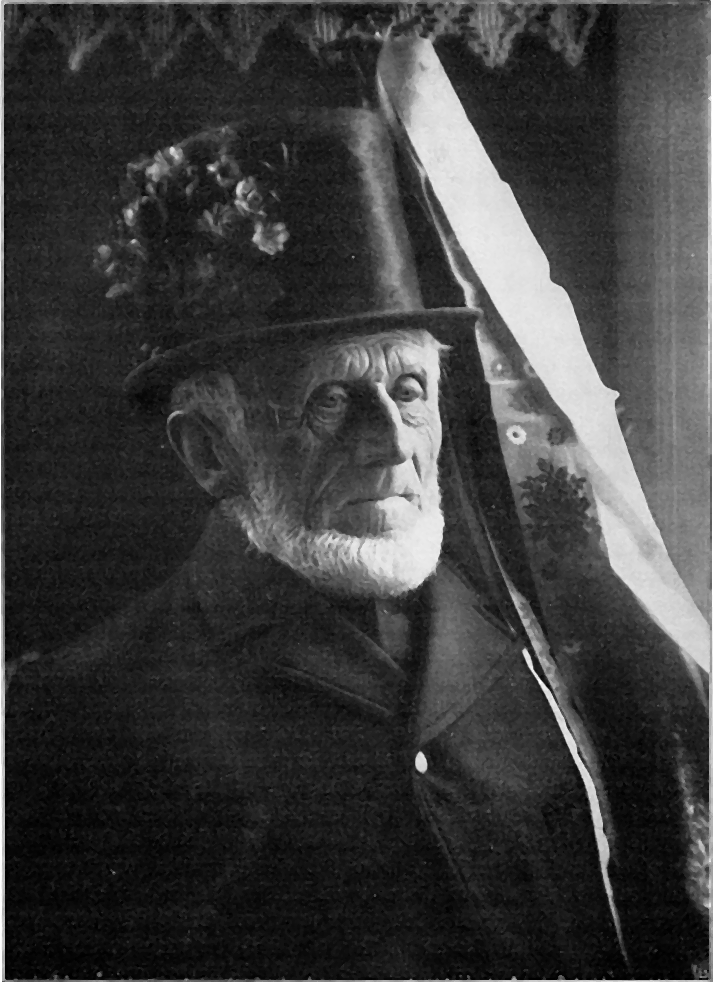
Kösbitter von Finkenwärder, 1908

### Hessen
Im Raum Marburg, im Hessischen Hinterland und in der Schwalm, entstanden schwarze Trachten mit farbenfreudigen Applikationen. Sie werden zu den ältesten deutschen Trachten gezählt.
In Hessen wurde 1772 eine Kleiderordnung erlassen, die verhindern sollte, dass 
„…durch den Gebrauch fremder Waaren große Geldsummen zum Lande hinausgeführt würden, hingegen die inländischen Fabriquen und Manufakturen in immer größern Verfall gerieten“.
In dieser Ordnung wurden den bevorzugten Ständen gewisse Einschränkungen auferlegt, den Bürgern, Bauern und Juden aber geboten:
„… keine anderen Zeuge, Tuche, Strümpfe, und Hüte zu tragen als welche in hiesigen Landen fabriciert werden, Cattun und Zitz ausgenommen.“
Diese Vorschriften und die verschiedenen Modestile haben in den Trachten ihre Spuren hinterlassen. Durch die Ansiedlung französischer Glaubensflüchtlinge (Hugenotten) im mittelhessischen Raum, die mit besonderen Handelsprivilegien ausgestattet waren, nahmen auch sie Einfluss auf die Kleidungsentwicklung, u. a. durch bisher unbekannte Zutaten wie Borten, Stoffe und andere Zutaten (z. B. kleine bunte Perlen, dünne Metalldrähte).
Ferdinand Justi hat in seinem Marburger Umfeld die Trachtenviefalt in zahlreichen Aquarellen, wie nachstend, festgehalten. Auch der Maler Otto Ubbelohde hat diese Tracht in seinen Illustrationen zu Grimm's Märchen dargestellt.

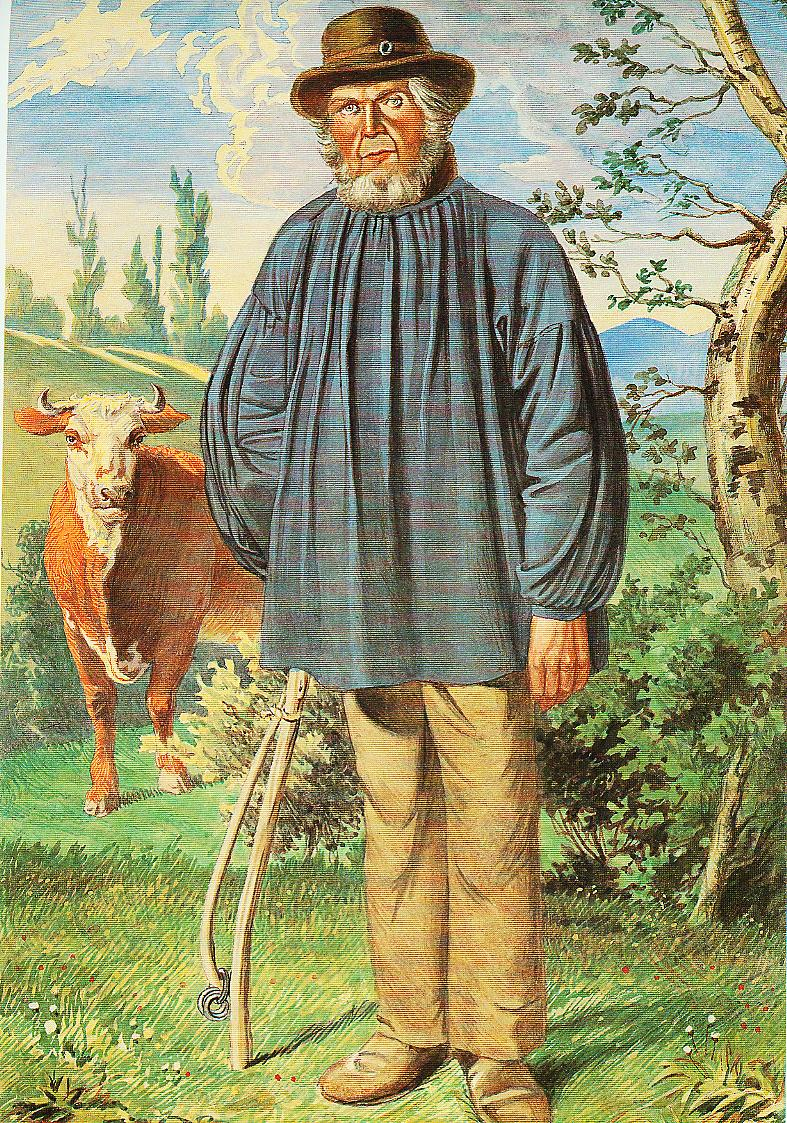
Kuhhirte in Alltagstracht mit „Ringelstecken“ (Hirtengerät) und Simmentaler-Fleckvieh-Kuh, Wommelshausen, Amt Blankenstein „Obergericht“

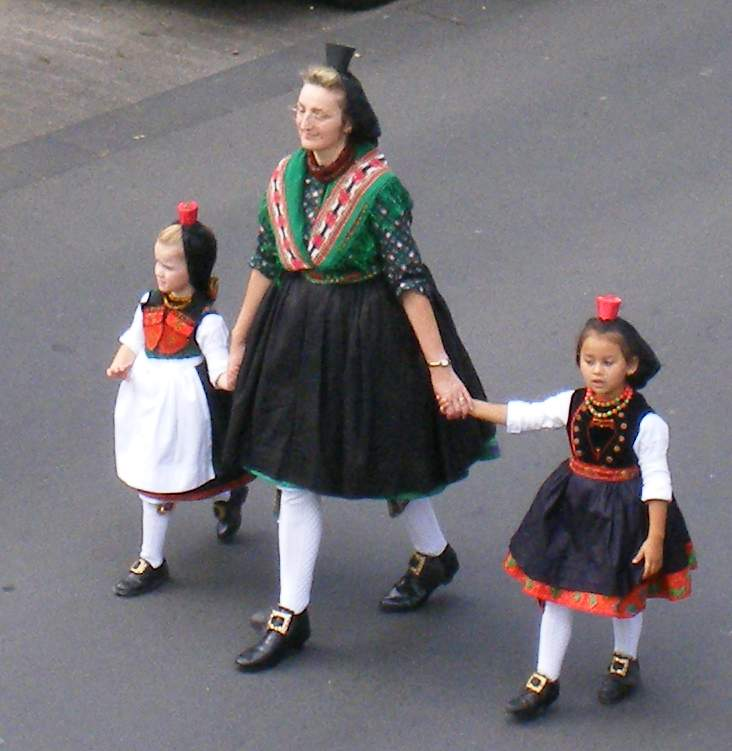
Schwälmer Tracht mit zwei „Rotkäpchen“
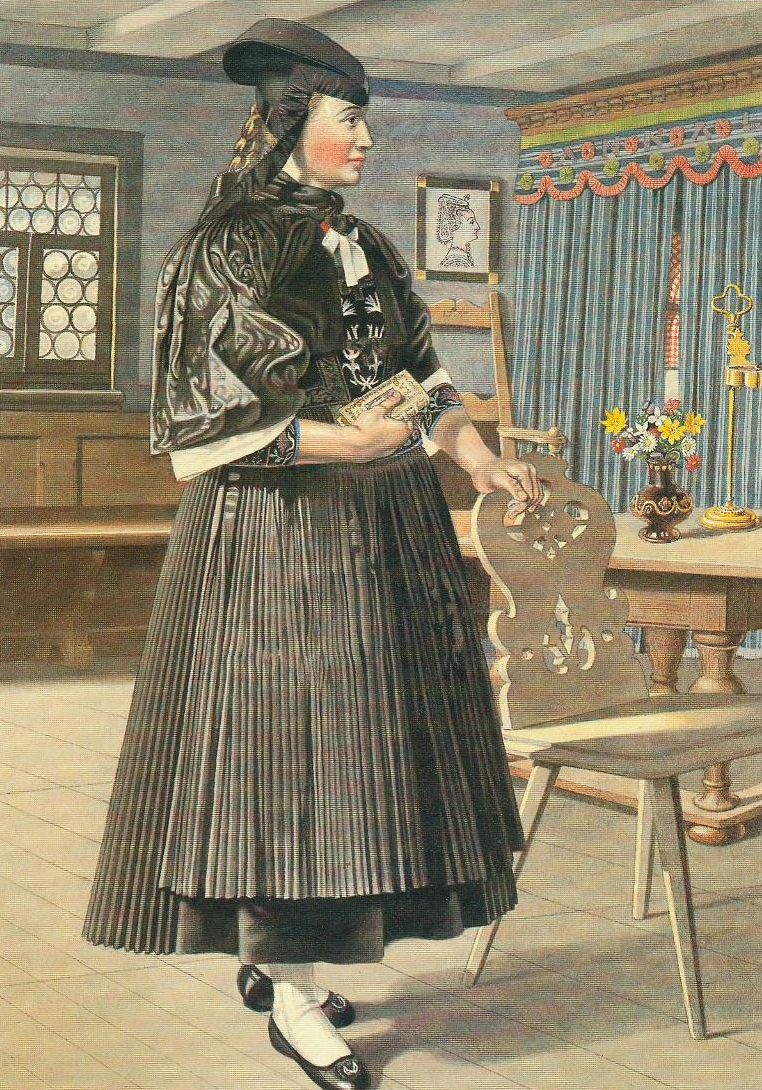
Kirchgangstracht (mit Schneppekap), Kehlnbach, Amt Blankenstein „Untergericht“
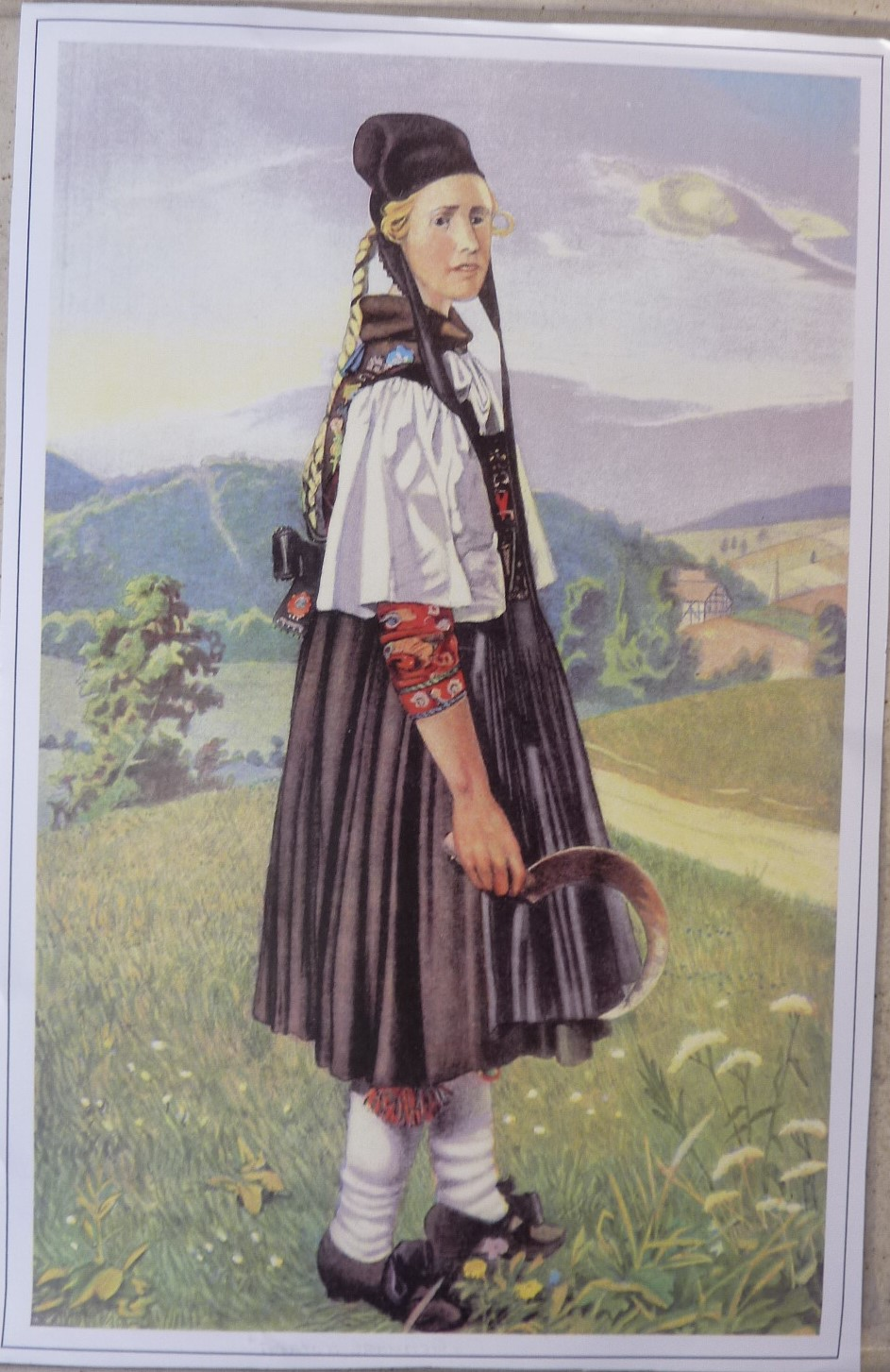
Sommerliche festliche Sonntagstracht (mit Dellmutsche), Wommelshausen, Amt Blankenstein „Obergericht“
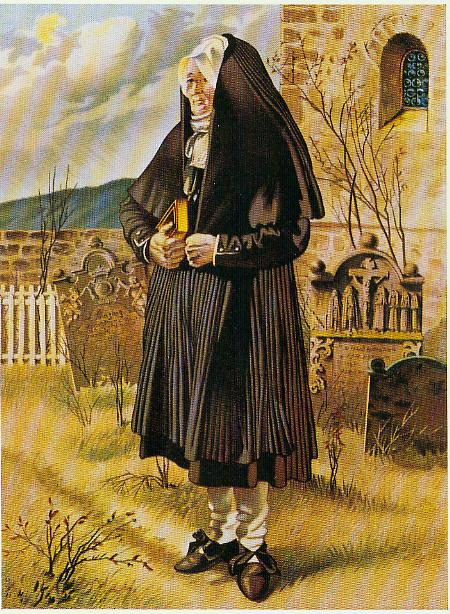
Trauer- oder Beerdigungstracht, Wommelshausen, Amt Blankenstein „Obergericht“
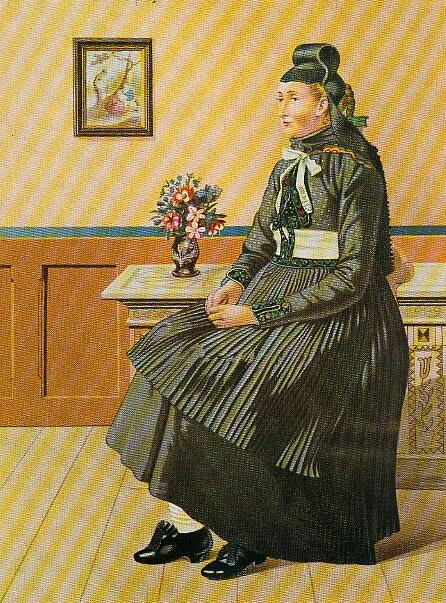
Sonntagstracht, Bottenhorn, Amt Blankenstein „Obergericht“
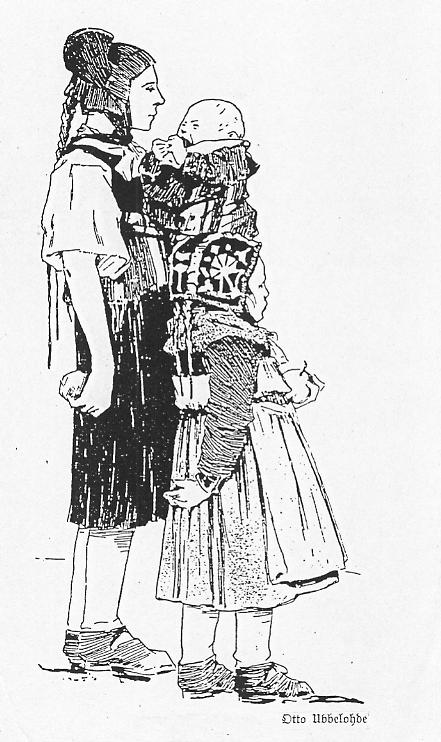
Mutter mit Kindern aus Bottenhorn, Amt Blankenstein „Obergericht“
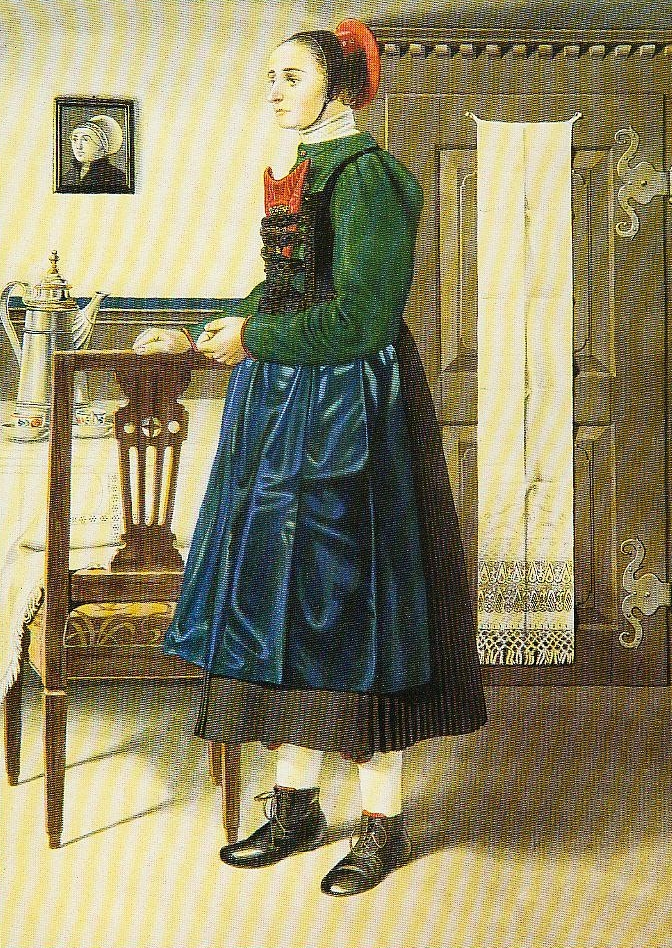
Sonntagstracht, Wallau, „Untergericht“ Breidenbach
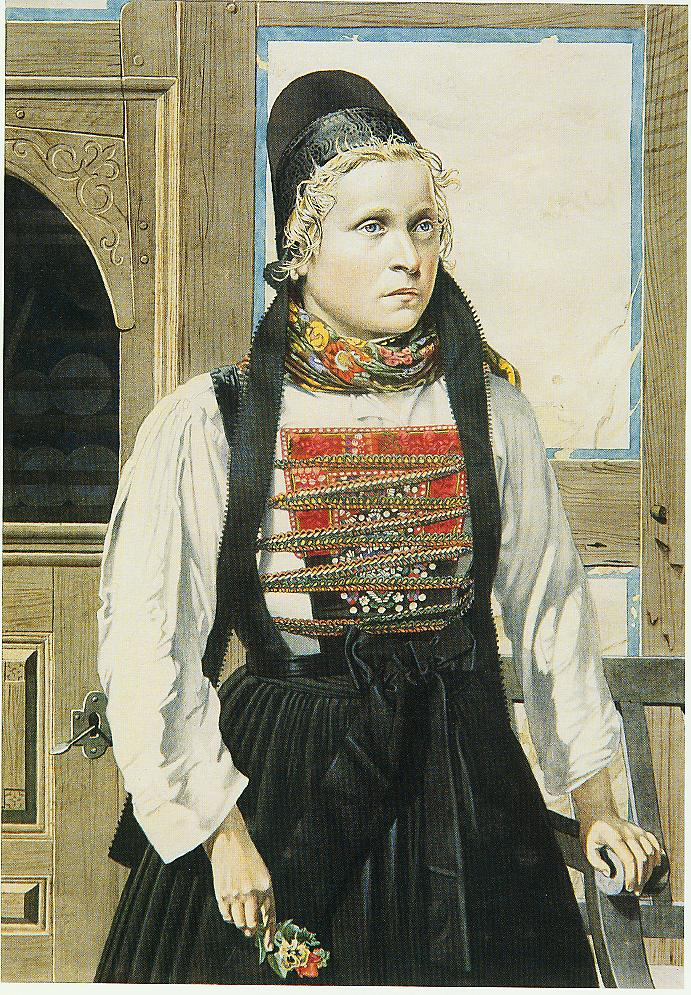
Festtracht, Steinperf, „Obergericht“ Breidenbach
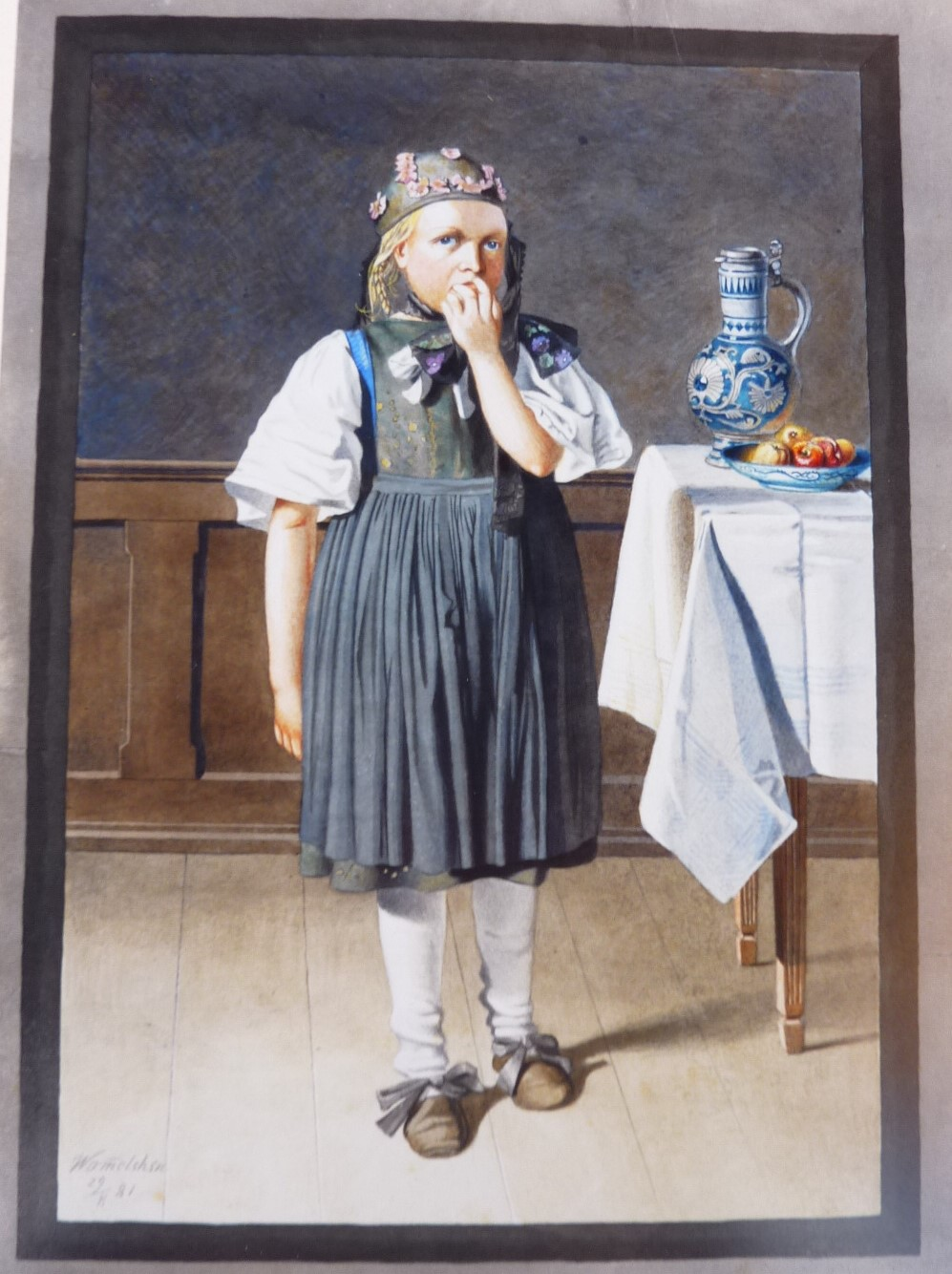
Jungmädchen in Sonntagstracht, Wommelshausen, Amt Blankenstein „Obergericht“
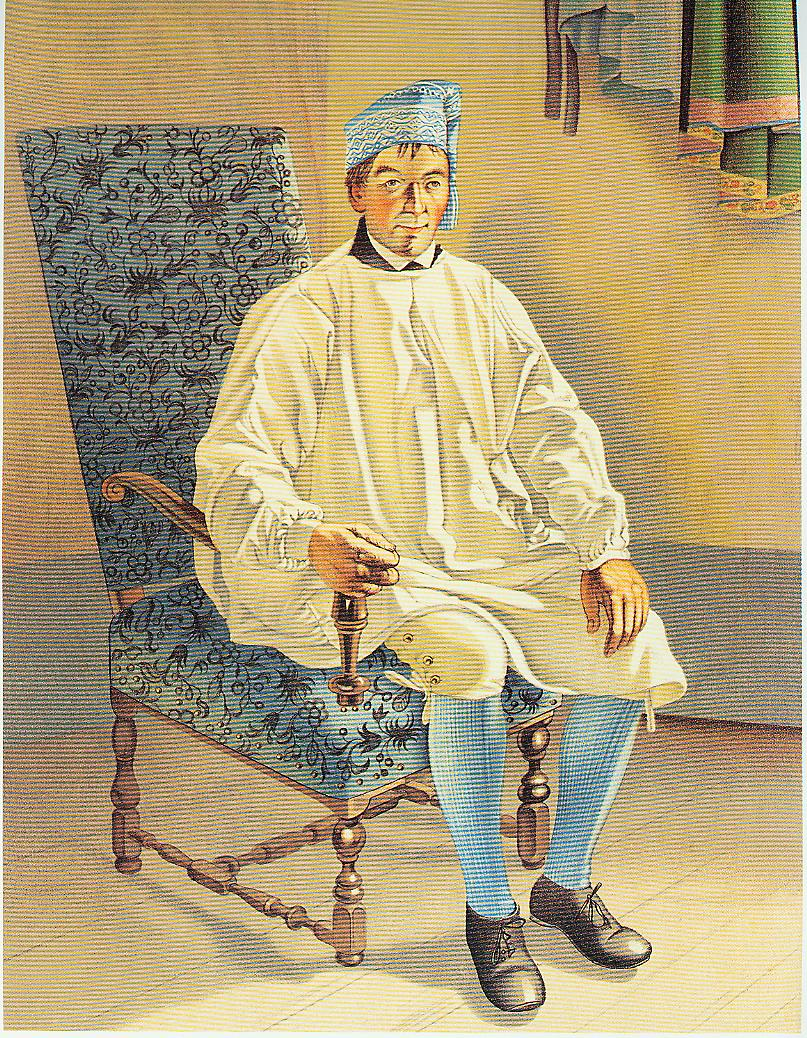
Festtagstracht mit weißem Kittel und „Zippelkap“, Elnhausen, westlich Marburg

### Franken
(im nördlichen Unterfranken)
Die Tracht in der Region Franken ist von kleinteiliger Vielfalt geprägt, auch aufgrund der politischen Verhältnisse und konfessionellen Spaltung im Fränkischen Reichskreis bis zum Ende des Heiligen Römischen Reiches. Viele fränkische Trachten haben ihre Wurzeln in der Zeit des Barock. Bestandteile der Männertracht sind meist der Frankenhut als Dreispitz und/oder mit Kordel sowie das geknotete Halstuch. Meist werden Kniehosen aus Stoff oder Leder und dazu Westen und lange Leibröcke getragen. Bei der Frauentracht herrscht eine noch größere Vielfalt als bei der Männertracht. Weitgehend übereinstimmend ist das Tragen von Miederrock und Schürze. Im Sommer wird meist ein buntes Schultertuch verwendet, im Winter die Mutzen, eine langärmelige Jacke, getragen. Bei den Kopfbedeckungen gibt es verschiedenste Hauben, aber auch bunte Kopftücher.

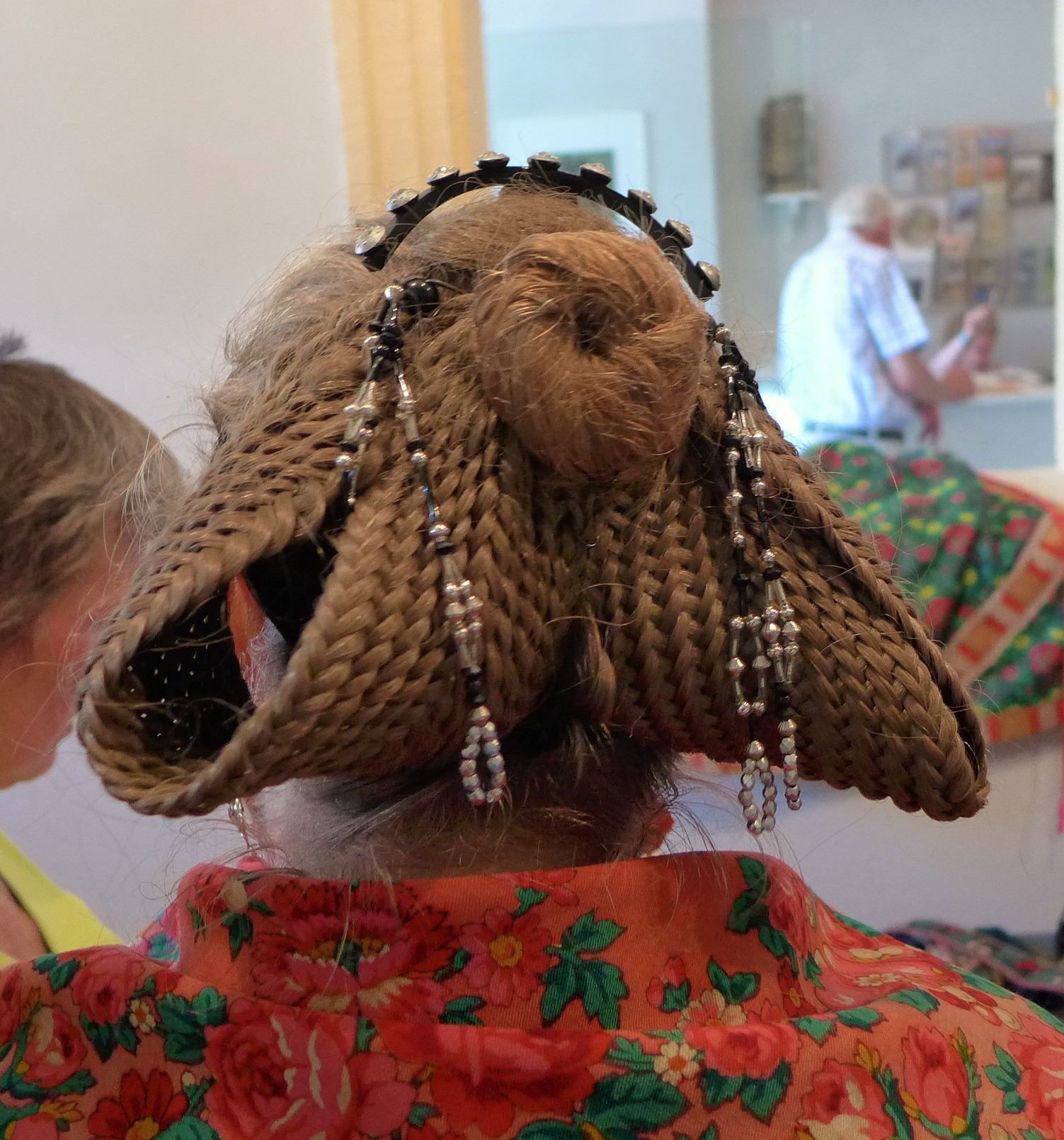
Weibliche Flechtschleifenfrisur der Ochsenfurter Tracht
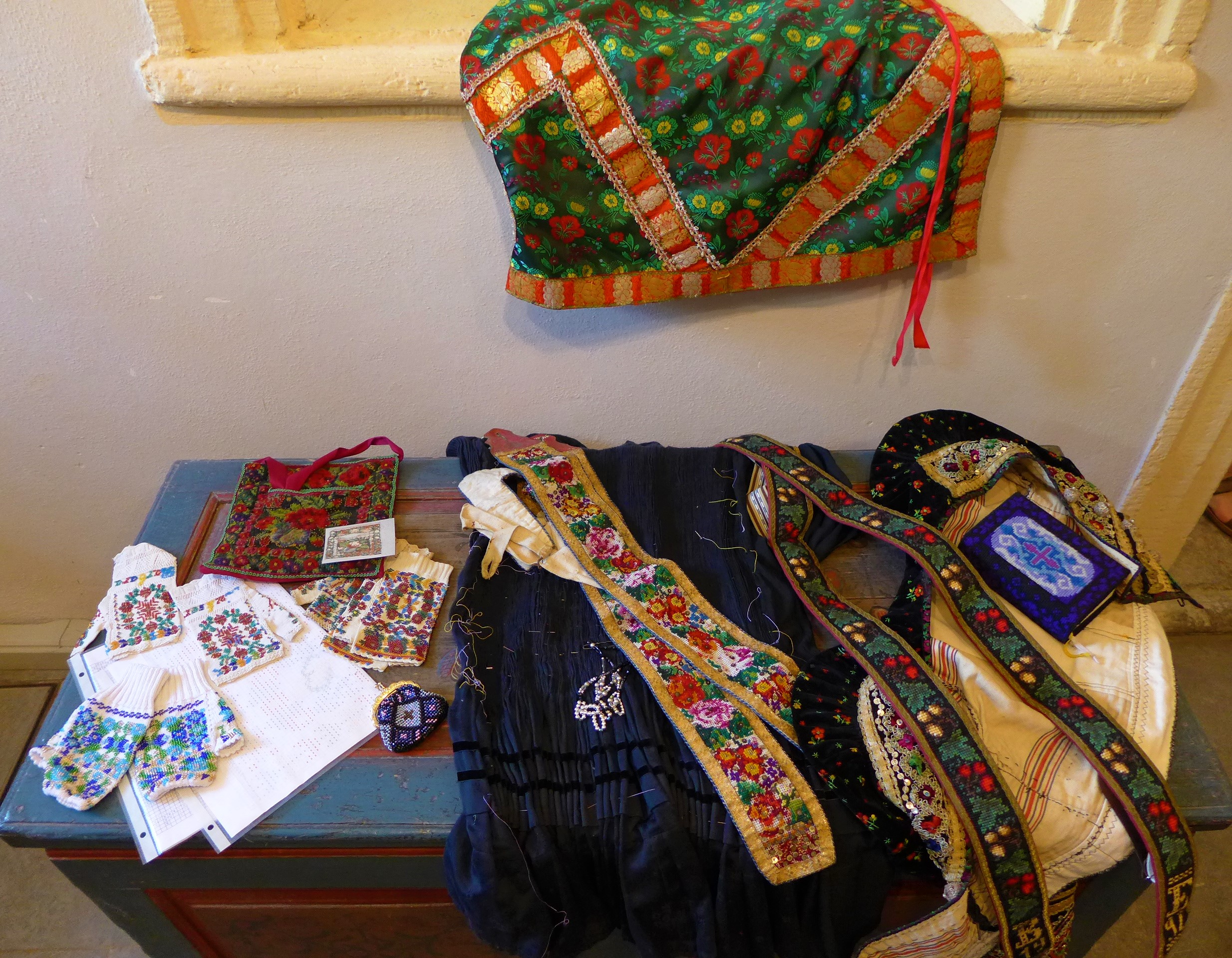
Zubehörteile der Ochsenfurter Tracht
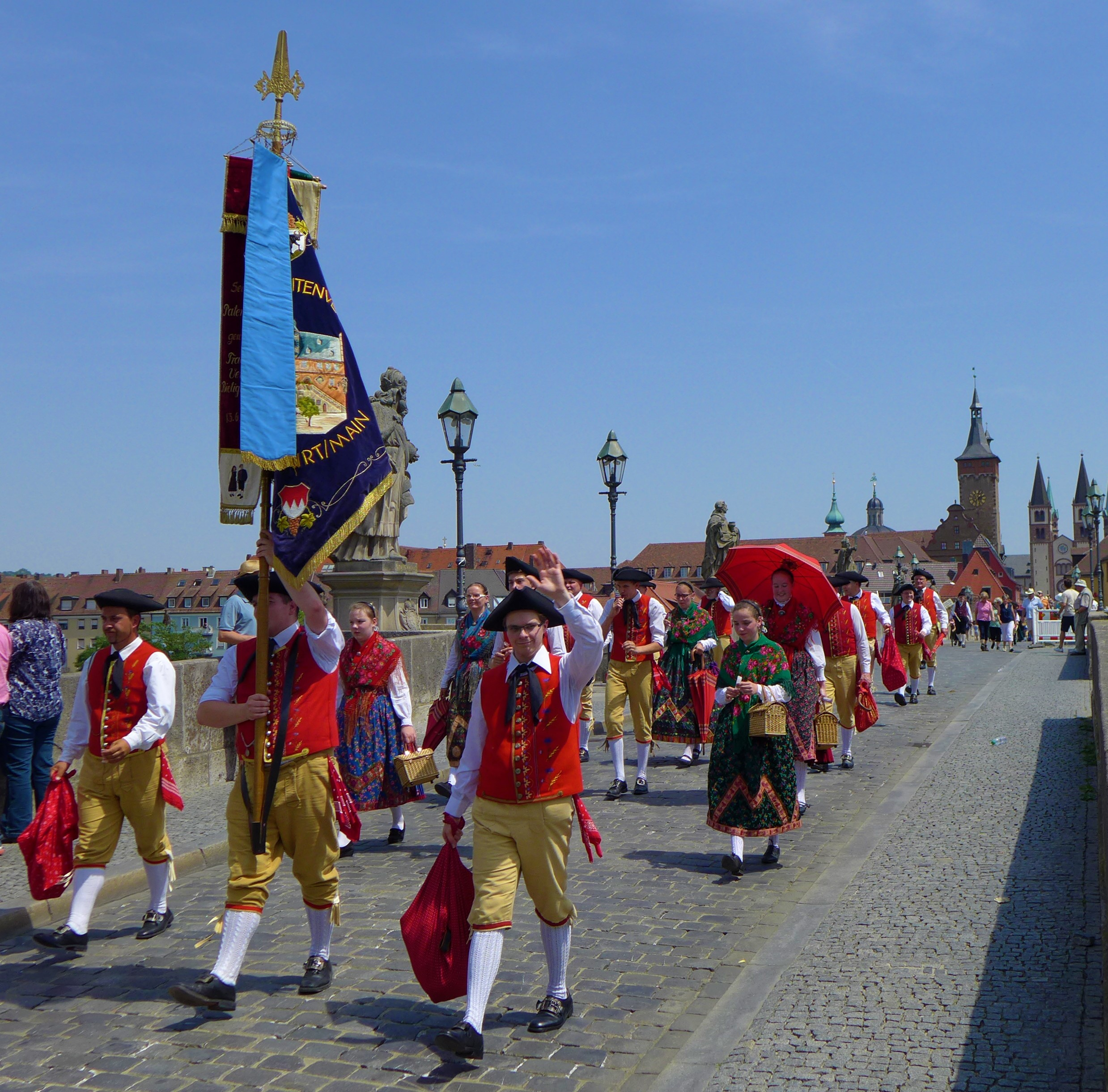
Ochsenfurter Gautrachten auf dem Würzburger Kiliani-Festzug
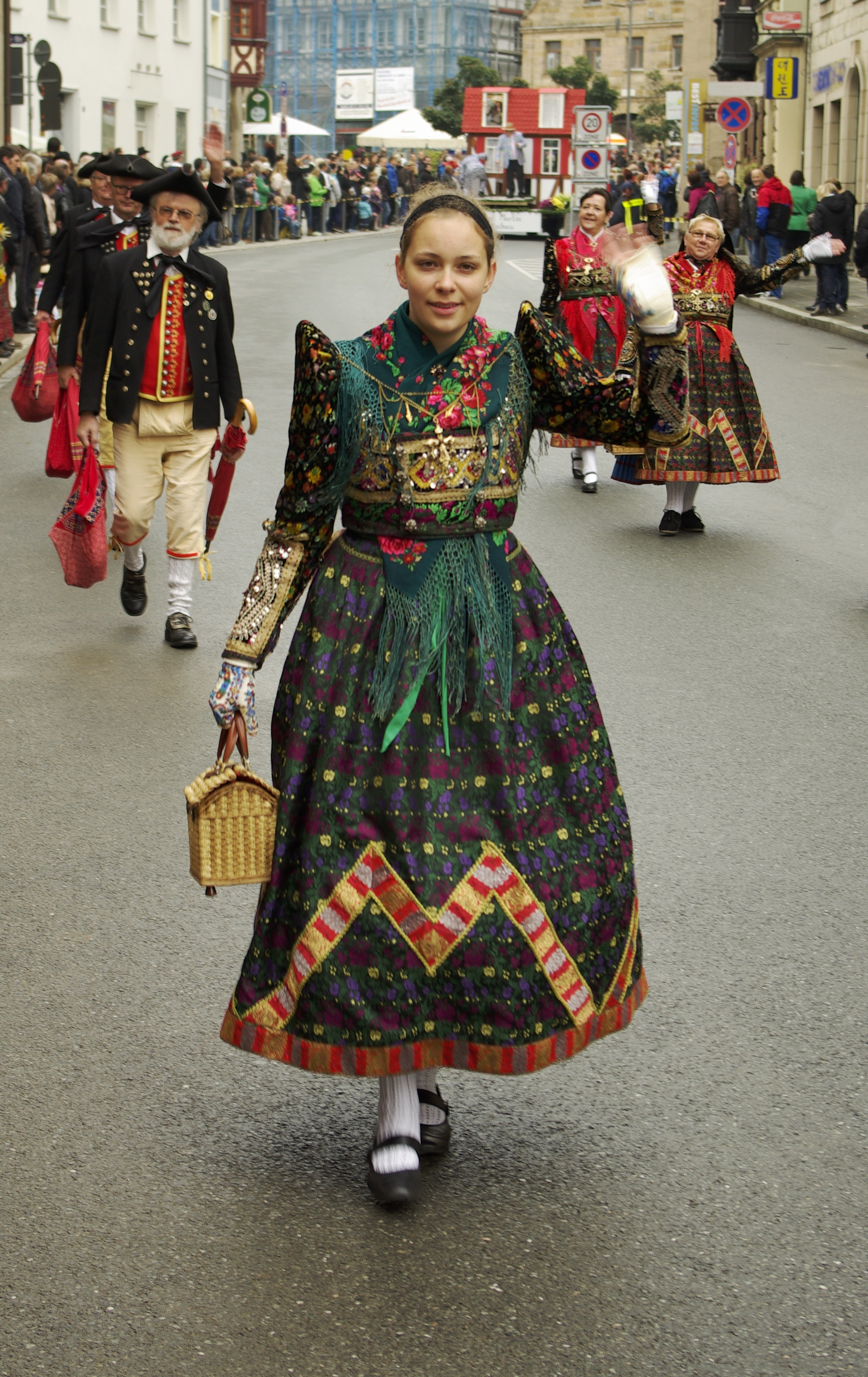
Ochsenfurter Gautrachten auf der Fürther Michaeliskirchweih
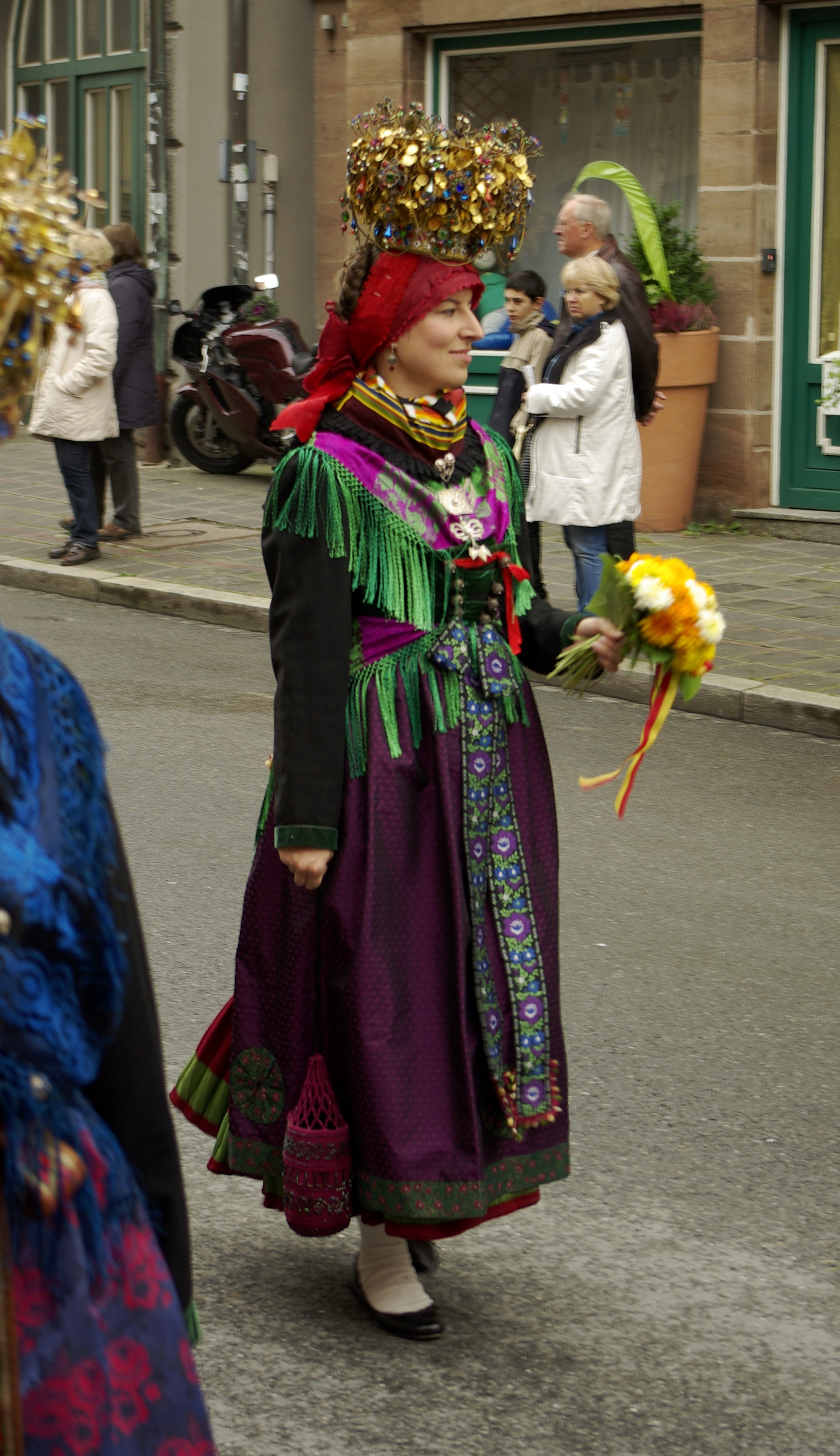
Frauentracht mit prachtvoller Krone auf der Fürther Michaeliskirchweih
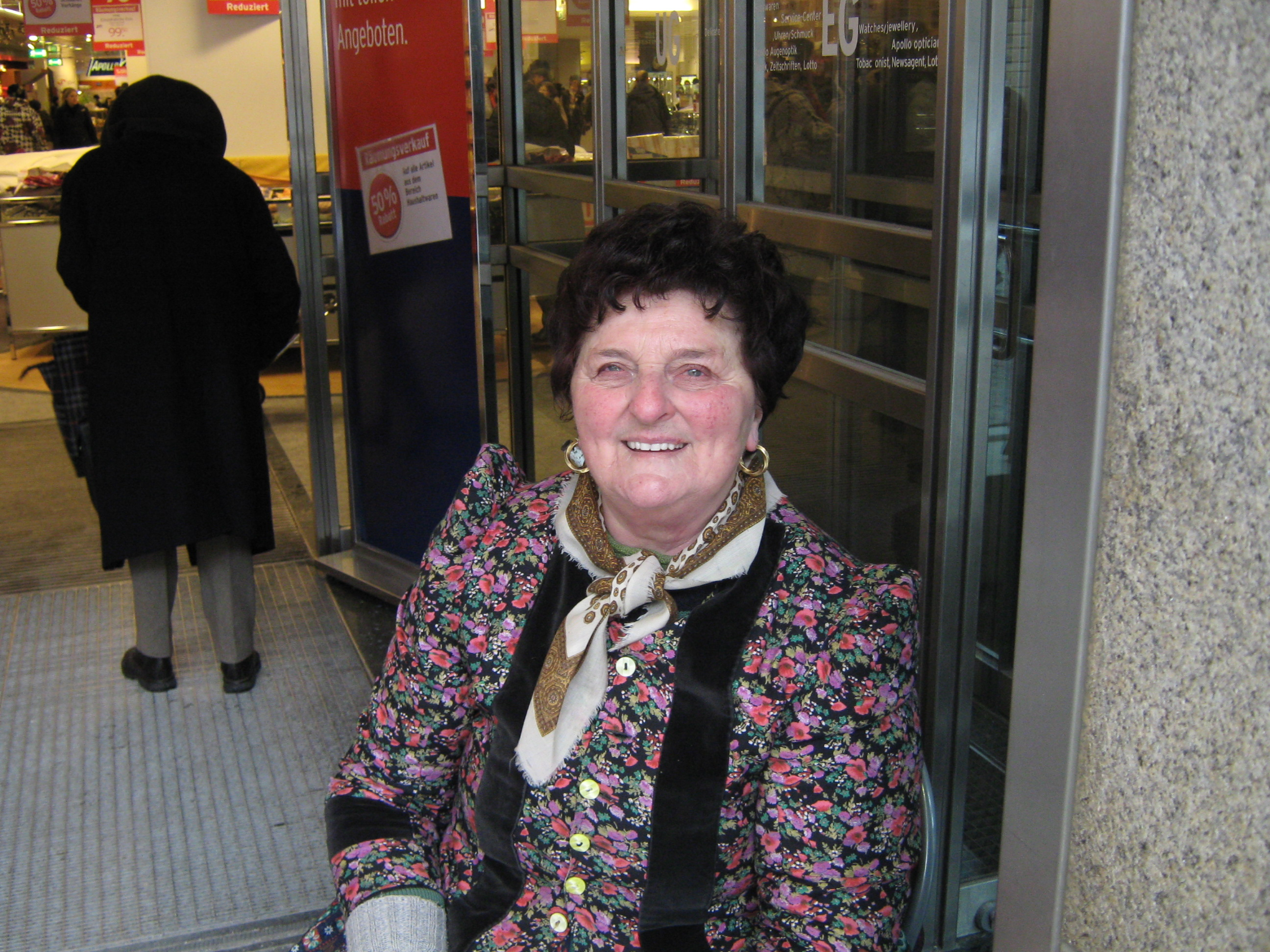
Krenweiberl in Tracht

### Mecklenburg-Vorpommern
In Mecklenburg gibt es sechs Trachtengebiete:
- Schweriner Tracht
- Poeler Tracht
- Warnemünder Tracht
- Biestower und Hägerortsche Tracht
- Zepeliner Tracht
- Schönberger und Rehnaer Tracht (Ratzeburger Trachtengebiet)

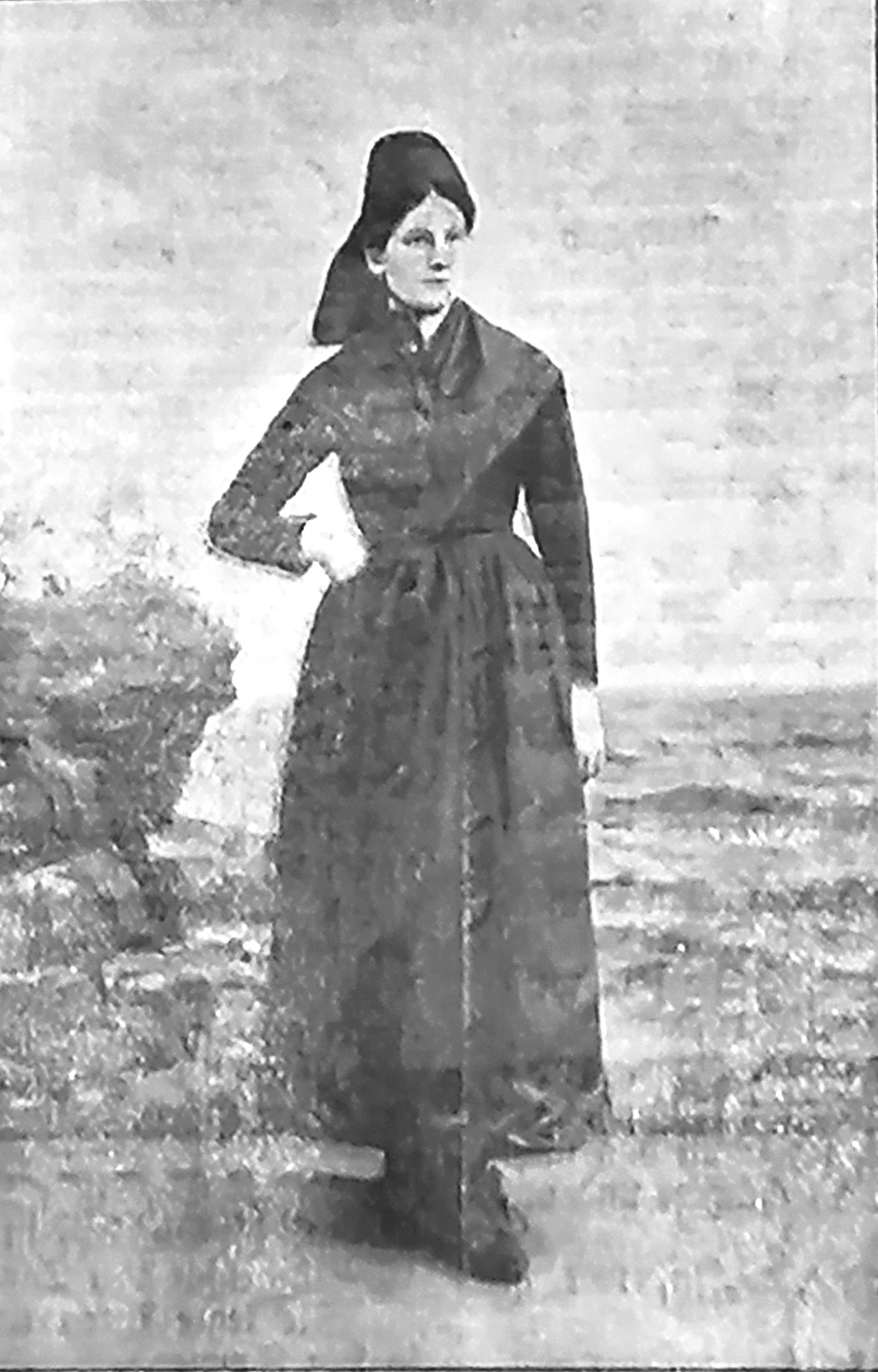
Warnemünderin im mecklenburgischen Trachtenfest zu Rostock (1907)
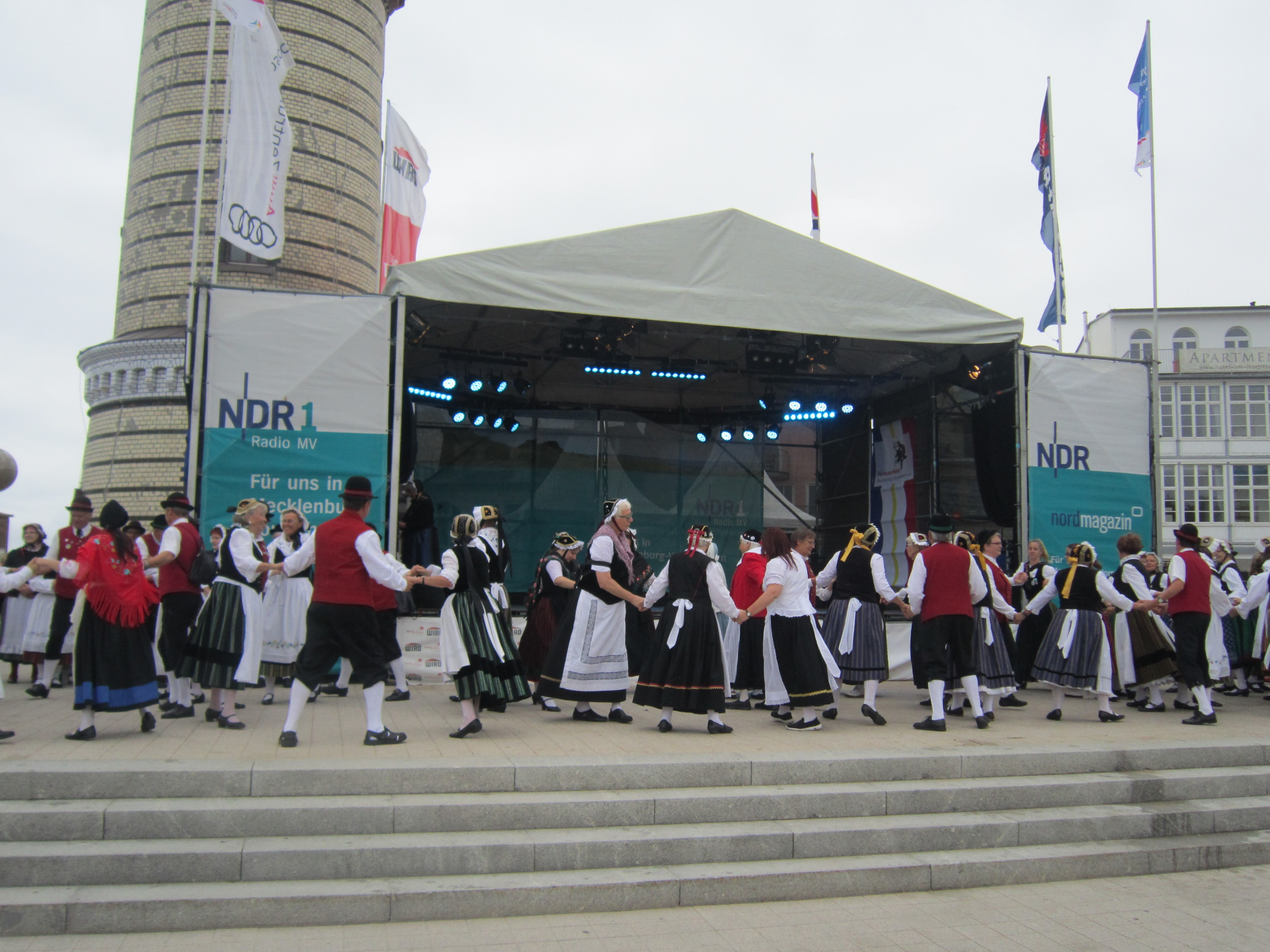
Gemeinsamer Tanz der Teilnehmenden aus Mecklenburg und Vorpommern am Trachtenumzug während der Warnemünder Woche 2019

### Niedersachsen

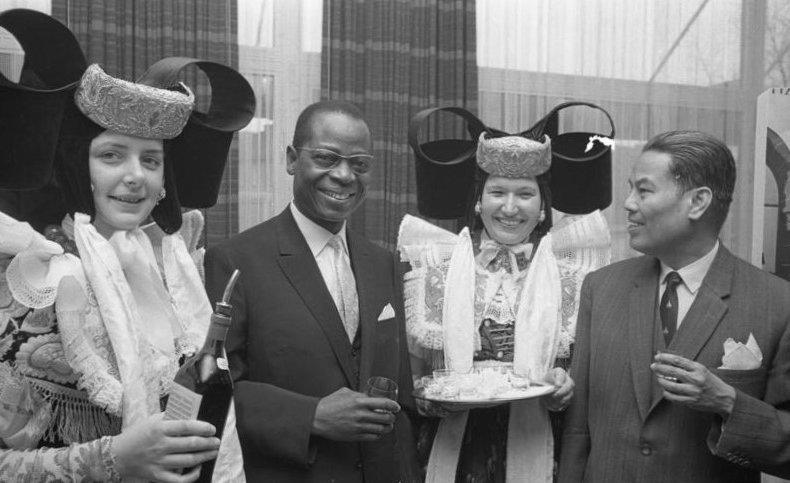
Bückeburger Trachten, getragen bei einer Tourismus-Ausstellung in der Niedersächsischen Landesvertretung in Bonn

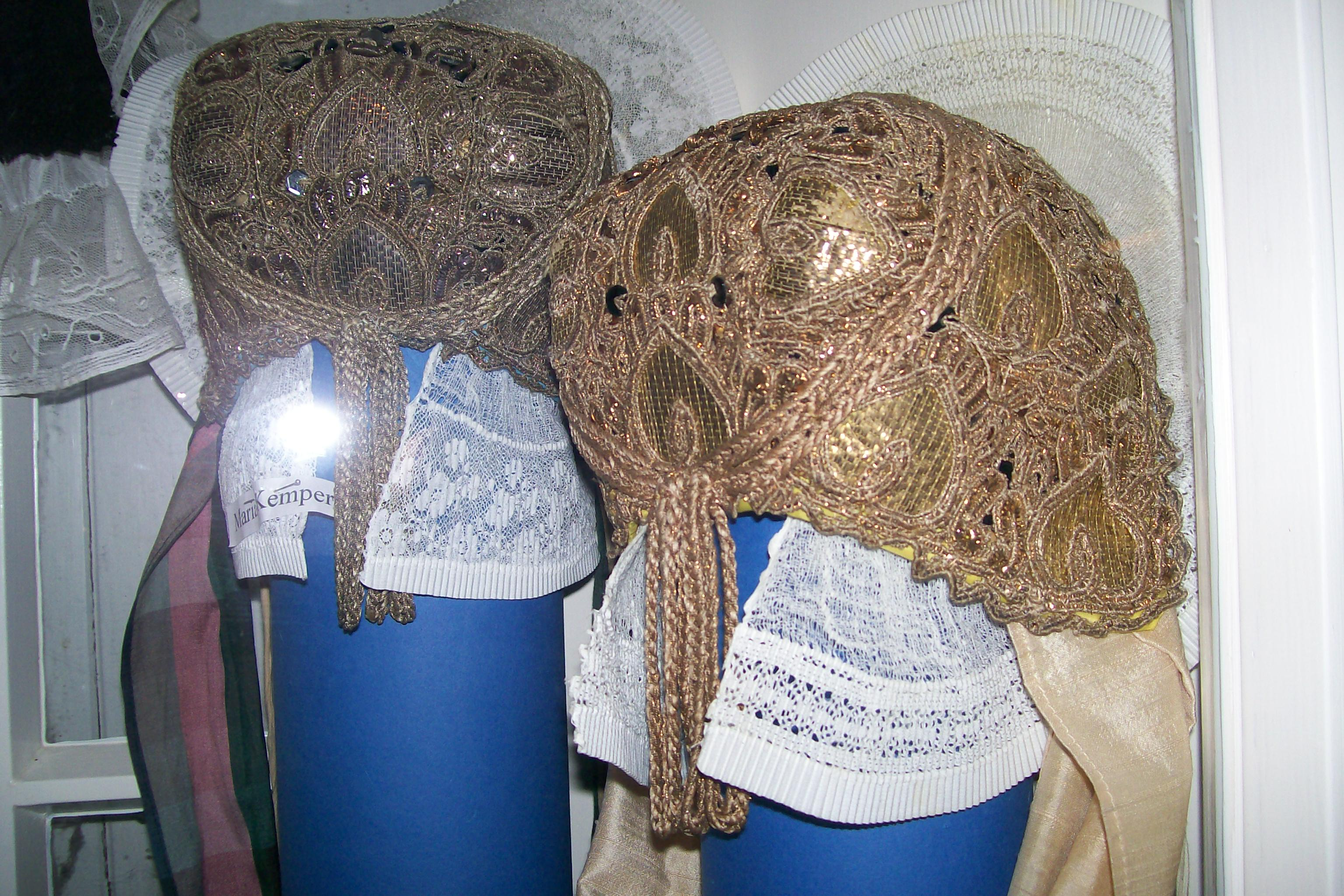
Goldhauben, die zur Tracht verheirateter Frauen aus Bad Iburg-Glane gehörten (Heimatmuseum Averbecks Speicher, Landkreis Osnabrück)

Niedersachsen ist neben Hessen das Bundesland mit der größten Trachtenvielfalt. Im Jahr 1904 fand im Dorf Scheeßel das „erste niedersächsische Volkstrachtenfest“ statt. Dabei sind die wesentlichen Trachtengebiete (in alphabetischer Ordnung):
- Altes Land
- Ammerland
- Artland
- Braunschweig
- Emsland
- Grafschaft Bentheim
- Grönegau
- Hannoversches Wendland
- Osnabrücker Land
- Ostfriesland
- Saterland
- Schaumburg
- Scheeßel
- Stader Geest
- Winsen

Diese einzelnen Trachtengebiete teilen sich natürlich noch weiter auf. So können zum Beispiel die einzelnen Trachten von Kirchspiel zu Kirchspiel hier und da noch Unterschiede aufweisen.

Trachten aus dem Alten Land (Stade)
Tracht aus dem Braunschweiger Landgebiet
Frauentrachten beider Konfessionen aus der Grafschaft Bentheim
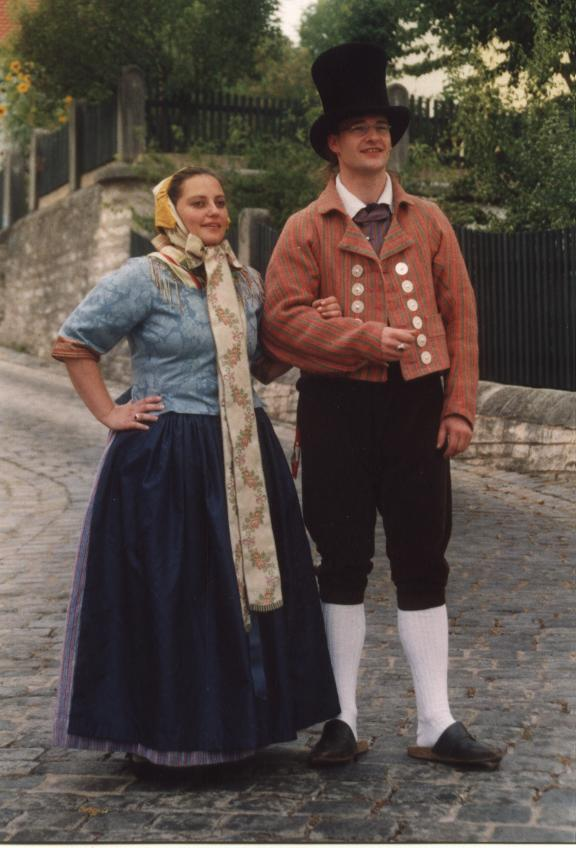
Trachten aus dem Hannöverschen Wendland
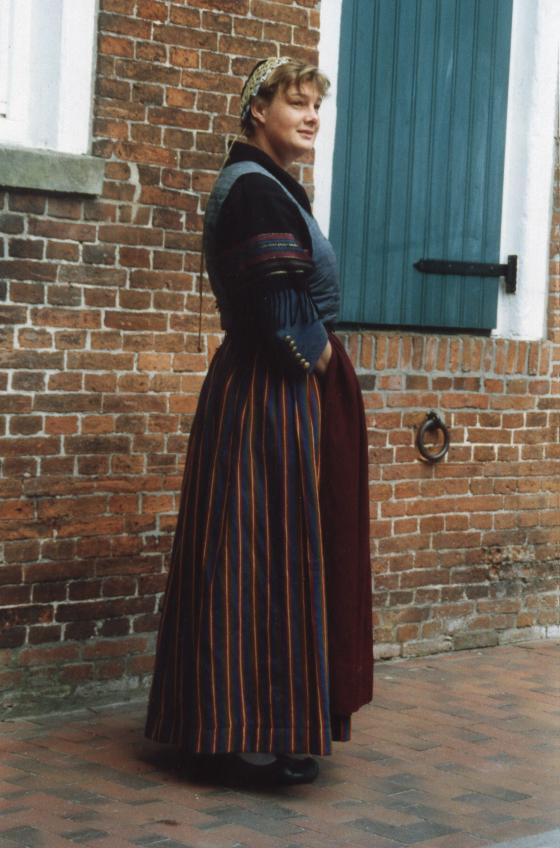
Ostfriesische Tracht
Trachten aus Schaumburg, Kirchspiel Lindhorst
Alltagstrachten aus dem Kirchspiel Scheeßel, Niedersachsen
Geestbäuerin aus Frelsdorf in Festtagstracht, Stader Geest
Paar aus Bortfeld in Braunschweiger Tracht

Niedersächsische Hochzeitstrachten

Kranzmaike aus dem Kirchspiel Lindhorst
Brautjungfer aus Meerbeck, Landkreis Schaumburg
Braut aus dem Kirchspiel Scheeßel
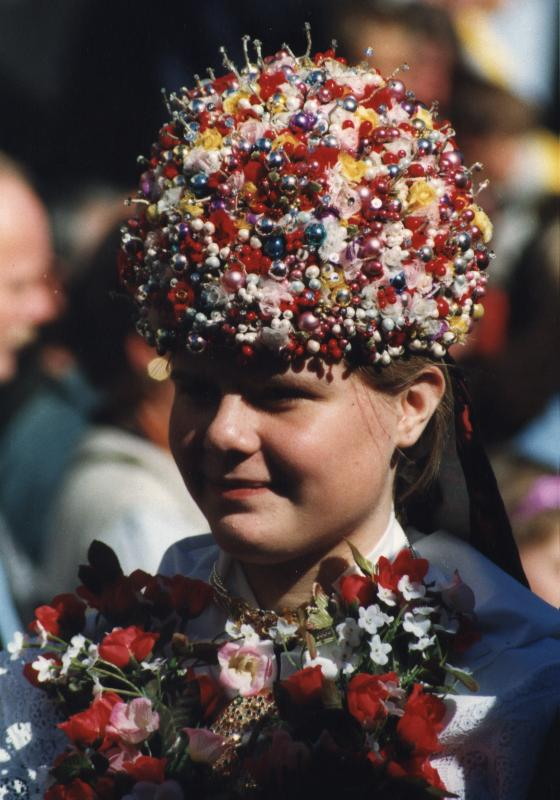
Braut aus der Börde Elsdorf (Stader Geest)

### Nordrhein
Die Region Nordrhein ist der nördliche Teil des Rheinlands und der ehemaligen preußischen Rheinprovinz und der westliche Teil von Nordrhein-Westfalen. Dazu gehören als Kulturlandschaften das Bergische Land, der Niederrhein und die Nordeifel.
Die Trachten in dieser Region konnten kaum eigenständige Merkmale entwickeln. Durch häufige Änderungen der politischen Zugehörigkeit und großer Entfernung zu den Regierungssitzen wurde die ländliche Kleidung mehr durch die Nachbarregionen und die Städte als durch den regierenden Adel beeinflusst. In den Städten trug man vielfältige Kleidung, z. B. die entsprechenden bürgerlichen Trachten und die typische Kleidung der verschiedenen Berufsgruppen und Zünfte. Die Epochen Renaissance, Barock, Empire und Biedermeier haben die Trachten geprägt. Alltagskleidung aus einfachen Materialien fertigte man sich in den Familien so gut es ging selber an. Alte Festtagskleidung wurde im Alltag aufgetragen. Das Material verschlissener Alltagskleidung konnte anders weiterverwendet werden. Die Festtagstracht aus hochwertigeren Materialien ließ man sich zur Hochzeit machen. Diese trug man zum Kirchgang und zu anderen Feierlichkeiten. Sie verdeckte fast den ganzen Körper, nur Gesicht und Hände blieben frei. Das quadratische Umstecktuch der Frauen wurde im Sterbefall diagonal halbiert. Eine Hälfte wurde der Verstorbenen mit ins Grab gegeben, die andere Hälfte wurde vererbt.
Einen großen Einschnitt in der Entwicklung der ländlichen Kleidung gab es nach der Französischen Revolution um 1800. Ab dann hielt die Mode des Empire Einzug und immer weniger Männer heirateten in Tracht. In der Biedermeierzeit waren gestreifte und karierte Stoffe modern. Diese konnten in der Männertracht z. B. verwendet werden für Hemd, Weste, Jacke, Rock, lange Hose, Gamaschen, Schirmmütze, Zipfelmütze und Halsbinde. Weitere große Veränderungen gab es nach der Deutschen Revolution um 1850. In der festlichen Männerkleidung wurde Schwarz die dominierende Farbe für Weste, Jacke, Rock, lange Hose, Schuhe, Halsbinde und Hut. Die Männertracht ist danach größtenteils langsam verschwunden. Wenige trugen noch Tracht bis Anfang des 20. Jahrhunderts. Der König von Preußen Wilhelm II. beeinflusste während seiner Regierungszeit von 1888 bis 1918 mit seiner Begeisterung für militärische Kleidung die Vorlieben der Männer. Deshalb wurden dann z. B. für Jungen die Matrosenanzüge und für die zahlreichen Schützenvereine die Fantasieuniformen populär. Die Fantasietrachten im Schützenwesen haben oft keinen regionalen Bezug, sondern sind häufig von Trachten aus dem Ostalpenraum und von Jägerkleidung inspiriert.
Von Brauchtumsgruppen werden noch bei besonderen Anlässen Trachten in vereinfachter Form und uniform getragen.
Im Fastnachtsbrauchtum steht das Tragen von unzeitgemäßer, oft minderwertiger Kleidung zwar für die verkehrte Welt, doch seit der Ausbreitung des romantisierten rheinischen Karnevals werden durch das Tragen von Trachten oder deren Bestandteile der Stolz auf die lokale oder regionale Geschichte ausgedrückt und es wird an die „gute alte Zeit“ erinnert und damit die eigene Identität gefeiert.
Mögliche Bestandteile
Frauentracht:
- Unterkleid, (Hemdkleid), diente auch als Nachthemd;
- Bluse, weiß mit langen Ärmeln;
- Umbindetasche;
- Rock, Unterröcke;
- Mieder, Schnürmieder, mit oder ohne Schöße;
- langes Kleid;
- kurze Jacke, Schoßjacke (Caraco);
- Die einfachste Kopfbedeckung ist das Kopftuch, quadratisch und doppelt gelegt, einfarbig oder mehrfarbig gemustert, mit oder ohne Fransen. Haube, Mütze, Ohreisenmütze, Unterhaube. Als Ersatz für eine Trachtenhaube wurde seit Ende des 19. Jahrhunderts von älteren Damen eine modischere schwarze Pudelkappe in verschiedenen Formen getragen. Diese kam aus Frankreich und war gehäkelt oder aus Chenille[33].
- Ohreisen;
- gestrickte Strümpfe, Strumpfbänder;
- Lederschuhe, Holzschuhe, Schnürstiefel;
- Schultertuch (die beiden Enden hängen vorne frei herab), kann als Wetterschutz über den Kopf gelegt werden; Umstecktuch (die beiden Enden werden vorne in den Schürzenbund gesteckt); Brusttuch (die beiden Enden werden vorne in das Mieder gesteckt), quadratisch und doppelt gelegt oder dreieckig, einfarbig oder mehrfarbig gemustert, mit oder ohne Fransen;
- Schürze (Halbschürze, Vorbindeschürze);
- Brustkreuz an Kette oder Band, Halsbrosche.
- Tragring für Kopflasten. Ein Stoffwulst oder aus Stoff genähter Ring, der mit verschiedenen Materialien zur Polsterung gestopft sein kann. „Die Weibsleute vom Lande tragen alles in Körben auf dem Kopf in die Stadt, wie denn überhaupt der Gebrauch üblich in den Rheinischen Provinzen nicht allein auf dem Lande, sondern auch in den Städten, herrscht […]. Ein kleiner runder Kranz, den sie auf dem Kopf unterlegen, dienet dazu, daß der Korb auf dem Kopf feststeht, auch ihn nicht immediat drückt, und nun halten sie die Balance so gut, daß sie nicht nötig haben, den Korb mit der Hand zu halten, sondern die Hände frey haben, oder in die Seite setzen.“[34]

Männertracht:
- Hemd, Schlupfhemd, aus Leinen, weiß mit langen Ärmeln, Stehkragen oder Umschlagkragen;
- Kniebundhose (Culotte) aus weißem Leinen, dunklem Tuch, schwarzem Samt oder sämisch gegerbtem, „gelben“ Leder;
- lange Hose (Pantalon), ab der Französischen Revolution aus weißem Leinen, später aus dunklem Tuch;
- Weste, mit oder ohne Schöße, einfarbig oder gemustert, mit einer oder zwei Knopfreihen;
- Brabanter Kittel aus Leinen, weiß oder blau gefärbt, ohne oder mit Brustschlitz zum Binden oder Knöpfen, kann an den Schulternähten und am Brustschlitz mit weißen Garnstickereien verziert sein;
- Kamisol;
- kurze Jacke, Frack, Gehrock;
- Zipfelmütze (aus gewebtem Stoff oder aus Wolle gestrickt). „Rundhut mit niederem Kopfteil und kreisrundem, breitem, schlappigem Rand, den die Soldaten des Dreißigjährigen Krieges vom Landvolk übernommen hatten.“[35] Brabanter Hut. Daraus entstand der Dreispitz, der bis 1850 verschwand. Der Kastorhut in Form eines hohen Zylinders aus Biberhaarfilz wurde in der Biedermeierzeit getragen. Seit dem Biedermeier werden Schirmmützen in verschiedenen Formen benutzt. Hausmützchen, Hauskappe. Ein fester Hut kann über einer weichen Mütze oder Kappe getragen werden.
- niedrige Schnallenschuhe mit kleiner Schnalle seitlich oder großer Schnalle mittig oder Schnürschuhe aus Leder, Gamaschen, einfache Schaftstiefel, Stulpstiefel, Holzschuhe;
- gestrickte Strümpfe, mit oder ohne Muster;
- Halsbinde aus Seide, weiß, schwarz oder anders gefärbt, Halstuch;
- Ohrring;
- Geldgürtel, Geldkatze;
- Gehstock (Handstock), Wanderstock, Knotenstock, Spazierstock (verschiedene Macharten und Formen, z. B. mit Knauf, Krücke oder Krümmung);
- Taschenuhr an Uhrenkette oder Chatelaine mit Uhrenschlüssel und Petschaft;
- Tabakspfeife.

#### Bergisches Land
Zu Trachten im Bergischen Land gibt es ausführliche Beschreibungen.

#### Niederrhein
Die Trachten am Niederrhein konnten keine eigenständigen Merkmale entwickeln. Auf dem Lande unterlagen die Kleidung und die Haartracht u. a. den Einflüssen aus den ländlichen Nachbarregionen, hauptsächlich aus Limburg, Brabant und Gelderland, weniger aus Westfalen und dem Bergischen Land. In der Stadt Köln waren die bäuerlichen Trachten durch Verkehr, Handel und Zuwanderung aus dem Bergischen Land und der Eifel beeinflusst.
Regionaltypische Bestandteile
Frauentracht
- Brabanter Haube, Knipmütze, Treckmütze, (weiß für verheiratete Frauen, schwarz für Witwen);
- nach 1850 konnten die traditionelle Kopfbedeckung und die Schürze nach städtischem Vorbild zum langen dunklen, meist schwarzen Kleid getragen werden.

Männertracht
- weiße Zipfelmütze.

Trachtengebiete
- Aachen – Süd-Limburg

Als charakteristisch für die Kleidung der Aachener Marktfrauen gelten die einfache Schute aus grobem Stroh über dem Kopftuch oder einer einfachen Unterhaube und der Umhang. Dies wurde auch von den Marktfrauen (Mooswiever = Kohlfrauen, Gemüsefrauen) in Maastricht und Umgebung in Süd-Limburg getragen. Die Schute war in der Biedermeierzeit modern und weit verbreitet. Weil die Marktfrauen sie noch bis zum Anfang des 20. Jahrhunderts bewahrten, gilt sie bei ihnen als typische Kopfbedeckung. Der Umhang konnte aus einem zusammengenähten Rock bestehen, der oft gestreift war.
- Aachen – Köln

Im Gebiet um Aachen, um Köln und in der Gegend dazwischen orientierte sich die wohlhabende Landbevölkerung nach 1850 in der Kleidung eng an städtischen Vorbildern.
- Grafschaft Moers

Im Gebiet der ehemaligen Grafschaft Moers ist bis heute
die Grafschafter Tracht der Frauen überliefert.
- Preußisch-Obergeldern (preußisches Oberquartier, 1713–1815)

Eine Madame Esmenard gibt folgende Beschreibung der Frauenkleidung:
„Ein großer, mit blauer Seide gefütterter Strohhut, wie ein leuchtender Stern in der Mitte des azurblauen Gewölbes. An diesem Hut ist ein Band befestigt, welches dazu diente, bei schlechtem Wetter die Krempe herabzudrücken. Darunter trägt sie eine zierliche Spitzenhaube mit Bettlerspitze, ein feines Nesseltuch, das ihren Busen bedeckt, dieses Tuch liegt teilweise unter einem Tuch aus feinem Chintz mit einer kräftig gefärbten Blumenborte. Die Jacke aus Chintz ist auf nachtschwarzem Untergrund mit vielen bunten Blumen geschmückt. Unter dieser Jacke hängt der gestreifte Rock aus Wollstoff, genannt eigene Ware, von der sie in den Wintermonaten den Faden selbst gesponnen hat. All das wird durch eine Vorbindeschürze ergänzt.“
Die Frauen trugen auch noch nach der Aufteilung des Oberquartiers auf der niederländischen und deutschen Seite die gleiche Tracht. Nach 1850 bestand die höchste Ausformung der Kopfbedeckung der Frauen aus einer schwarzen Unterhaube, einer Haube und einem wertvollen Aufsatz aus Tüll und Spitze. Dieser Aufsatz war aus den Bändern der Kopfbedeckungen der vorangegangenen Perioden entstanden. Auf dem Aufsatz wurden künstliche Blumen befestigt. In Brabant nennt man diesen Aufsatz Poffer, in Limburg Toer, am Niederrhein sah man es als eine Art der Knipmütze an.
Es war üblich, dass der Bräutigam seiner Braut einen Korb mit einem Brauttuch, einem Paar Schuhe und möglicherweise einer Halskette schenkte. Das Schultertuch wurde von der Braut an ihrem Hochzeitstag getragen. Nach diesem festlichen Tag bewahrte die Frau das Tuch in einer Schublade des Schrankes auf. Es wurde bei der Geburt des ersten Kindes wieder hervorgeholt, dann aber als Tauftuch.
Ortstypische Merkmale
Ortstypische Merkmale am Niederrhein entstanden durch die unterschiedlichen Ausführungen der örtlichen Handwerker. Das gilt z. B. für die Verzierung der Hauben, die Form der Holzschuhe, die Intensität des Blautons der Männerkittel und die Stickerei darauf.
Informationsquellen
Eine zeitgenössische Quelle für Abbildungen um 1850 ist die Satirezeitschrift Düsseldorfer Monathefte. In den Karikaturen wird die Landbevölkerung durch ihre Kleidung deutlich von der städtischen Bevölkerung unterschieden und als rückständig, bauernschlau und einfältig charakterisiert. Folgende Maler vom Niederrhein haben sich in ihren Werken u. a. mit der Landbevölkerung in ihrer typischen Kleidung beschäftigt: Wilhelm Schmurr, Arthur Kampf, Gerhard Dickmeis, Manes (Hermann) Peters.
Das Museum für Europäische Volkstrachten in Wegberg-Beeck, auch Beecker Trachtenmuseum genannt, zeigt überwiegend Festtagstrachten aus verschiedenen Ländern Europas.

#### Nordeifel
Südwärts der Linie Aachen-Köln gibt es bei den Kopfbedeckungen neben den weißen oder schwarzen Mützen und Hauben der Mädchen und Frauen und Zipfelmützen der Männer auch bunte Spielarten. So ist für Eschweiler-Nothberg folgendes überliefert: „[…] die Frauen tragen ein ziemlich langes Hauskleid. Als Kopfbekleidung tragen sie kleine, samtartige Hauben in verschiedenen Farben, die vorne mit goldener Spitze eingefaßt sind. Ihre Haare flechten sie zu mehreren Zöpfen, die hinter der Haube wie eine Schnecke zusammengerollt und von einer großen, zwei Finger breiten Silbernadel gehalten werden.“ Als Maler in der Eifel hat sich Wilhelm Heinrich Burger-Willing in seinen Werken u. a. mit der Landbevölkerung in ihrer typischen Kleidung beschäftigt.

### Rheinland-Pfalz
Trachtenbeispiele aus der Eifel- und Maifeldregion sind in dem Eifelmuseum Genovevaburg ausgestellt (Am Markt, 56727 Mayen). Das Stadtmuseum Simeonstift Trier besitzt eine beachtliche Sammlung historischer Textilien, vor allem bürgerliche Kleidung aber auch bäuerliche Trachten.
Rhein-Mosel-Region
Eine Form der Tracht war bis Ende des 19. Jahrhunderts eine Frisur mit kunstvoll verschlungenen Zöpfen, zusammengehalten von einem Ohreisenmützchen und Tugendpfeil. Diese Haartracht wurde von Mädchen ab der Pubertät bis zur Vermählung getragen. Überliefertes Verbreitungsgebiet waren die überwiegend katholischen, linksrheinischen Regionen um Koblenz, hier besonders das Maifeld und die Untermosel.

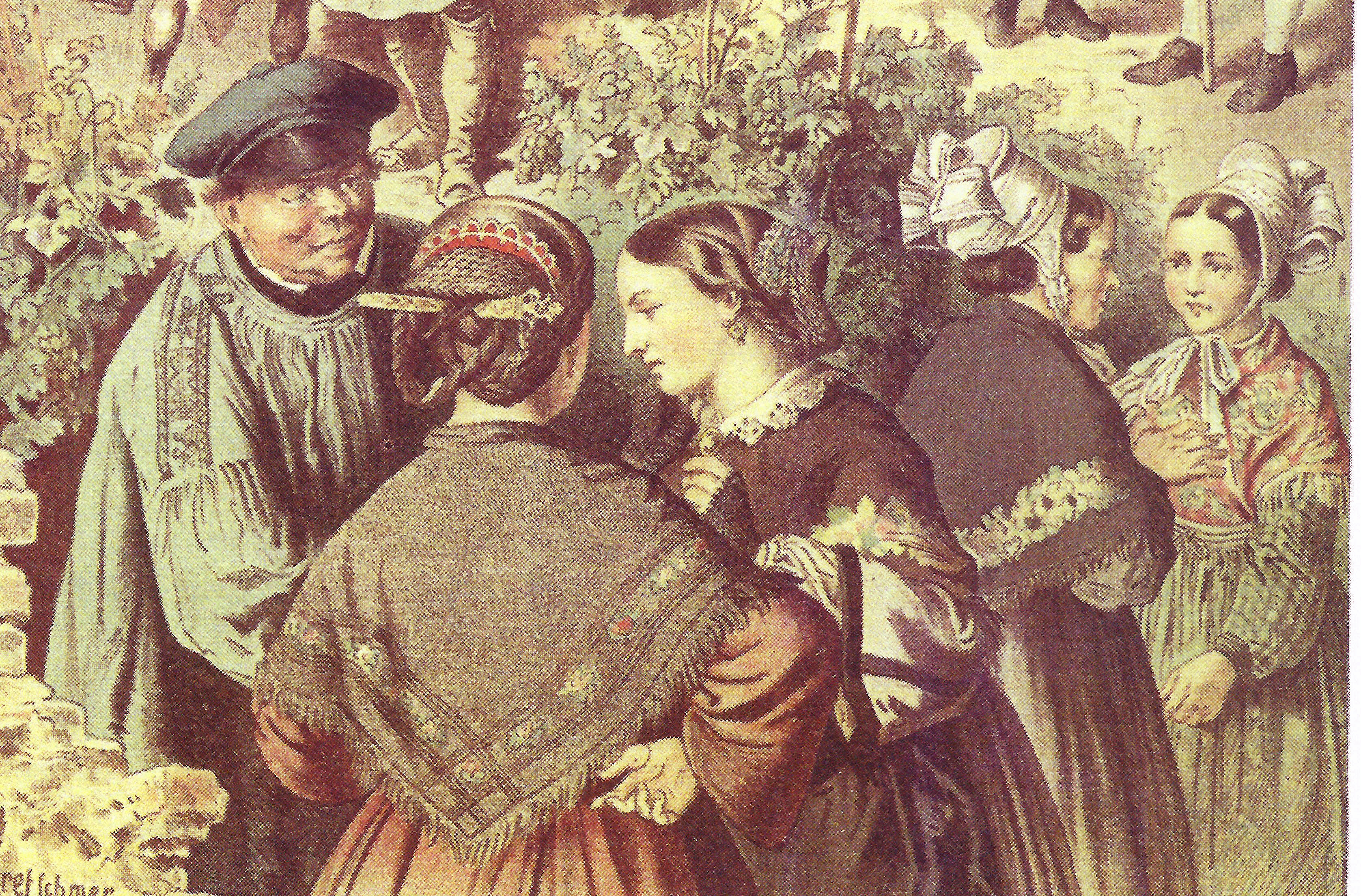
Detail aus einer Trachten-Darstellung von Winzern an der Mosel um 1890 (Albert Kretschmer, 1825–1891)
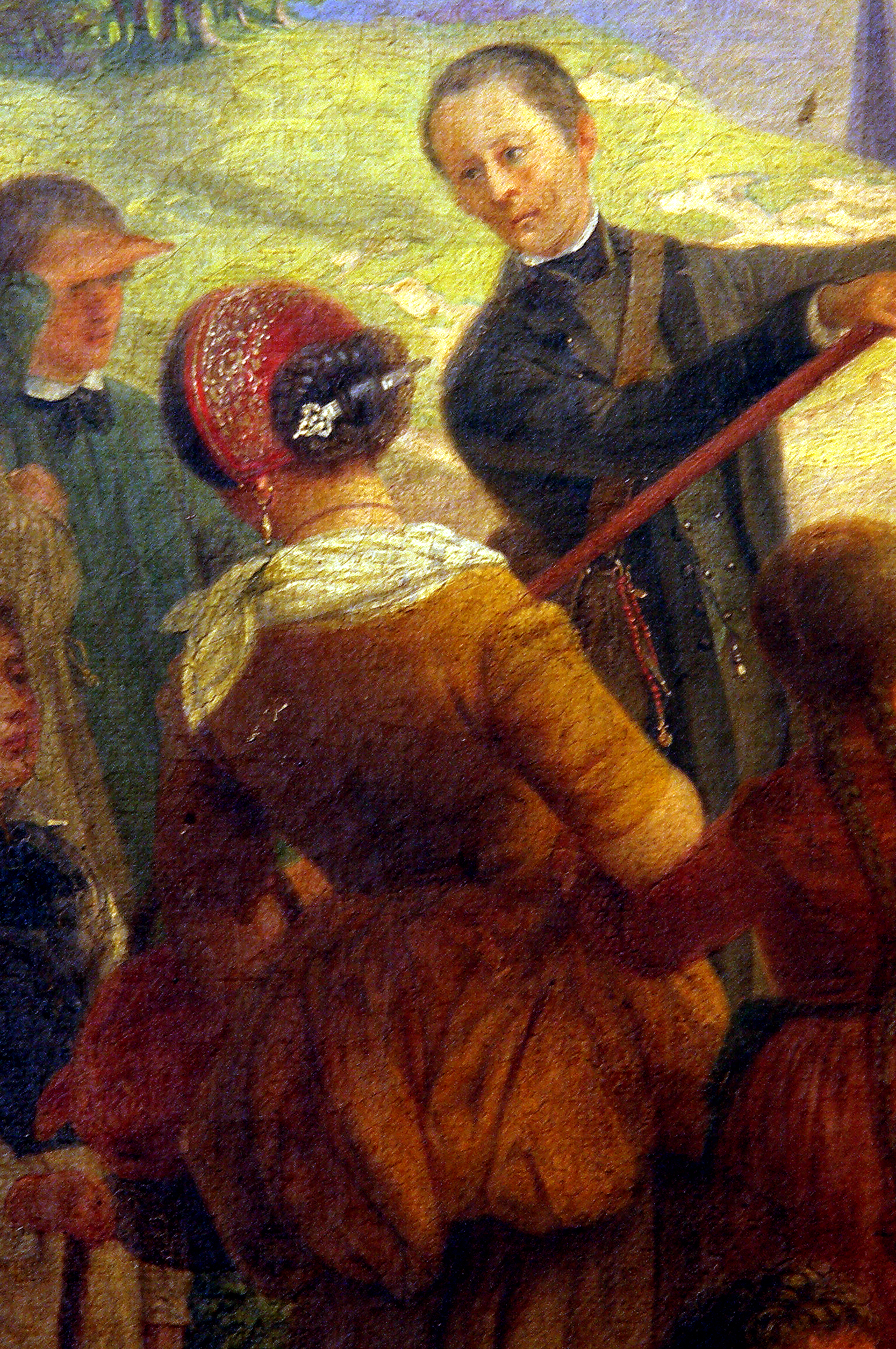
Tugendpfeilträgerin. Detail aus dem Gemälde Wallfahrt zum hl. Rock nach Trier (August Gustav Lasinsky, 1847)

Vorderhunsrück/Rhein-Hunsrück-Kreis
Fotografien aus den 1870er Jahren zeigen Mädchen und junge Frauen aus Dörfern des Vorderhunsrücks in einheitlicher Kleidung. Über einen knöchellangen Rock wurde auch zu besonderen Anlässen (Sonntagstracht) immer eine Schürze getragen. Ein hochgeschlossenes, langärmeliges Oberteil setzte an Krägen und Ärmelenden durch Verzierungen individuelle Akzente. Farbigkeiten sind nicht überliefert. Diese Kleidung der Landbevölkerung ist – nach Familienfotos – noch bis in die 1910er Jahre zu sehen. Das Verbreitungsgebiet ist noch nicht erfasst.

Junge Mädchen in Sonntagstracht, Gondershausen (Rhein-Hunsrück-Kreis) um 1870
Junges Mädchen in Sonntagstracht, Oppenhausen (Rhein-Hunsrück-Kreis) um 1870
Junge, ledige Frau in Sonntagstracht und Tugendpfeil-Haarnadel, Oppenhausen (Rhein-Hunsrück-Kreis) um 1870
Ältere Frau mit Sponheimer Haube, Oppenhausen (Rhein-Hunsrück-Kreis) um 1870

 Pfalz
Altrip
Mußbach
 Westerwald 
Eine Quelle für Informationen über Trachten im Gebiet des Westerwaldes bietet das Heimat- und Trachtenmuseum in Westerburg (Neustraße 40, 56457 Westerburg). Es ist das einzige Trachtenmuseum in Rheinland-Pfalz (Stand August 2013). Es beherbergt zahlreiche alte Textilien aus Westerburg und Umgebung sowie mehrere Originaltrachten aus verschiedenen europäischen Ländern und über 150 Trachten in Kleinformat. Neben Westerwälder Sonn- und Feiertagtrachten sind auch die Westerwälder Alltagstrachten vertreten.

### Saarland / Lothringen

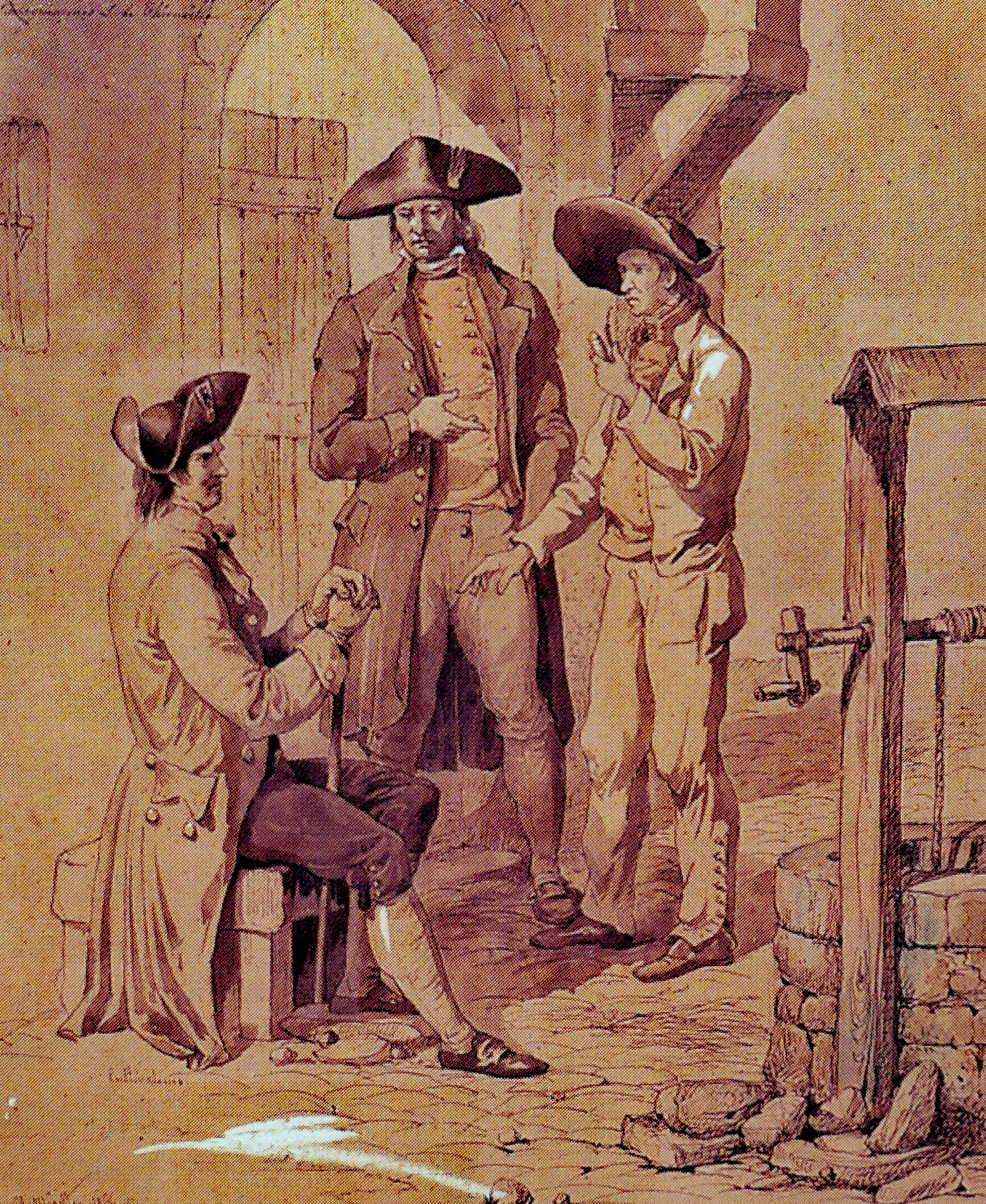
Zwei Männer mit Gehrock, Kniebundhosen (Buggs/Bux) und Dreispitz; ein Mann mit langen Hosen mit Wadenknöpfung und breitkrempigem Hut, Trachtenskizze von August Migette, 1866

Mit dem Ausgang des 19. Jahrhunderts und dem Aufschwung der saarländischen und lothringischen Industrie starb in der Saar-Mosel-Region die ländliche Trachtenbekleidung aus. Mit der Verbreitung der Nähmaschine und der industriellen Fertigung von Kleidern wurde die Kleidung nicht mehr ausschließlich von ortsansässigen oder wandernden Schneidern maßangefertigt, sondern zunehmend als Konfektionsware erworben. Während eine geschickte Näherin mit einem einzigen Faden in der Minute 50 Stiche erreichte, konnte die in den 1840er Jahren erfundene Nähmaschine in der gleichen Zeit durch die Verschlingung von Ober- und Unterfaden über 300 Stiche ausführen. Die Massenfertigung veränderte das Bekleidungsverhalten breiter Bevölkerungsschichten entscheidend und hatte eine Bedarfssteigerung zur Folge, da die Textilien nun billiger wurden und die Moden schneller wechselten. Ein Zentrum der deutschen Nähmaschinenfabrikation lag im benachbarten Kaiserslautern, wo die Firmen Pfaff (seit 1862) und Kayser (seit 1865) Nähmaschinen herstellten, sodass sich die Nähmaschine rasch im industriell aufstrebenden Land an der Saar verbreiten konnte.
Darüber hinaus bildeten sich zu dieser Zeit in Ermangelung der Entwicklung eines Sommerfrische-Tourismus sowie einer staatlichen Förderung durch das preußische beziehungsweise bayerische Königshaus, die die größten Teile des heutigen Saarlandes verwalteten, an der Saar keine maßgeblichen Trachtenerhaltungsvereine wie etwa in Oberbayern aus. Der aus Trier stammende Künstler August Migette (1802 in Trier – 1884 in Metz) überlieferte in seinen Aquarellstudien vom Mai 1866, die heute im Metzer Stadtmuseum (Musées de Metz) aufbewahrt werden, die traditionelle Kleidung in der Saar-Mosel-Region.

Trachtenbekleidung der Saar-Mosel-Region des 19. Jahrhunderts
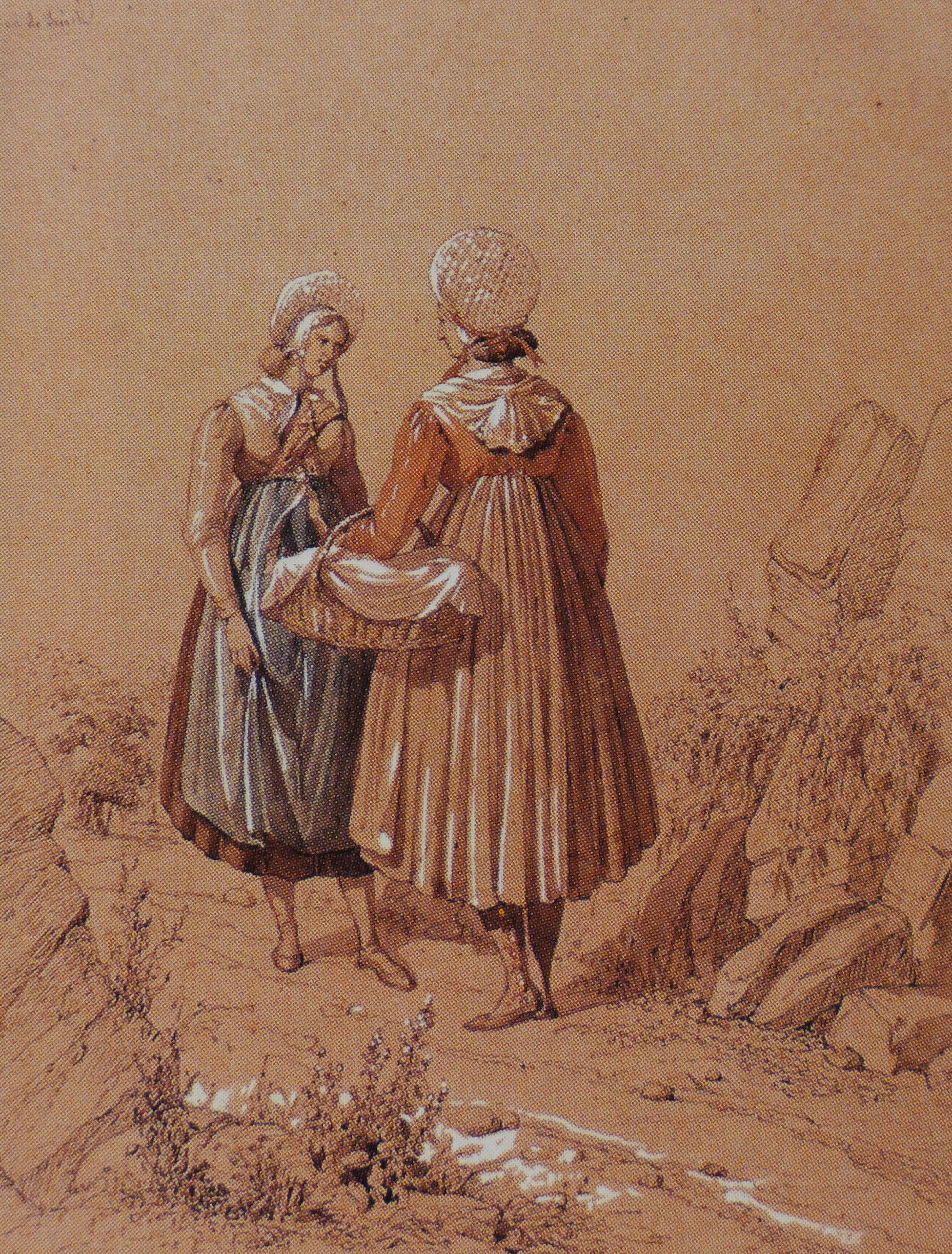
Zwei Frauen mit Stepphauben, Trachtenskizze von August Migette, 1866
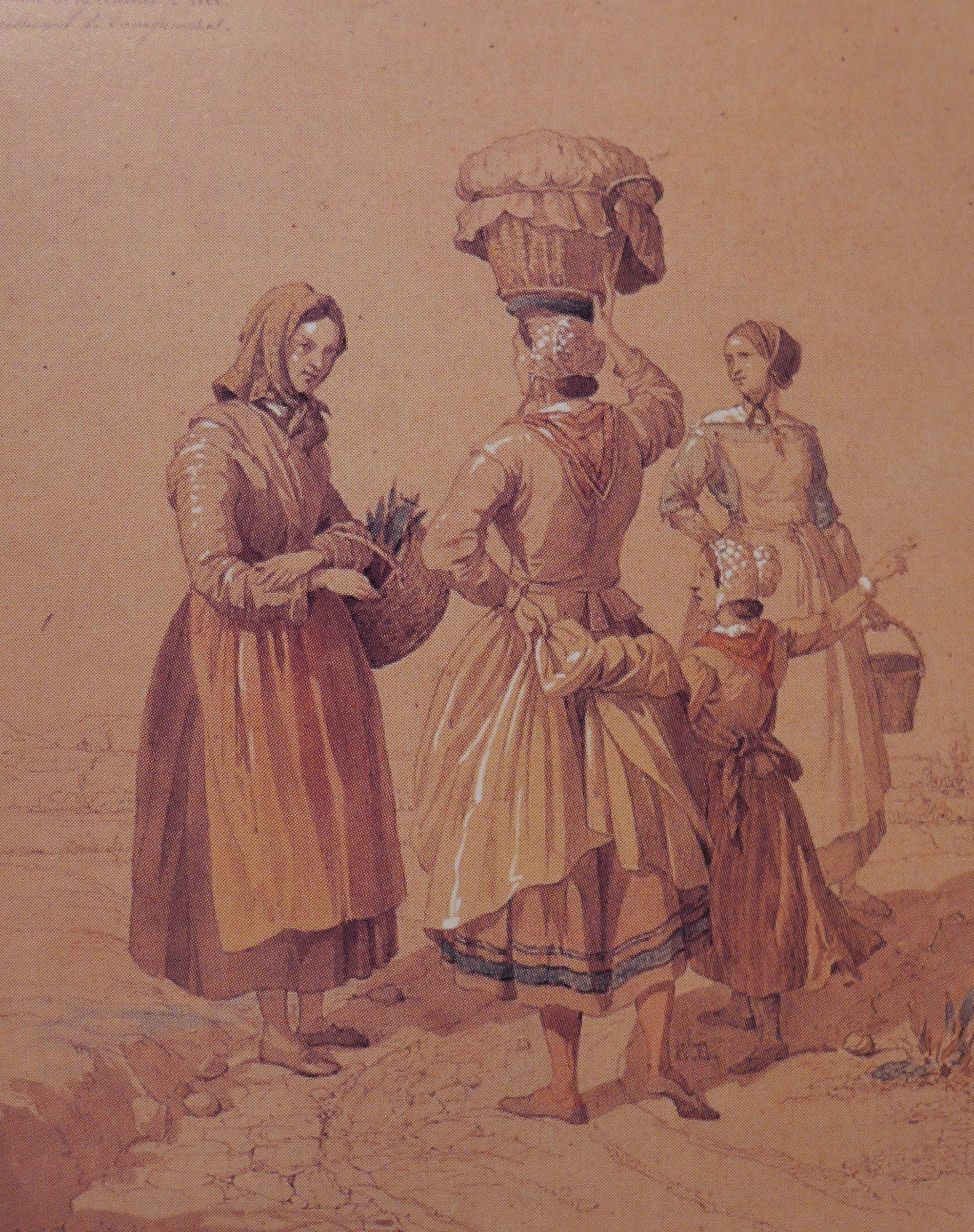
Frauen beim Transport von Lebensmitteln, Trachtenskizze von August Migette, 1866
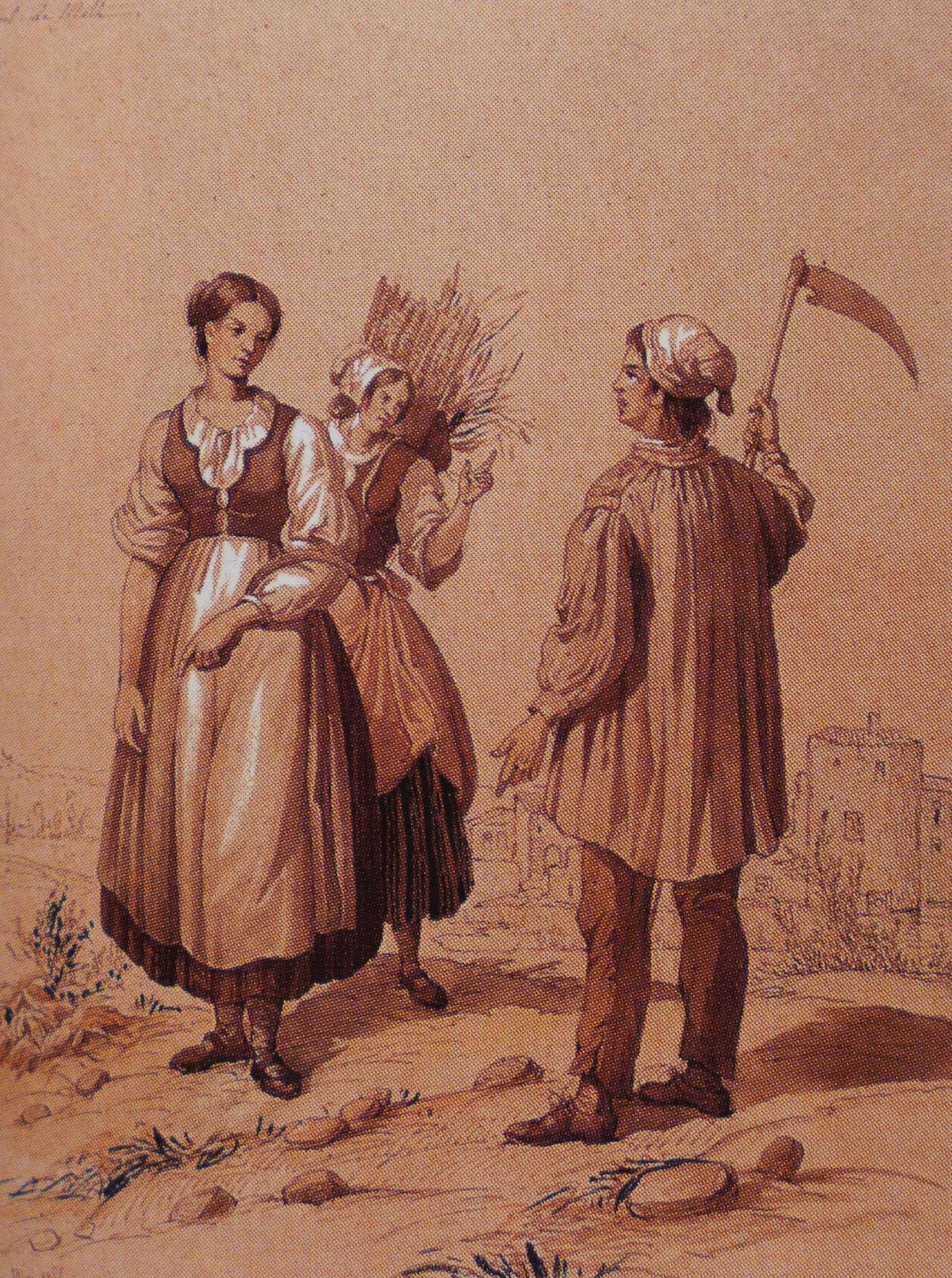
Zwei Frauen und ein Mann bei der Ernte, Trachtenskizze von August Migette, 1866
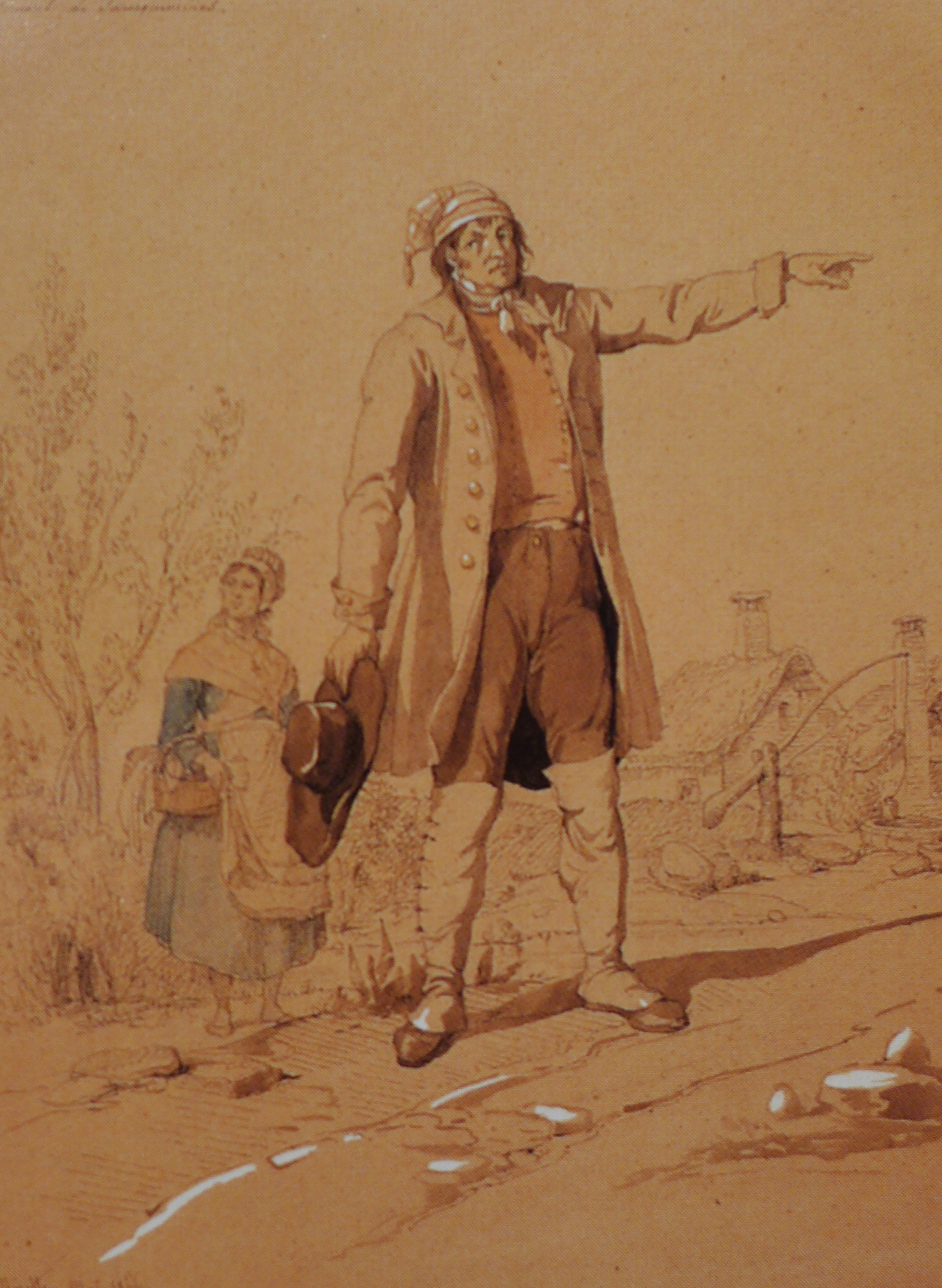
Mann mit Gehrock, Mütze und Hut; dahinter eine Frau mit Korb, Trachtenskizze von August Migette, 1866
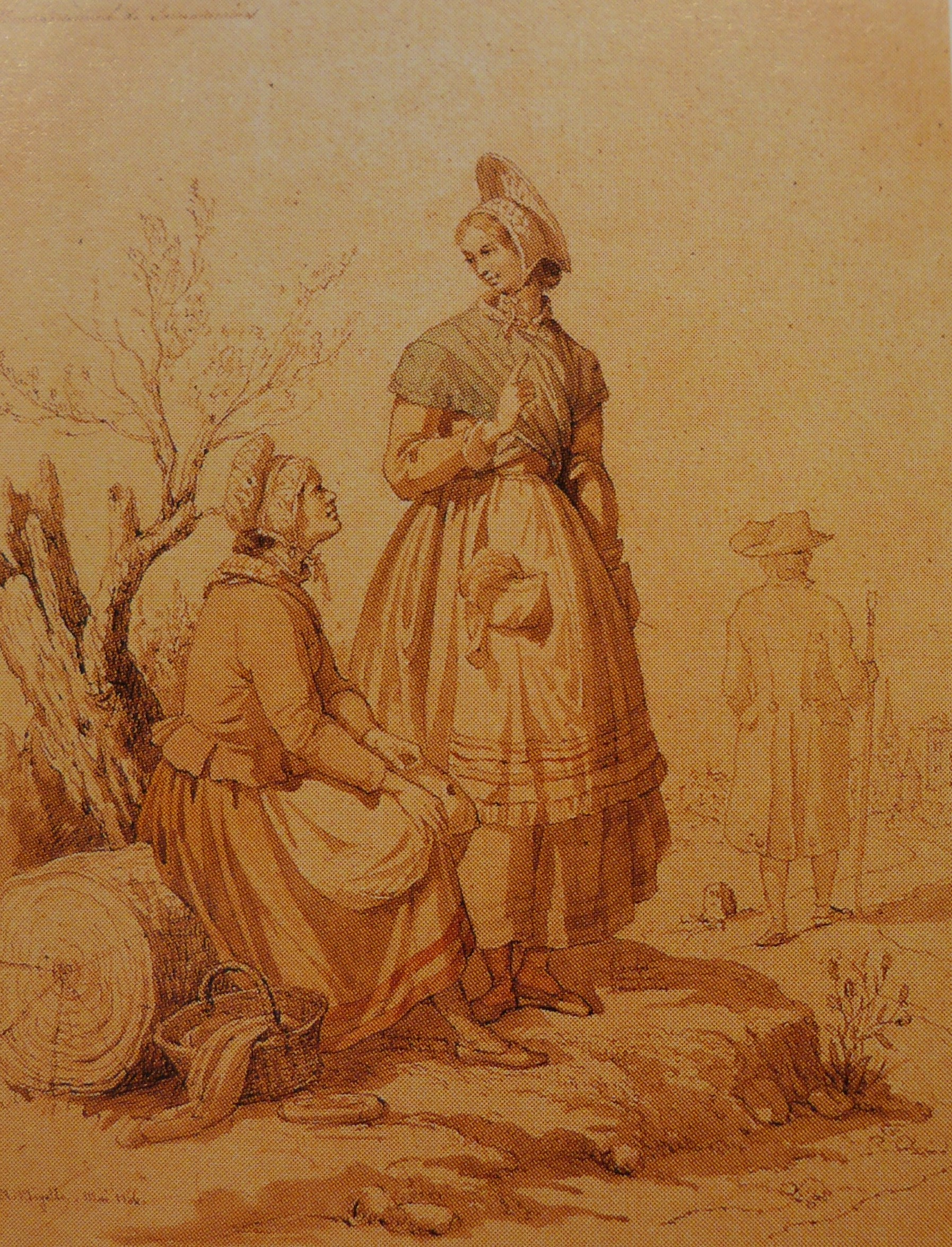
Zwei Frauen auf der Rast; daneben ein Mann im Gehrock, Trachtenskizze von August Migette, 1866

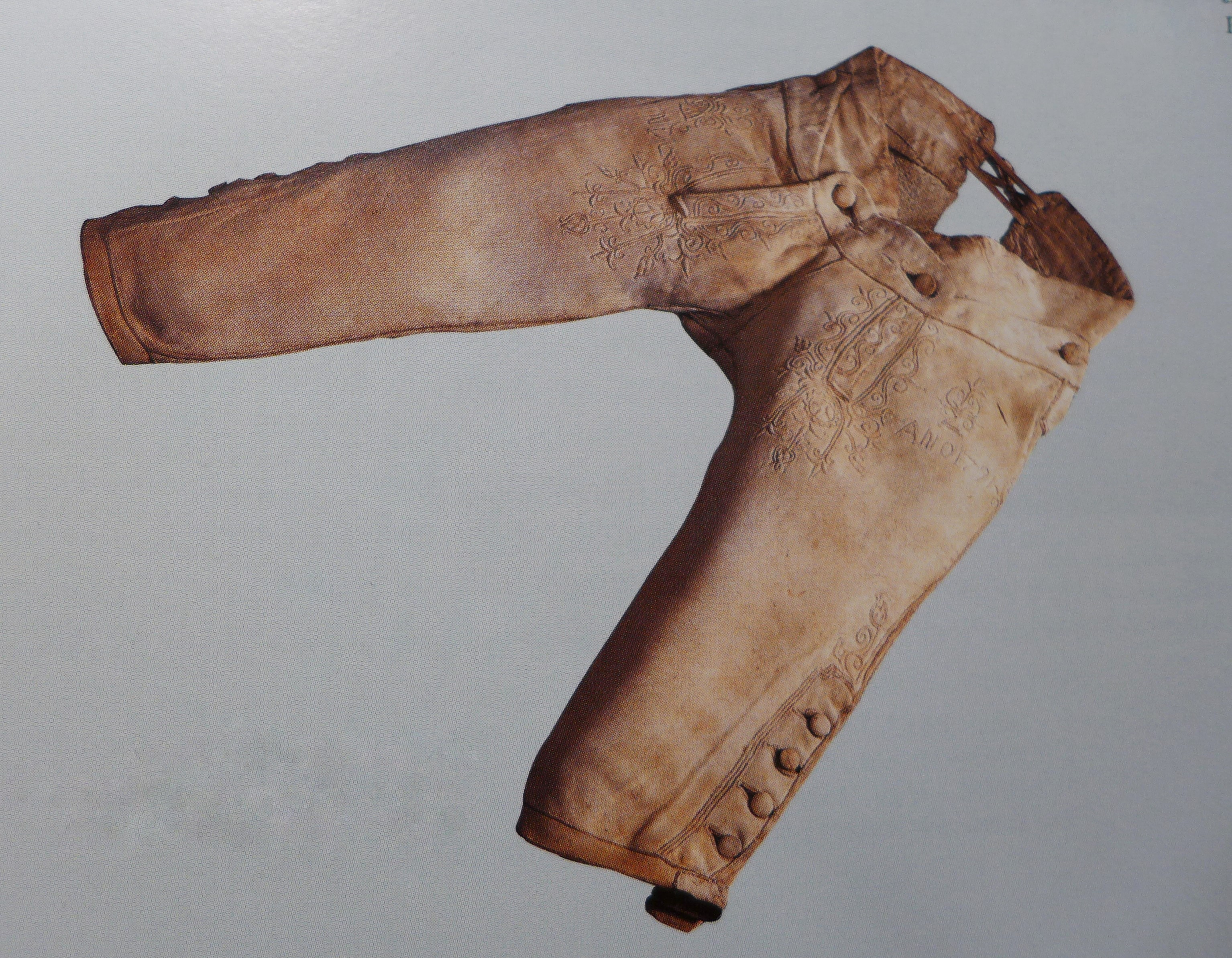
Buggs/Bux (von „Bockslederne“), Bestickte Lederhose mit verziertem Latz, weitenverstellbarem Bund und seitlicher Knieknöpfung aus dem Jahr 1791, helles Sämischleder, Culotte-Form, Musée Lorrain, Nancy; Zwar war diese Hosenform in der Französischen Revolution im Dekret vom 8. Brumaire des Jahres II (29. Oktober 1793) verboten worden, doch trug man sie während des gesamten 19. Jahrhunderts besonders an der lothringischen Mosel und an der Saar.

Die Trachtenbekleidung der Saar-Mosel-Region war wie die meisten deutschen Trachten im 18. Jahrhundert entstanden und verband traditionelle Teile mit modischen Elementen der Zeit. Mit der Aufgabe der verbindlichen ständischen Kleiderordnung im 18. Jahrhundert orientierte sich die bäuerliche Bevölkerung an modischen Formen des Rokoko und des Biedermeier. Deutlich wird dies an der Übernahme des Dreispitz, der Knopfweste (Gilet), des Justaucorps sowie der Kniebundhose (Culotte) mit Strümpfen als Bestandteile der männlichen Kleidung (Habit à la française), während Frauen das Mieder, Halstücher und weite, bauschige Unterröcke in ihre Bekleidung integrierten.

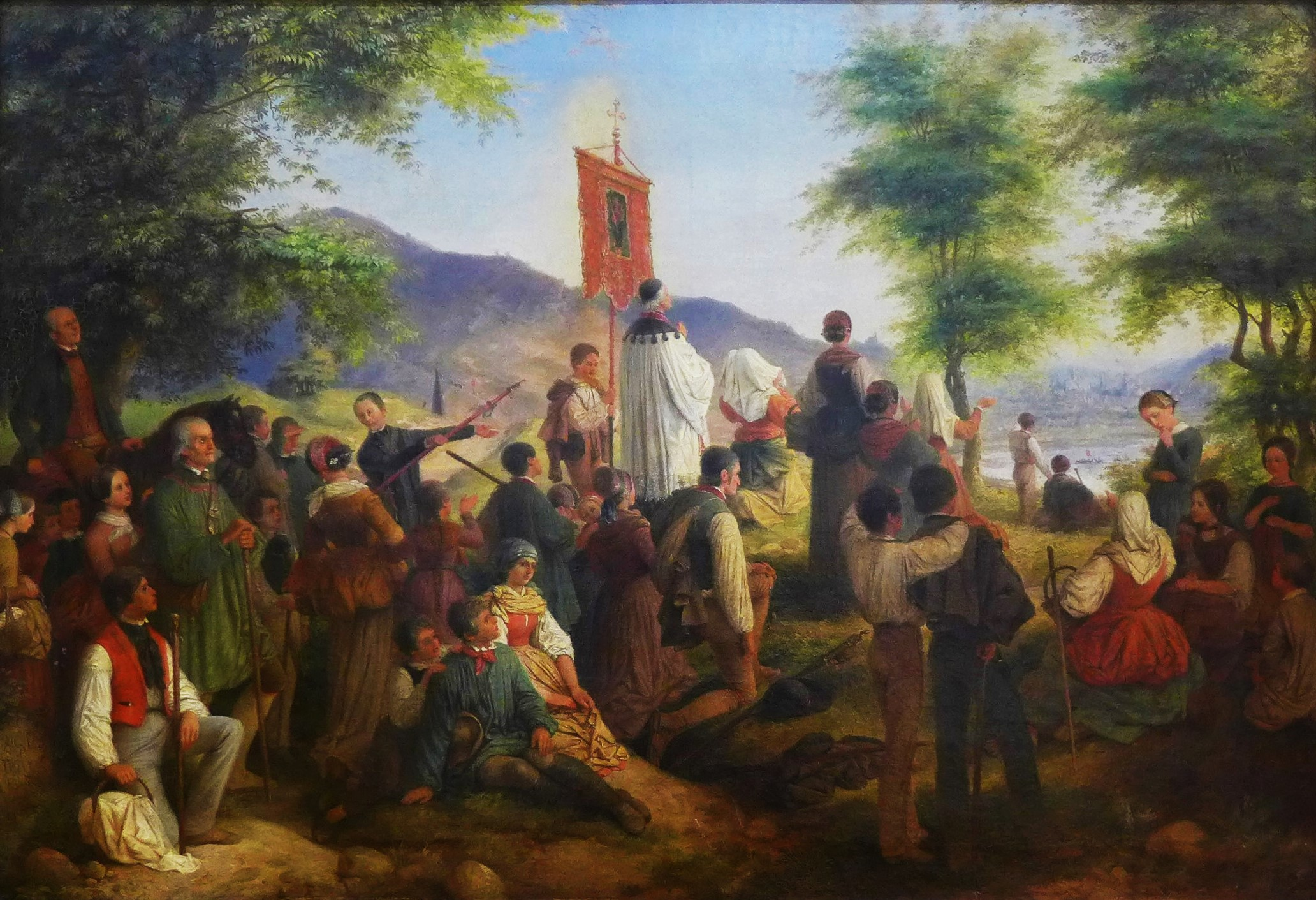
Wallfahrt zum Heiligen Rock 1844 in Trier, Gemälde von August(in) Gustav Lasinsky, 1847, Stadtgeschichtliches Museum Trier im Simeonstift

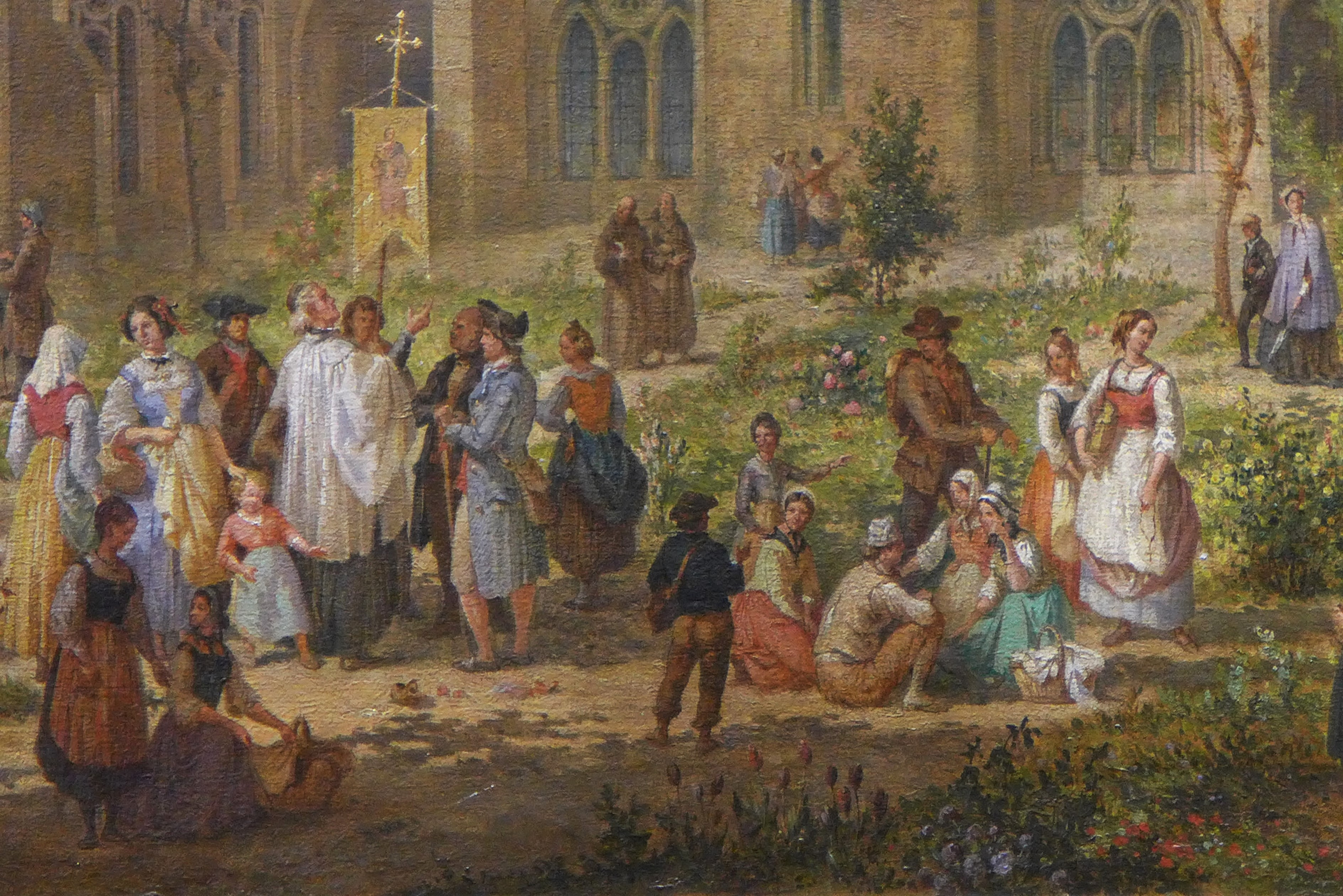
August Migette, Pilger der Saar-Mosel-Region im Kreuzganggarten des Trierer Domes um 1870

Die Männer trugen Leinenhemden mit hochstehendem Kragen, der über einer mehrfach um den Hals geschlungenen Halsbinde aus schwarzer Seide herausschaute. Die vor der Französischen Revolution üblichen Culotte-Hosen der Männer wurden im Laufe des 19. Jahrhunderts allmählich durch die langen Pantalon-Hosen ersetzt. Der Singular für die Beinbekleidung setzte sich im saarländisch-lothringischen Raum erst im 19. Jahrhundert durch. Während es vorher Buggse/Buxe hieß, hieß es nun Buggs/Bux. Grund für diesen Wandel war die ursprüngliche Zweiteiligkeit der Hosenbeinlinge. Die saarländische Hosenbezeichnung hat eine englische Parallele: Hier wurden die ledernen Hosen „buckskins“ genannt.
Bereits in der zweiten Hälfte des 18. Jahrhunderts hatte der Herrenanzug der Oberschicht einen Wandel erlebt: Das Obergewand war enger geschnitten, die Weste war gekürzt worden, hatte ihre Ärmel verloren und der Saumabschluss war begradigt worden. Die langen Hosen der biedermeierlichen Kleidung, die auch beim Reiten über den Stiefeln getragen wurden, konnten an den Unterschenkeln seitlich wie Gamaschen geknöpft werden. Zu den kurzen Hosen trug man niedrige Schnallenschuhe. An gewöhnlichen Sonntagen trug man beim Kirchgang eine dunkelblaue oder graue Bluse, die an hohen kirchlichen Feiertagen, Hochzeiten sowie Beerdigungen um einen langen dunkelfarbigen Gehrock in der Art eines Justaucorps ergänzt wurde. Als Kopfbedeckung trug der Mann zur Bluse eine weißgrundige Zipfelmütze, die mit blauen und roten Garnen durchwirkt war. Die passende Kopfbedeckung zum Gehrock war ein großer, breitkrempiger Hut. Die Gesichter waren bartlos und glattrasiert.
Den Hals der Frauentracht umrahmte ein fein gefältelter Kragen. Der Oberkörper wurde durch ein ärmelloses, fest anliegendes Leibchen mit Hüftwulst geformt. Über dem Leibchen trug man an Werktagen ein dreieckig zusammengelegtes quadratisches Halstuch, das über der Brust zusammengeheftet wurde. Die beiden Zipfel des Tuches wurden unter den Schürzenbund gesteckt und vom Schürzenband gehalten. Die Feiertagsschürzen waren aus Seide gefertigt. Als Halsschmuck trug man oft ein silbernes oder goldenes Kreuz. Der Halsschmuck wurde zuweilen mit goldenen Ohrringen ergänzt. Die Haare waren in der Mitte gescheitelt, straff gekämmt und am Hinterkopf gesteckt. Darüber trug die Frau eine wattierte und gesteppte Haube. Üblicherweise war sie weiß. Witwen trugen eine schwarze Haube.
An Feiertagen wurde über dem Leibchen zusätzlich ein kurzes Jäckchen getragen. Auf dem Hüftwulst des Leibchens ruhte der Rockbund, um eine falten- und stoffreiche Glockenform zu erzeugen. Die Festtagsröcke waren meist aus feiner Seide in dezenten Farben hergestellt. Die Röcke ließen die Füße frei sichtbar. Die kunstvoll gestrickten Strümpfe in weißer, grauer oder blauer Grundfarbe waren im sichtbaren Bereich zwischen Schuh und Rocksaum bunt bestickt. Die Ferse der absatzlosen Frauenschuhe war niedrig. Über dem Fußspann wurde der Schuh mit einem kleinen Riemchen gehalten.
Für die Mitte des 19. Jahrhunderts überliefert der Maler August Gustav Lasinsky eine wichtige Übersicht über die Bekleidung und Haartracht der Landbevölkerung der Region in seinem Bild einer Pilgergruppe auf der Heilig-Rock-Wallfahrt nach Trier im Jahr 1844.
Im Jahr 1901 organisierte der Volkskundler Franz von Pelser-Berensberg auf Anregung des damaligen Trierer Regierungspräsidenten und vormaligen Saarbrücker Landrates Eduard zur Nedden in Zusammenarbeit mit der im Jahr 1801 gegründeten Gesellschaft für nützliche Forschungen zu Trier (ursprünglich „Société des récherches utiles du département de la Sarre“) eine volkskundliche Ausstellung zu Trachten, Hausrat, Wohn- und Lebensweise der Saar-Mosel-Region im 19. Jahrhundert. Aus der Bevölkerung der Region wurden Trachten und Hausratsstücke aus der Zeit von etwa 1750 bis 1850 zusammengetragen. Erstmals konnten hierbei Trachtenbekleidungen der Region an lebenden Modellen fotografisch dokumentiert werden.

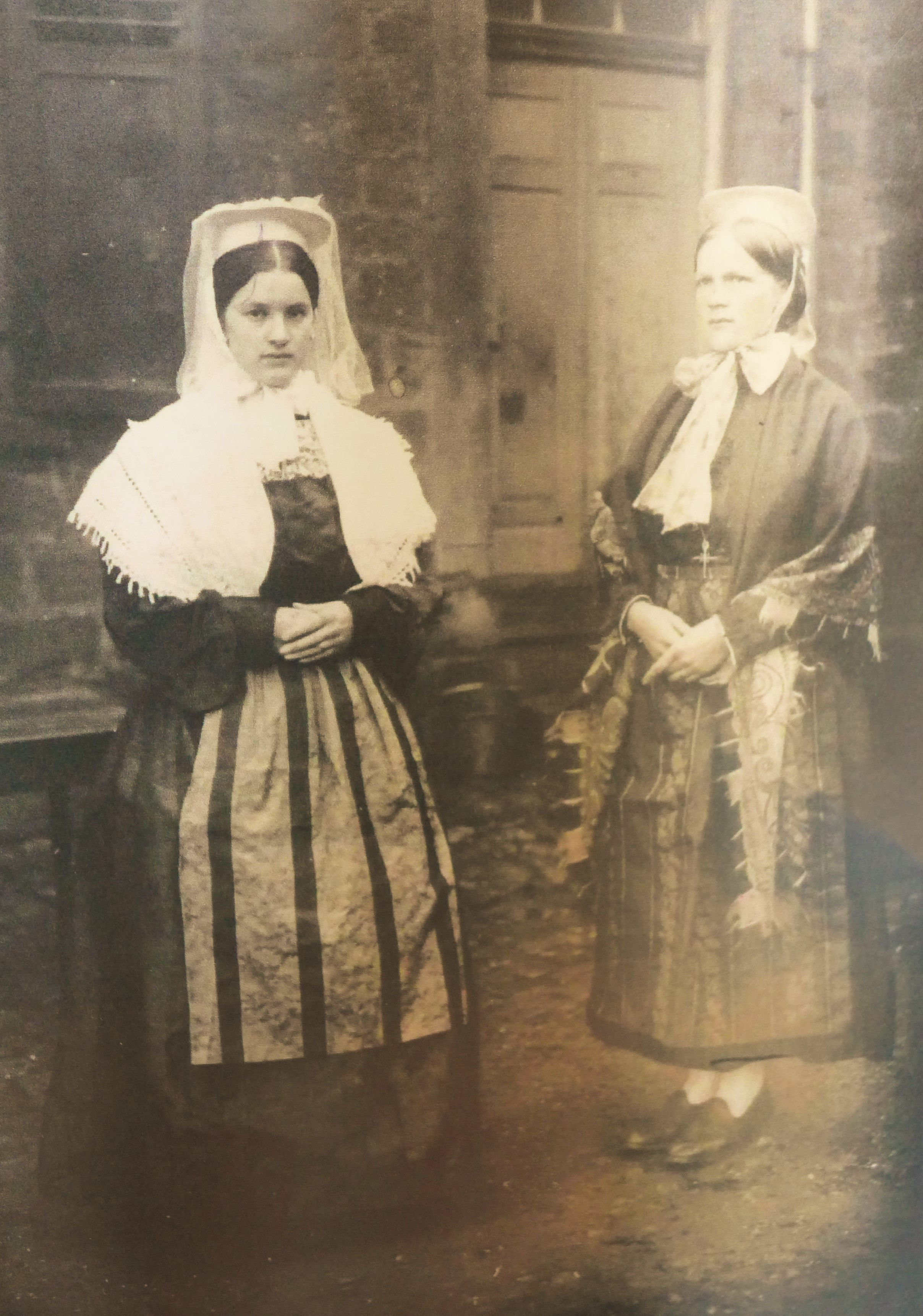
Brauttracht einer Frau aus dem Saargau, erste Hälfte des 19. Jahrhunderts: Über die übliche Frauenhaube wird ein Schleier gelegt, Rekonstruktion vermutlich vom Beginn des 20. Jahrhunderts (Stiftung Saarländischer Kulturbesitz)

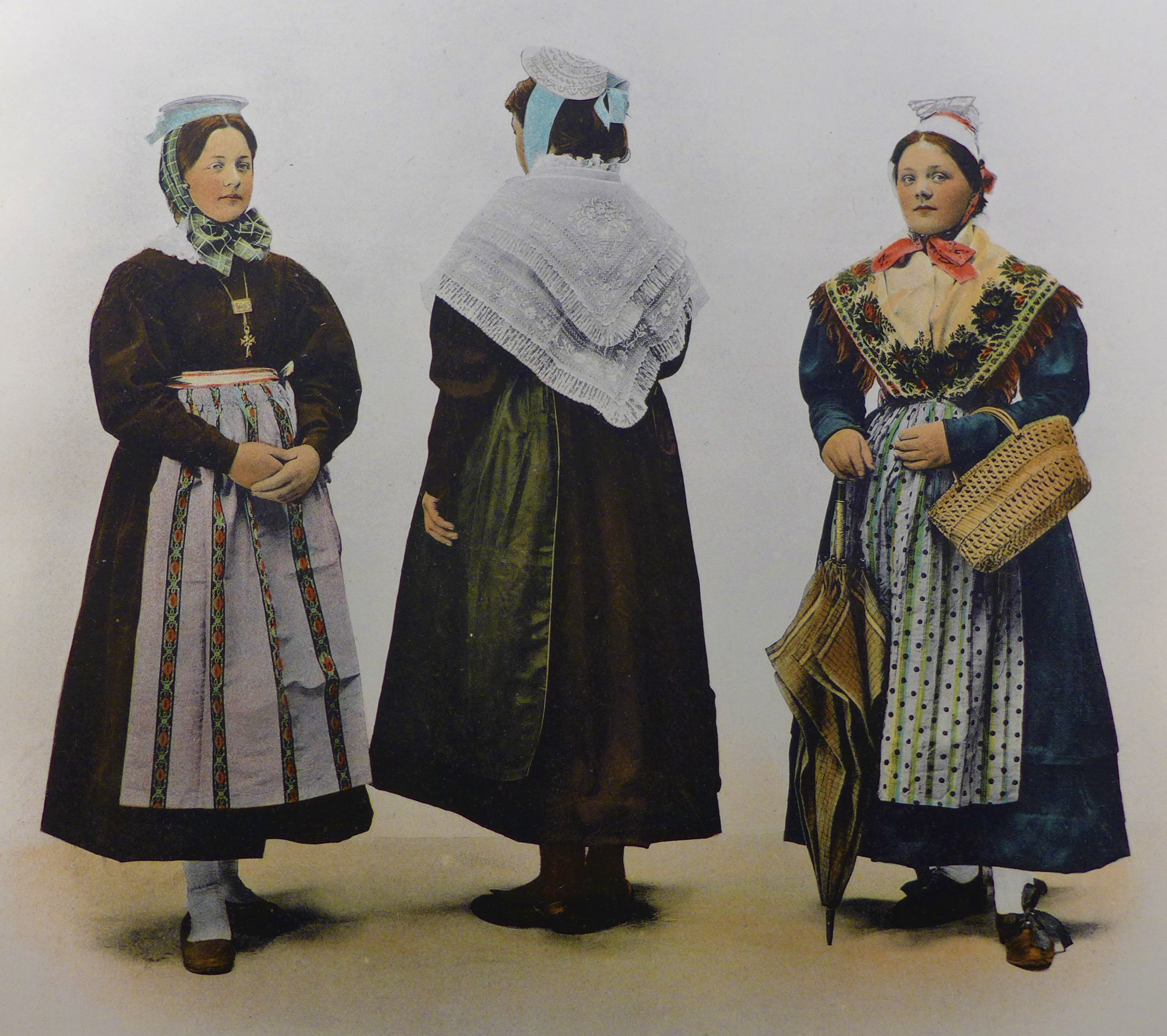
Rekonstruierte Frauentrachten der Saar-Mosel-Region, 1901
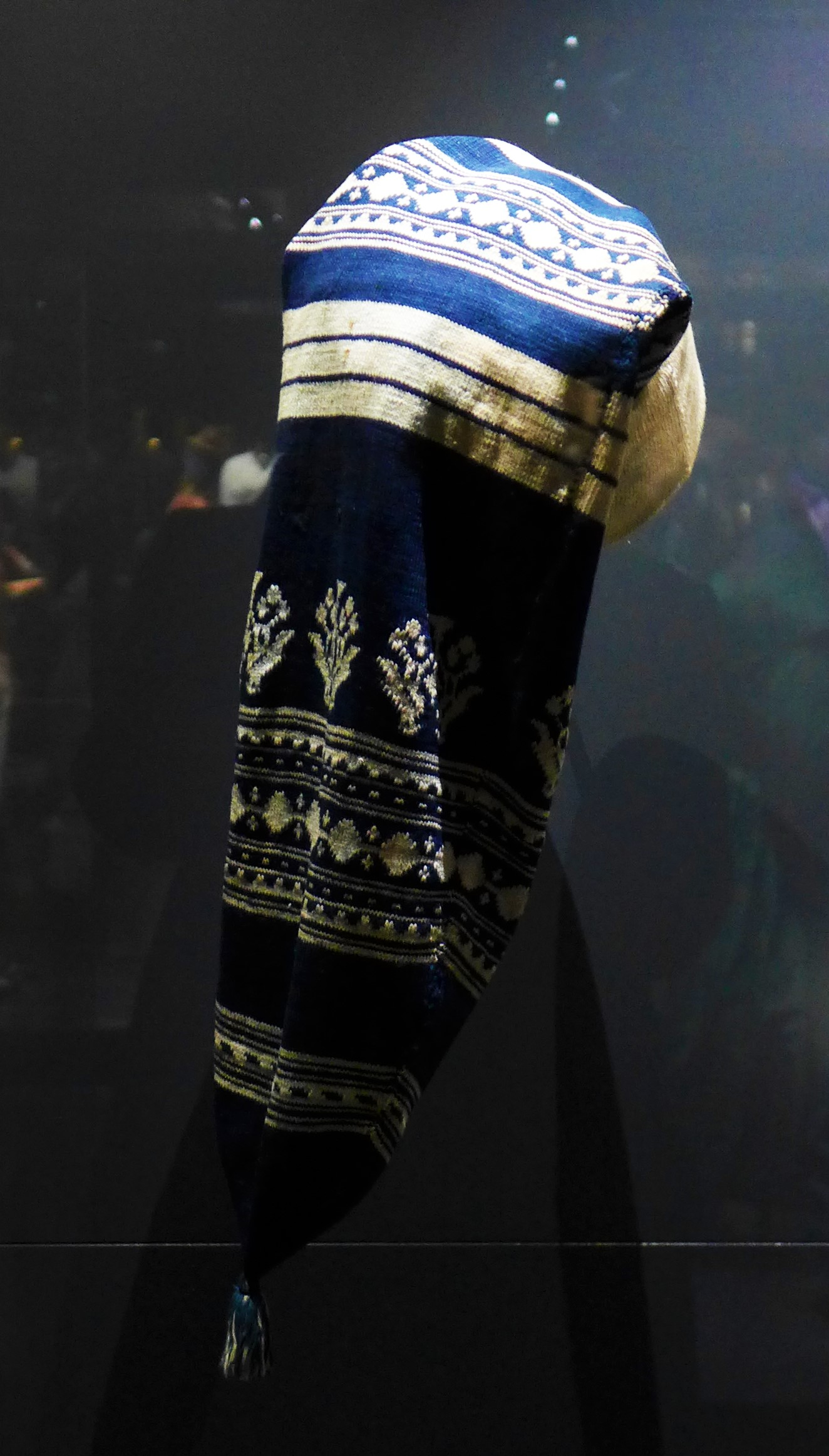
Blau-weiße Zipfelmütze aus der Männertracht, gestrickte Baumwolle, erstes Drittel des 19. Jahrhunderts
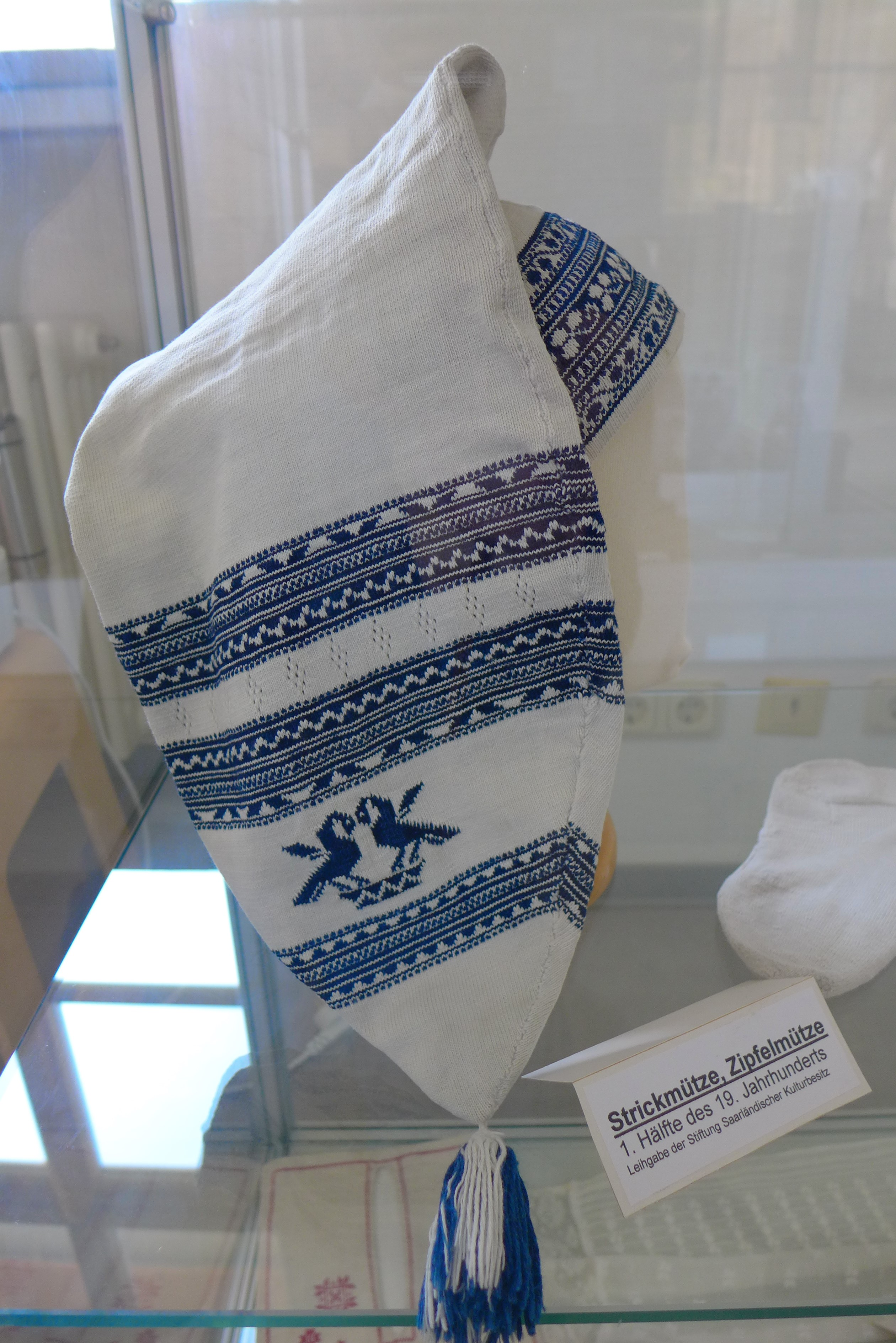
Gestrickte Männermütze aus weißem und blauem Garn mit Motiv „Vögel im Nest“, Saargau
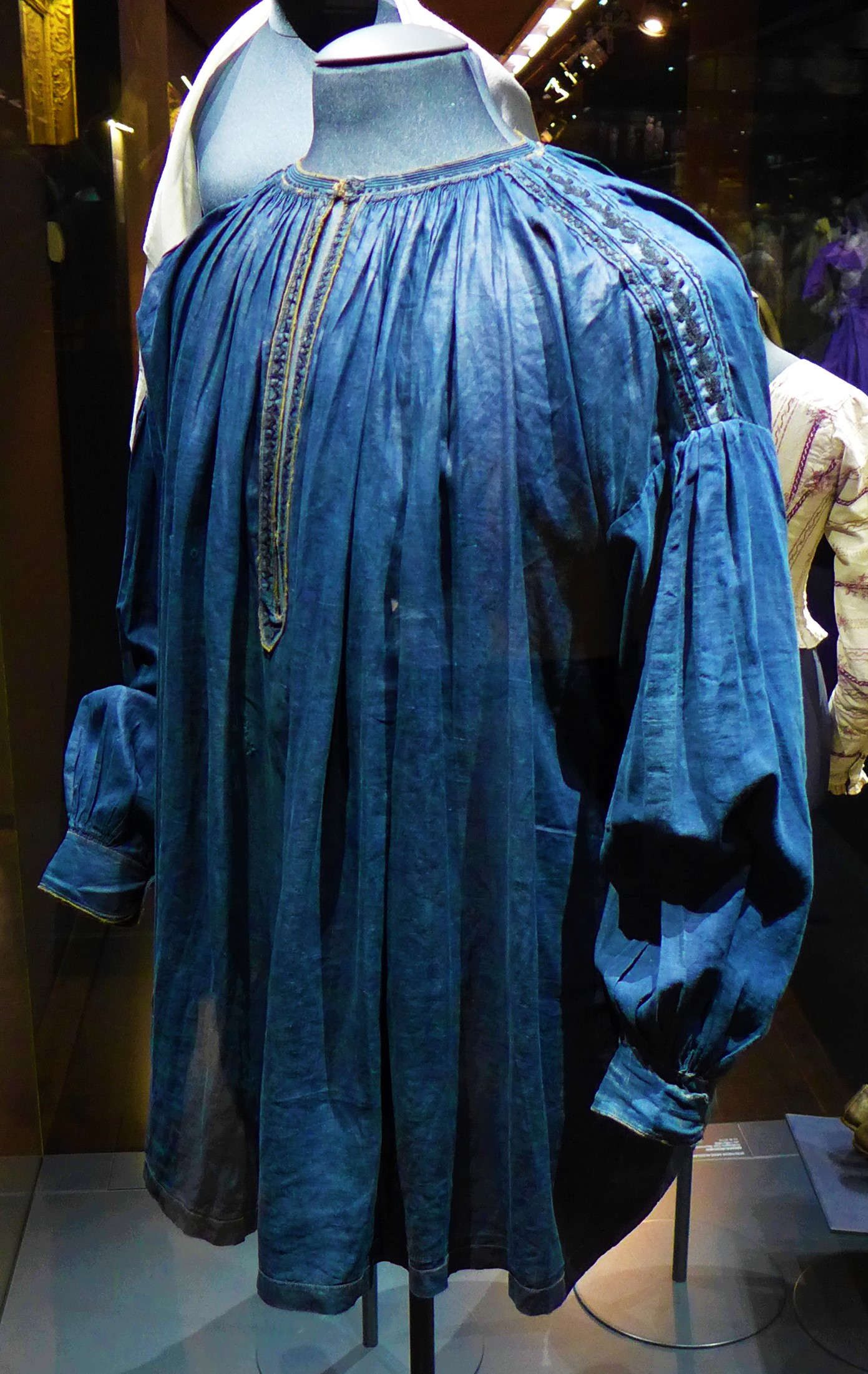
Blaukittel, seidenbesticktes, blaugefärbtes Leinen, um 1875
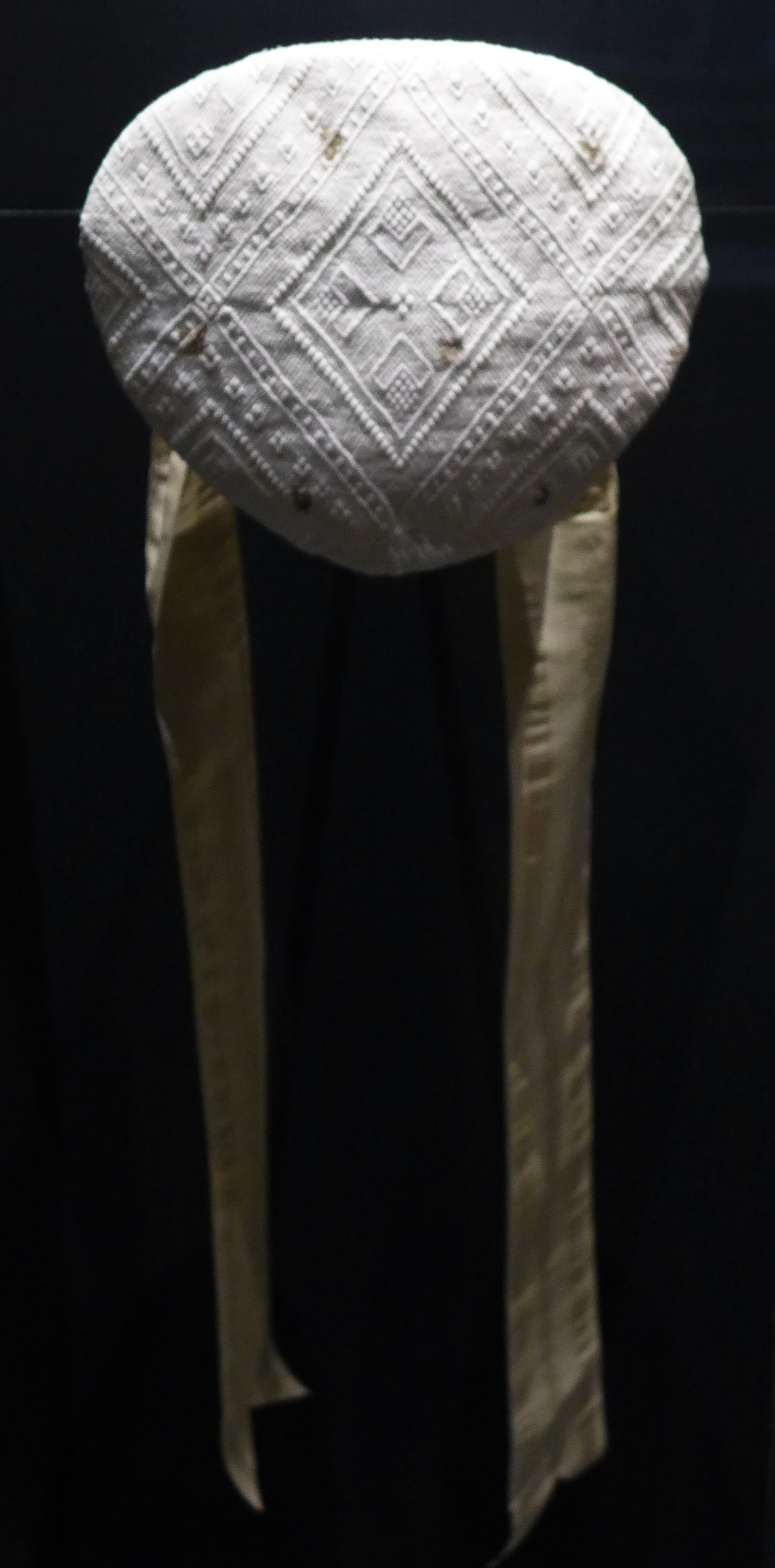
Rozzekäppchen aus der Tracht verheirateter Frauen, Baumwolle, Leinen, Seide, erstes Drittel des 19. Jahrhunderts
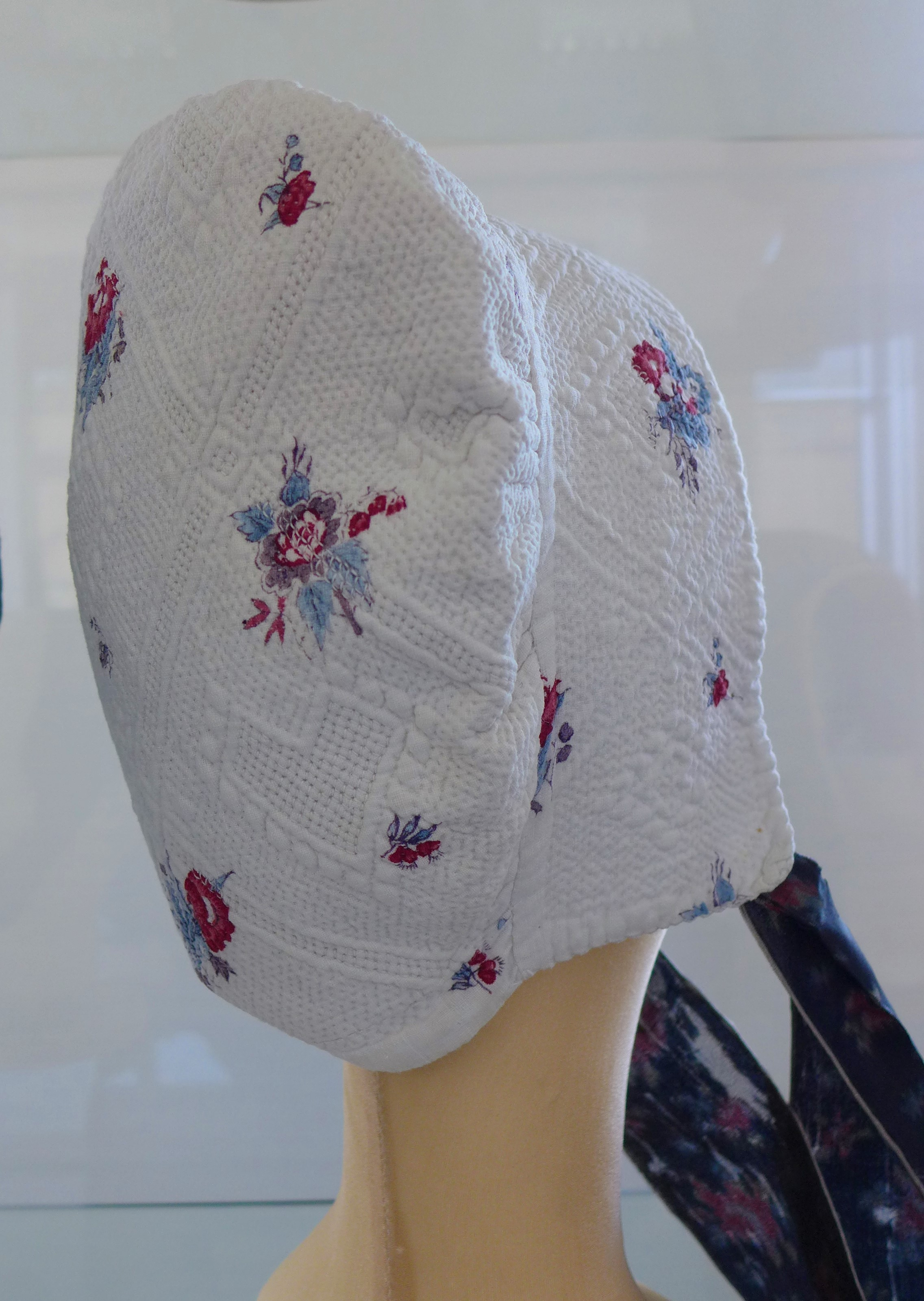
Gesteppte Frauenhaube mit Blümchendruck, Saargau, erste Hälfte des 19. Jahrhunderts
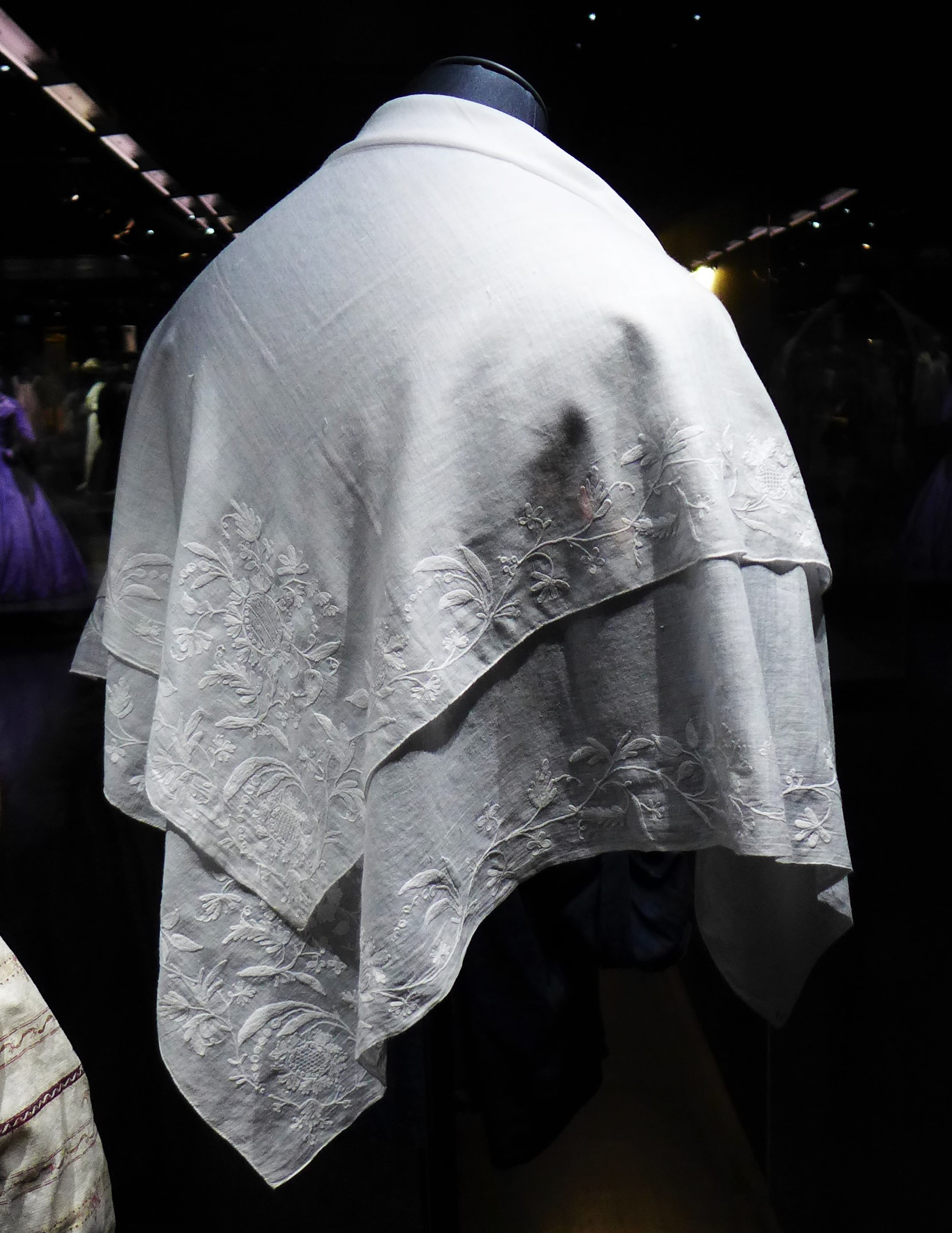
Schnaubdouch (Schultertuch) der Frauentracht, Baumwollmousseline mit weißer Tambourstickerei, erstes Drittel des 19. Jahrhunderts

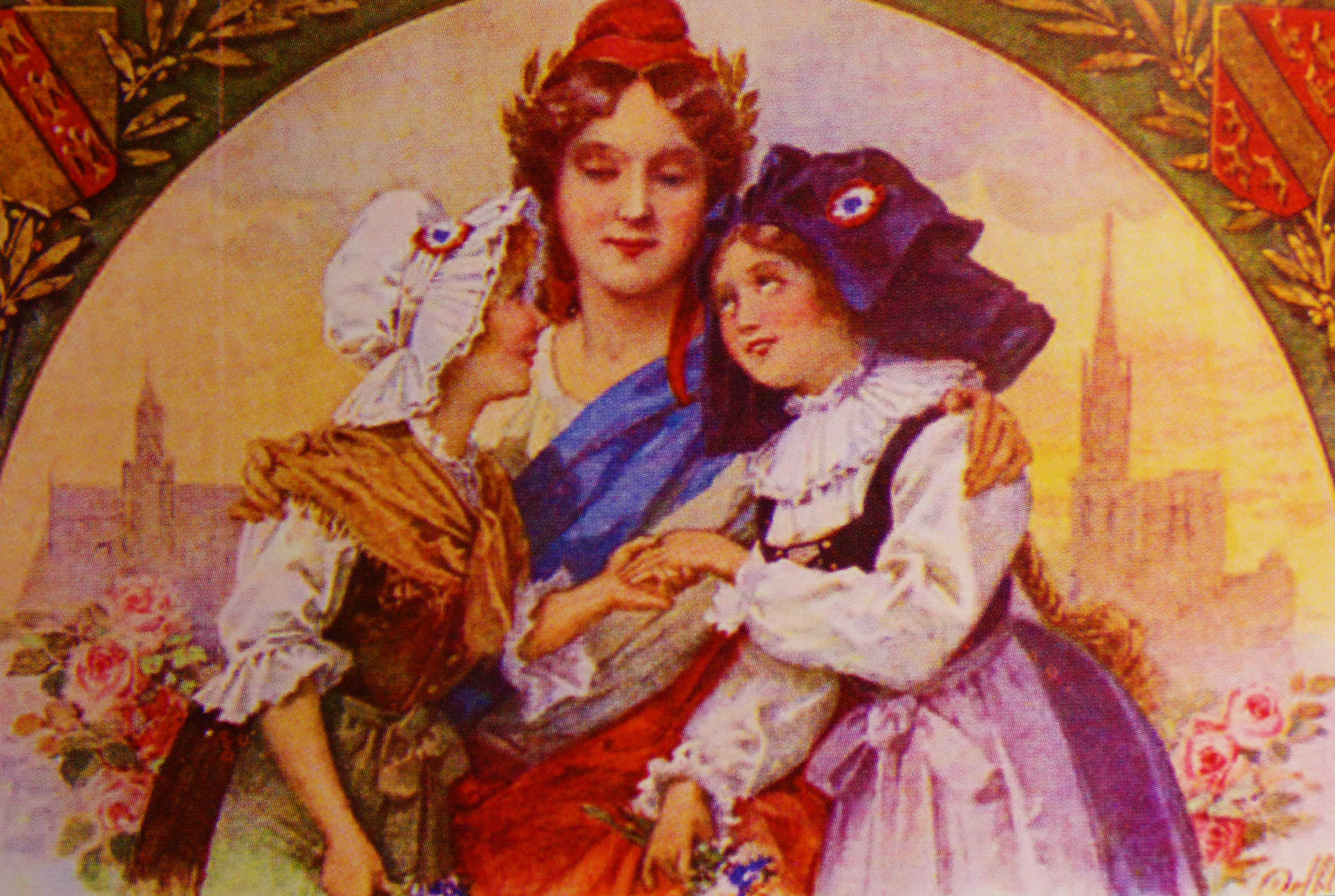
Postkartenmotiv: Trachtenallegorien Lothringens und des Elsass werden von der Personifikation der Französischen Republik umarmt

Die Tracht des Raumes an Saar und Mosel, die sowohl im Gebiet des heutigen Saarlandes als auch in Lothringen getragen worden war, entwickelte sich mit der vollständigen bzw. teilweisen Annexion der französischen Départements Moselle, Meurthe, Vosges Bas-Rhin und Haut-Rhin als Reichsland Elsaß-Lothringen nach dem Jahr 1871 zu einem Symbol des Widerstandes gegen die als unrechtmäßig empfundene Angliederung an das Deutsche Reich. In zahlreichen anti-deutschen propagandistischen Darstellungen, wie etwa durch den elsässischen Künstler Jean-Jacques Waltz (Hansi), sowie Denkmälern, Gebrauchsgegenständen, Trachtenpuppen und Souvenirs wurden Frauen oder Mädchen in lothringischer und elsässischer Tracht als Personifikationen der beiden Territorien Lothringen und Elsass dargestellt. Dabei waren die weiße Haube der lothringischen Tracht und die Schleifenhaube der elsässischen Tracht stets demonstrativ mit einer Kokarde in den Farben der französischen Trikolore dekoriert. Die lothringische Trachtenhaube wurde in diesen Darstellungen zunehmend voluminöser dargestellt, um nicht optisch im Vergleich mit der großdimensionierten elsässischen Schleifenhaube unterzugehen. Zusätzlich wurde der Haubenrand in diesen Darstellungen mit einer üppigen Fältelung versehen. Oft waren auch die einzelnen Bestandteile der Frauentracht in den französischen Farben Blau, Weiß und Rot gehalten, um dem Betrachter überdeutlich die Zugehörigkeit Lothringens zu Frankreich vor Augen zu führen.
Die im Vorfeld der saarländischen Volksabstimmung des Jahres 1935 initiierten, deutschtumsfördernden Volksforschungen, etwa von Nikolaus Fox, atmen in ihren völkischen Intentionen ganz den nationalistischen Geist der Zeit und den Stand der damaligen Trachtenforschung. So wird von Einheitlichkeit als wesentlichstem Merkmal der Tracht gesprochen, die zur Zeit einer angeblich rein ländlichen Kultur unbeschränkt vorhanden gewesen sei. Modernisierung, Umstellung der Berufe, wirtschaftliche Wandlungen, Maschinenarbeit sowie die „rasende Steigerung des Verkehrs“ hätten die Einheitlichkeit der Tracht an der Saar getötet. Während die Kleidung der „flüchtigen, traditionslosen Mode“ unterworfen sei, sei die Tracht den „unbewussten Gang der Überlieferung“ gegangen. Sie habe sich instinktiv entwickelt und sei in ihren nur zähen Veränderungen dem Volksglauben, der Mundart und der ursprünglichen Kultur verbunden. Die Volkstracht sei gefühlsmäßig dem Volksgefühl entsprungen, während Kleidung dem Verstand zuzuordnen sei. Französische Einflüsse der Barock- und Rokokozeit im 17. und 18. Jahrhundert bezeichnet Fox als Einsickerung fremden Leihgutes hinab in das Volk, die jedoch nicht in der Lage gewesen sei, die Ursprünglichkeit der Tracht maßgeblich zu beeinträchtigen. Unter Bezugnahme auf den Trachten- und Brauchtumsforscher Friedrich Hottenroth spricht Fox diesbezüglich von einem „Mischmasch von Kostümen, der am Rhein und weiter unten an der Mosel sich eingenistet hatte“. Ganz im Klischee des einfachen, aber unverdorbenen Landbewohners behaftet, meint Nikolaus Fox im Jahr 1927: „Die Sitte des Volkes, sich einheitlich, schlicht und einfach zu kleiden, gehört zu diesen guten alten Überlieferungen. Man soll nicht glauben, daß (sic) mit der deutlichen Form der alten Tracht auch ihr Ursprung, der gesunde Geschmack des Volkes, untergegangen sei. Heute noch kleiden sich die Landbewohner in einer Art, die von der überlieferten Einfachheit und Natürlichkeit Zeugnis ablegen, heute noch kann man sagen, daß (sic) sich das Landvolk im Gefühle der Zusammengehörigkeit im Wohnungswesen und in der Kleidung einheitlicher und nahverwandter Formen bedient.“ Einen weiteren bedauerlichen Grund des Verlustes der ländlichen Tracht an der Saar sieht Nikolaus Fox, wenn er den Volkskundler Wilhelm Heinrich Riehl zitiert: „Ein guter Teil des traurigen Umstandes, daß (sic) der Bauer da und dort von seiner alten Tracht und Lebensweise gelassen hat und damit schließlich proletarischer Verliederlichung und Zerfahrenheit verfallen ist, haben diese Landfahrer (Hausierer, Trödler u. a.) auf dem Gewissen. Sie sind die rechten Apostel des vierten Standes unter den Bauern gewesen und haben mit ihren schlechten Kattunen, mit ihrem modischen Flitterzeug und früher mit ihren Spezereien, namentlich mit ihrem Kaffee, mindestens ebenso stark die Gesellschaft unterwühlen helfen, als anderwärts die Geistesproletarier mit ihren Büchern und Zeitungen.“
Das von Riehl beschriebene Schreckgespenst des seiner Wurzeln beraubten, proletarisch verformten Landbewohners, der sich durch die lebensfeindliche Industrialisierung zum „zersplitterten proletarischen“ modernen Arbeiter verwandelt hat, sieht Fox jedoch im ersten Drittel des 20. Jahrhunderts noch nicht an der Saar angekommen. Hier an der Saar hätten sich infolge der Sesshaftigkeit der Arbeiter und Bergleute und deren enge, lebendige Verwobenheit mit der ländlichen Kultur und dem Bauerntum die negativen Folgen der Industrialisierung noch nicht in dem Maße entfaltet, wie dies in anderen Gegenden der Fall sei. Aus diesen „unverdorbenen Grundkräften des Volkstums“ könne eine „nationale Erneuerung“ hervorgehen. Erforschung des saarländischen Brauchtums sei deshalb „Ergründung der Grundkräfte im Volkskörper“ sowie „Ergründung der Volksseele“. Unter Verneinung jeglicher internationaler, besonders französischer Einflüsse auf die Kultur an der Saar, meint Fox: „Das deutsche Land und das deutsche Volk sind die Einheit, darin die Saarlandschaft ruht. Sprache, Sitte, Brauch und Geschichte des Saarlandes sind begründet in der Vergangenheit, in dem Wesen und in der Eigenart des deutschen Volkes.“
Die Trachtengeschichte des Saarlandes wird aktuell im Saarländischen Museum für Mode und Tracht in Nohfelden dokumentiert. Das Museum wurde im September 2005 eröffnet. Ausgestellt werden über 200 Exponate von Kleidung und Tracht mit der dazugehörender Unterwäsche sowie Zubehör des Zeitraumes 1845–1920. Grundstock des Museums bilden die von Hermann Keuth gesammelten Trachten, die vor dem Zweiten Weltkrieg im Heimatmuseum in Saarbrücken ausgestellt waren, sowie die Sammlung von Franz von Pelser-Berensberg, die Bekleidung des Trierer Raumes, des Saargaues sowie des Hochwaldes umfasst.

### Sachsen / Erzgebirge
Die Trachten im Erzgebirge stammen größtenteils aus dem Umfeld des Bergbaus. 1936 wurde eine Frauentracht eingeführt, die sich an der Renaissancekleidung der Barbara Uthmann orientiert – ein Kunstprodukt, das sich aber nicht verbreitet hat.
In der Oberlausitz, zwischen Bautzen und Kamenz, wird bis heute die sorbische Tracht von katholischen älteren Frauen getragen. Sie gehört zu einem der vier Trachtengebiete der Sorben.

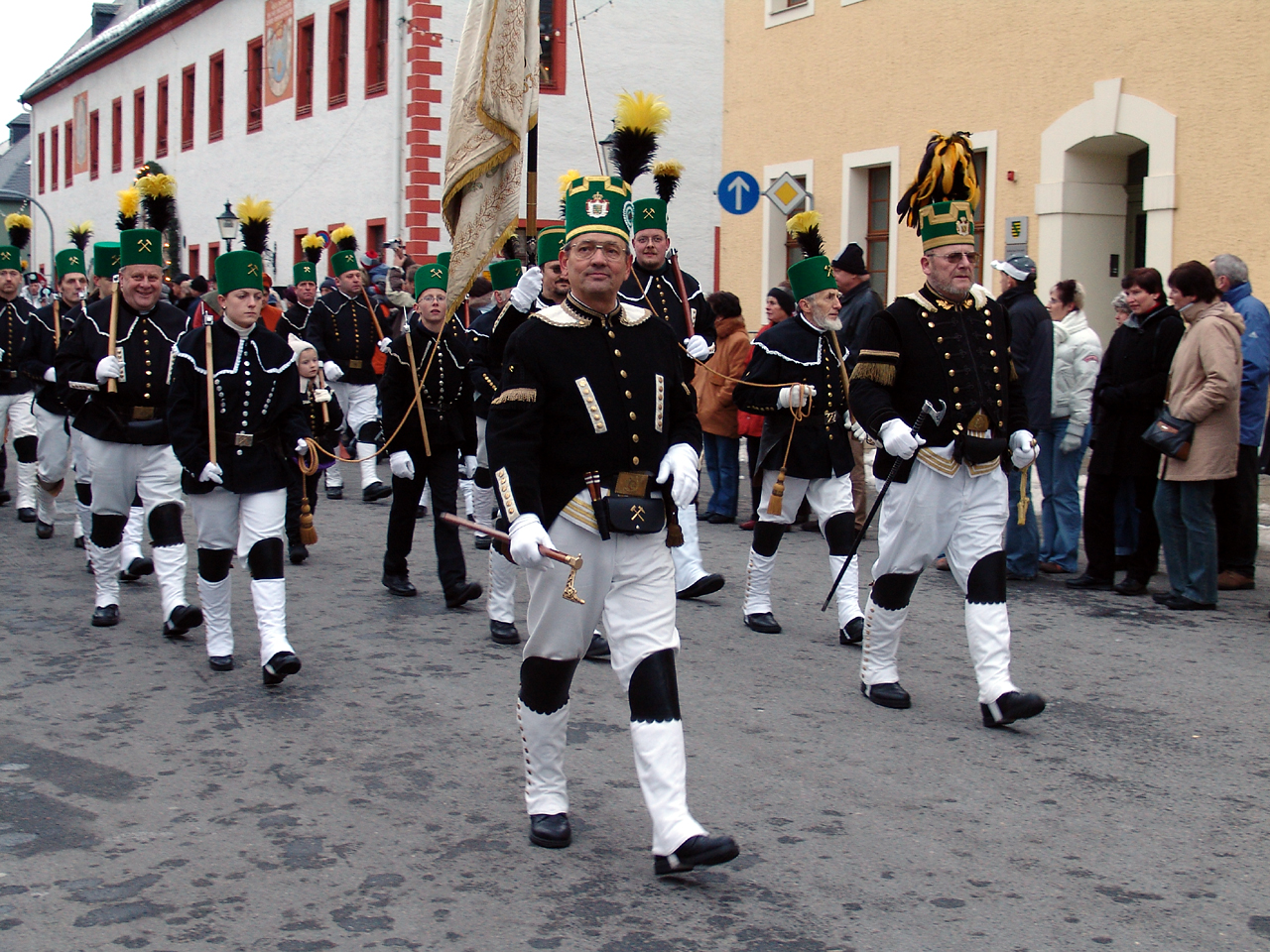
Bergparade in Marienberg (Erzgebirge)

### Schlesien

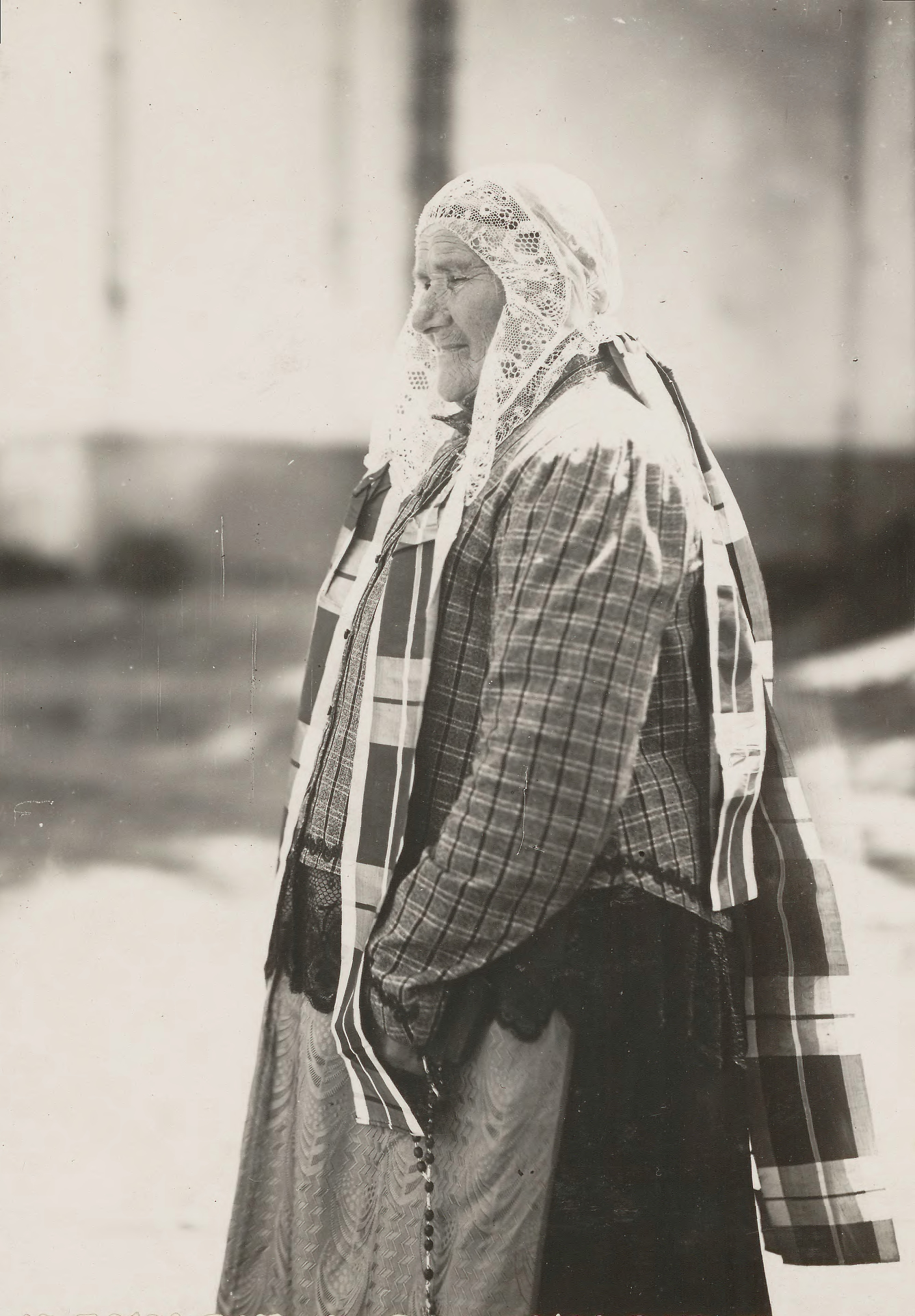
Oberschlesische Tracht in Neustadt

### Schleswig-Holstein
In Schleswig-Holstein gibt es mehrere Trachtengebiete wie Nordfriesland, Dithmarschen, die Elbmarschen, Angeln oder die Probstei. Selbst nordfriesische Trachten können sich von Insel zu Insel stark unterscheiden.

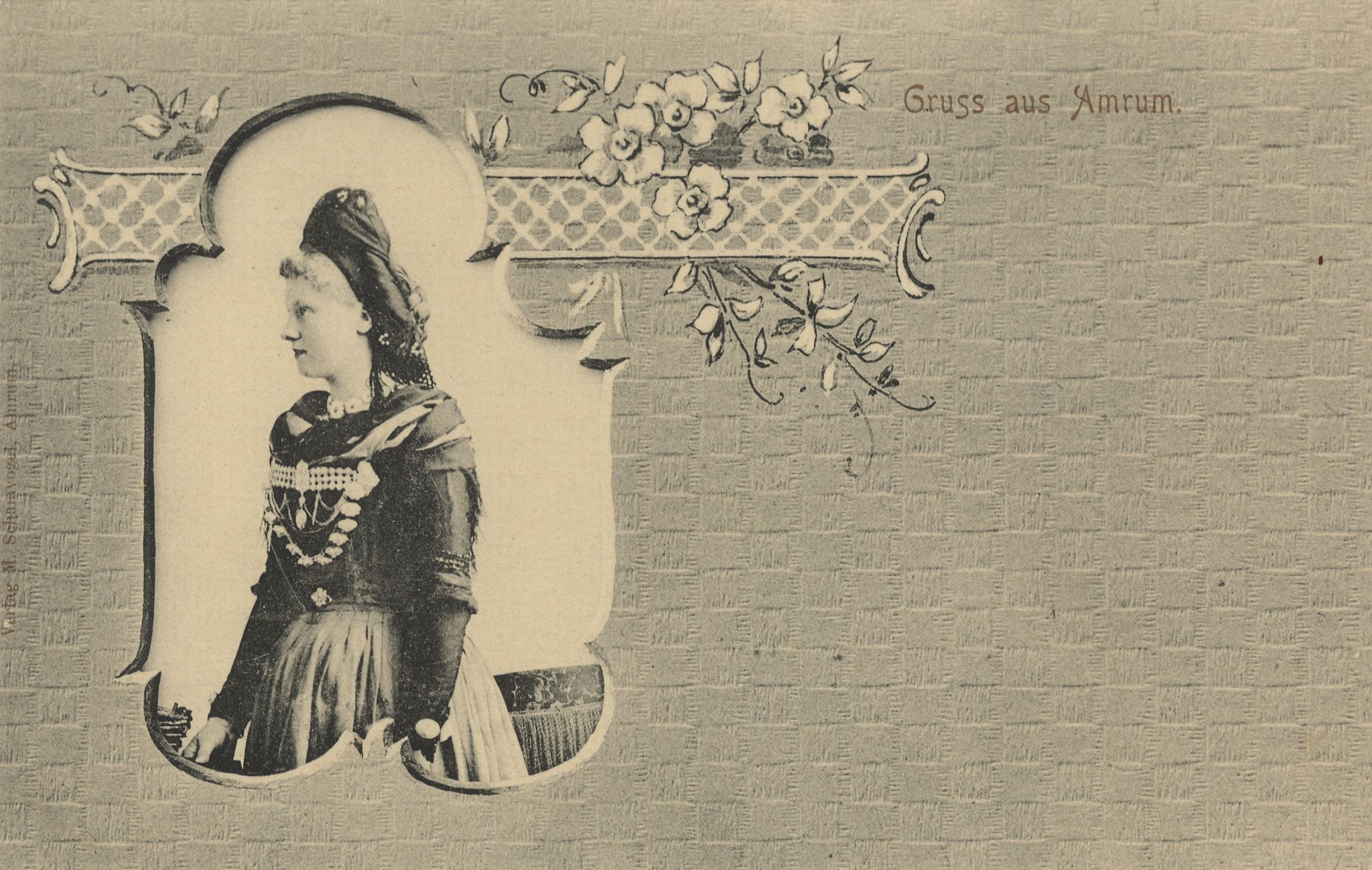
Amrumer Tracht, Postkarte (um 1900)
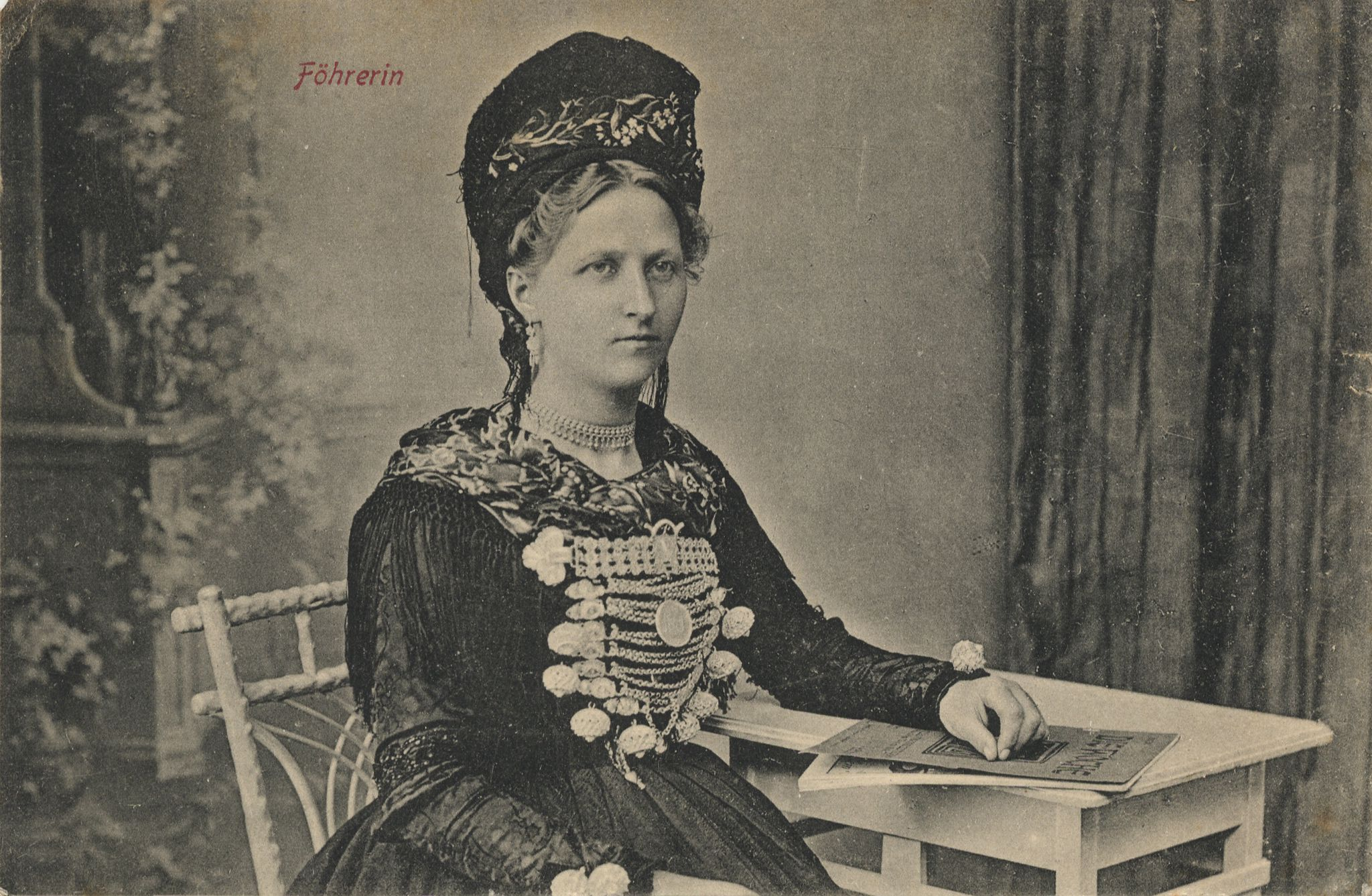
Föhringer Tracht, Postkarte (um 1900)
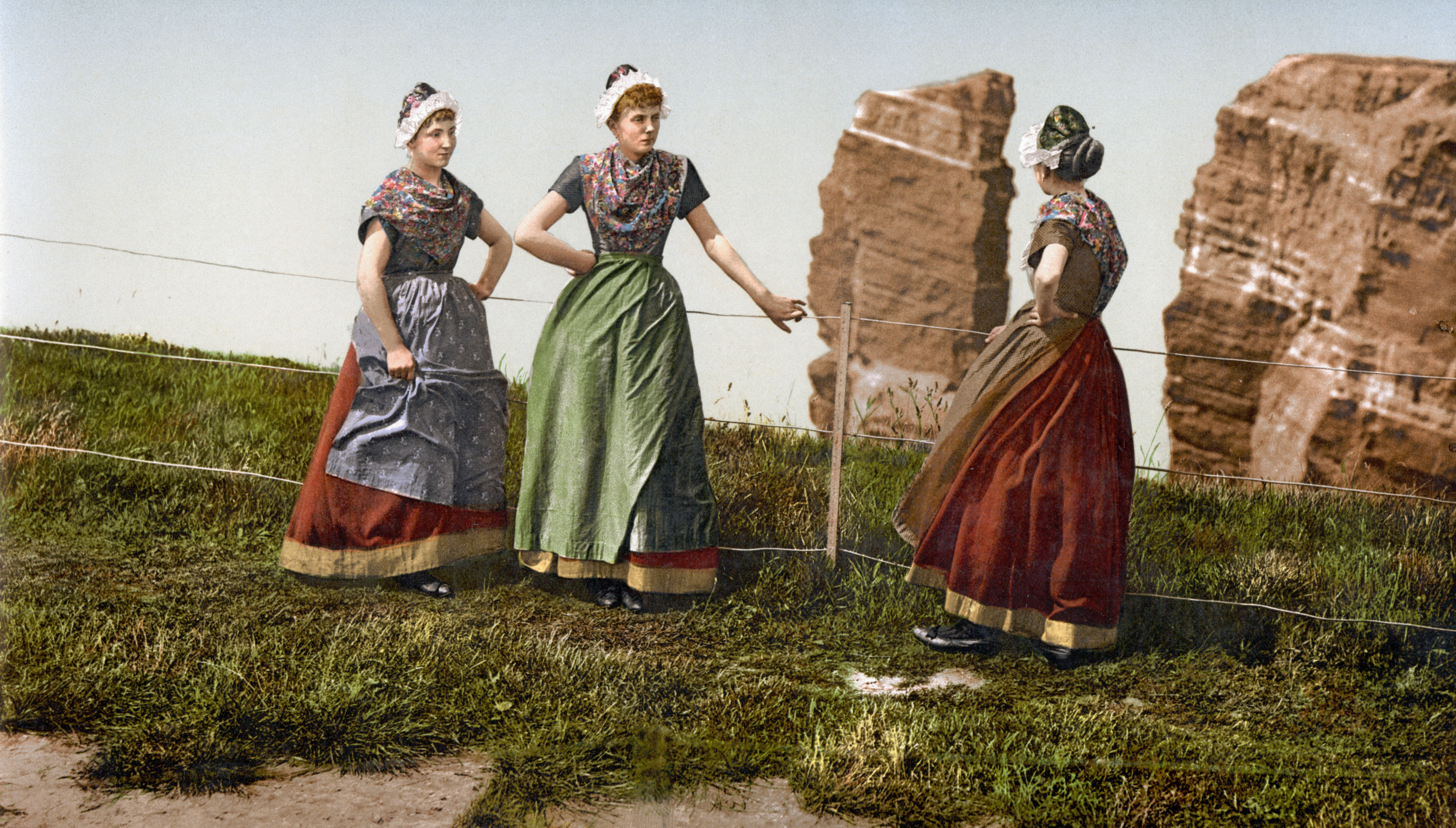
Helgoländer Nationaltracht, um 1900
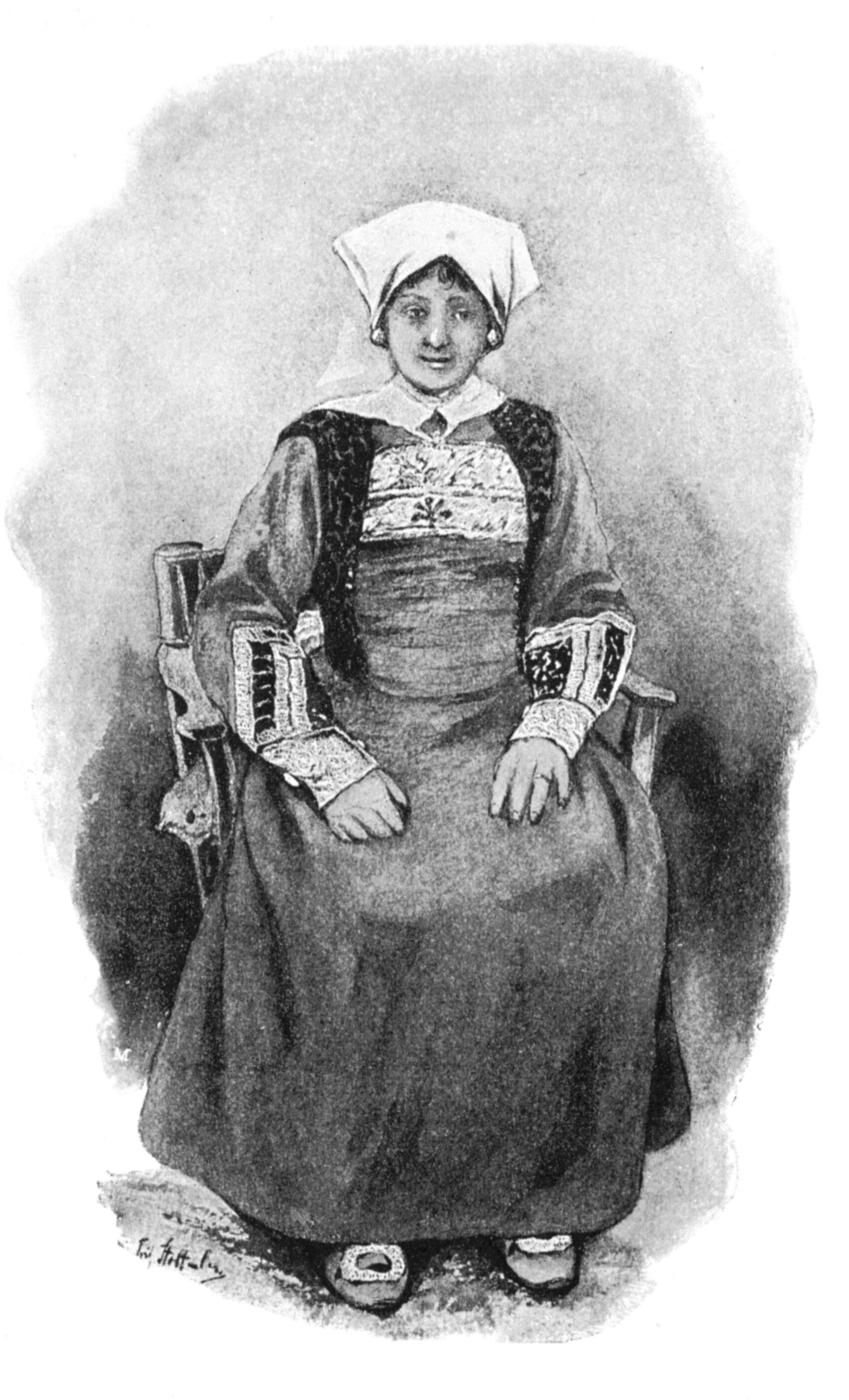
Ostenfelder Tracht, um 1895
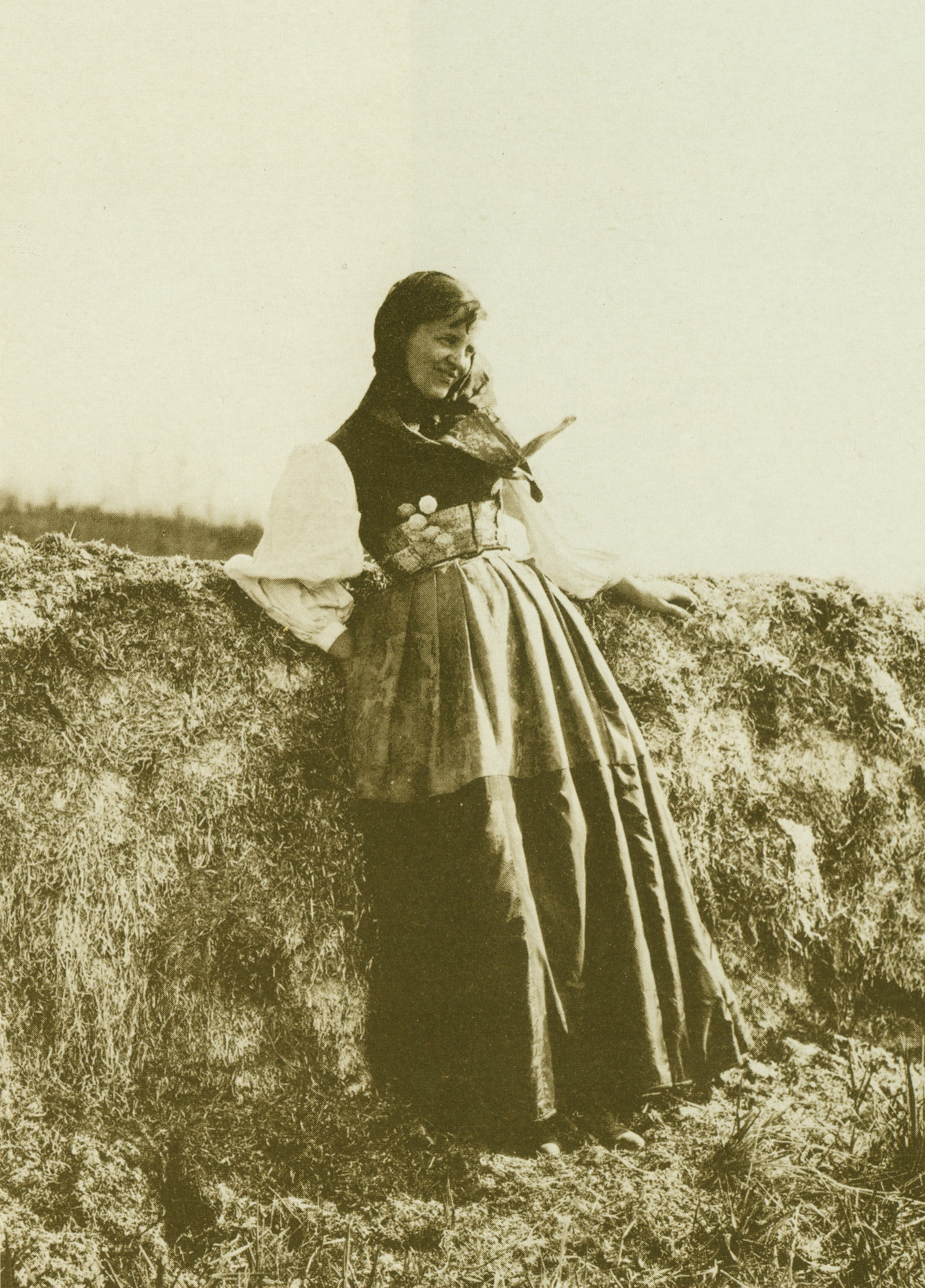
Probsteier Tracht, um 1895

- Siehe auch: Lübecker Ornat
- Siehe auch: Lübecker Amtstrachten

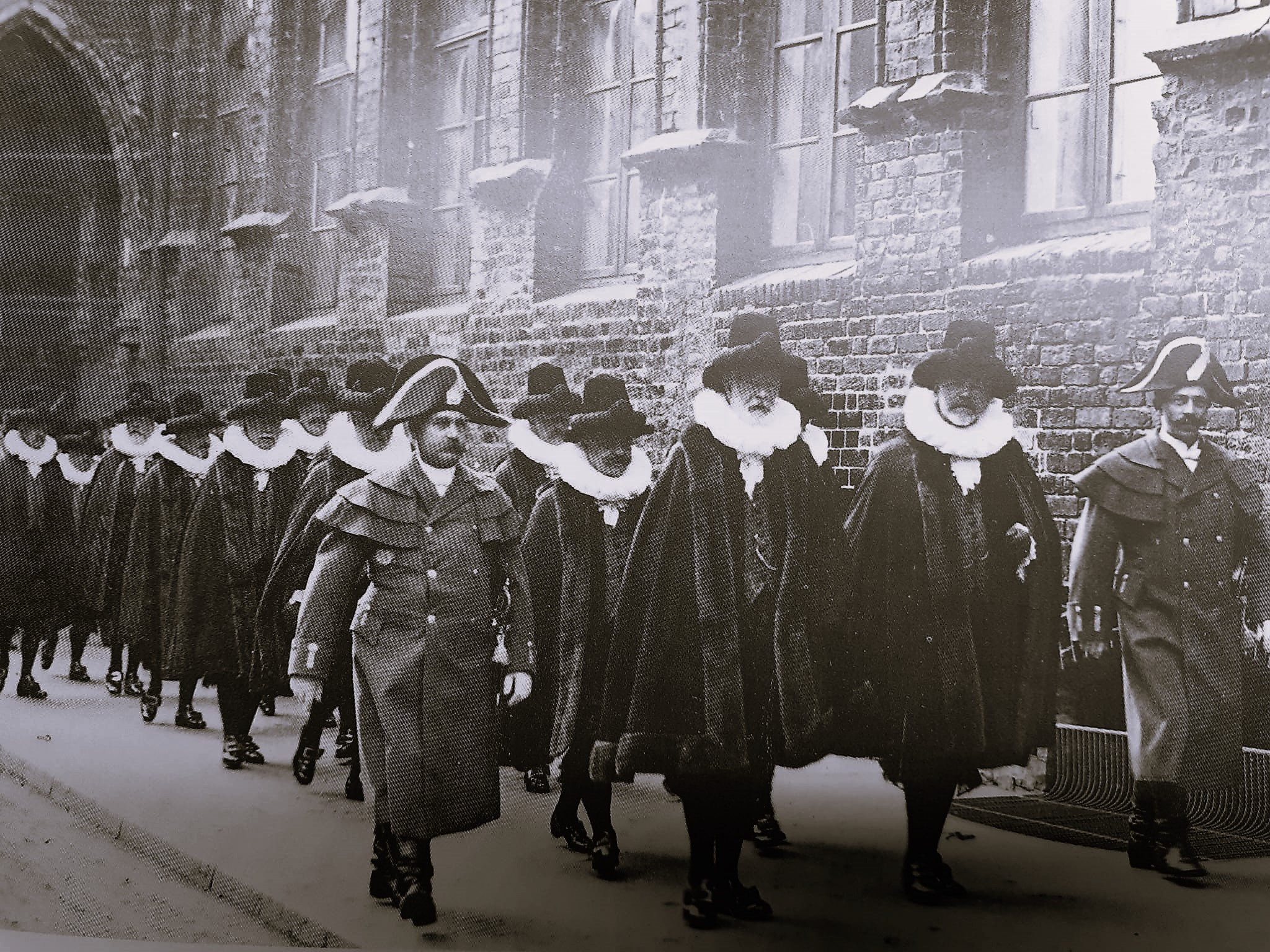
1813er Senatoren-Tracht (1913)
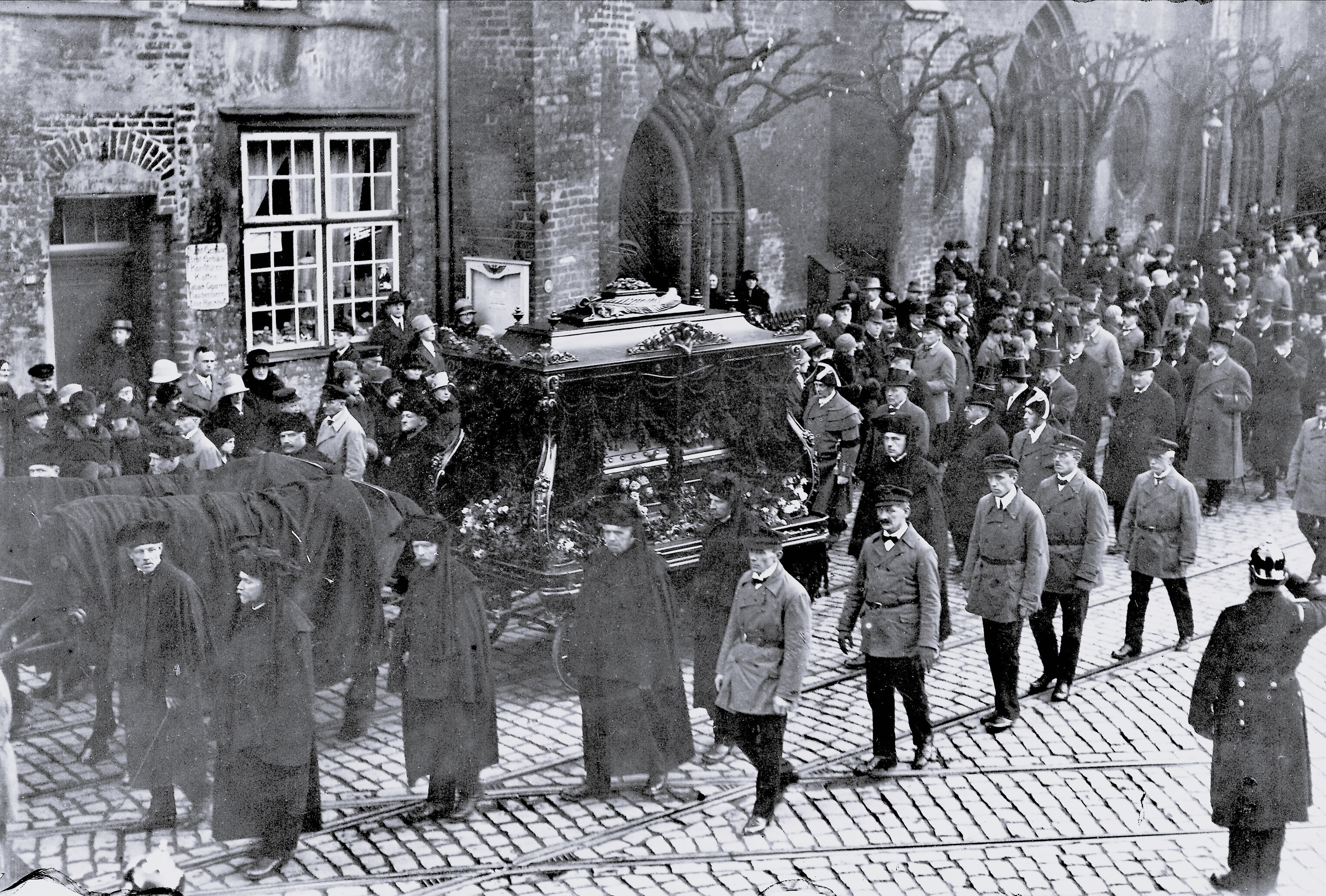
Geistliche und Senatoren im Trauerzug (1928)
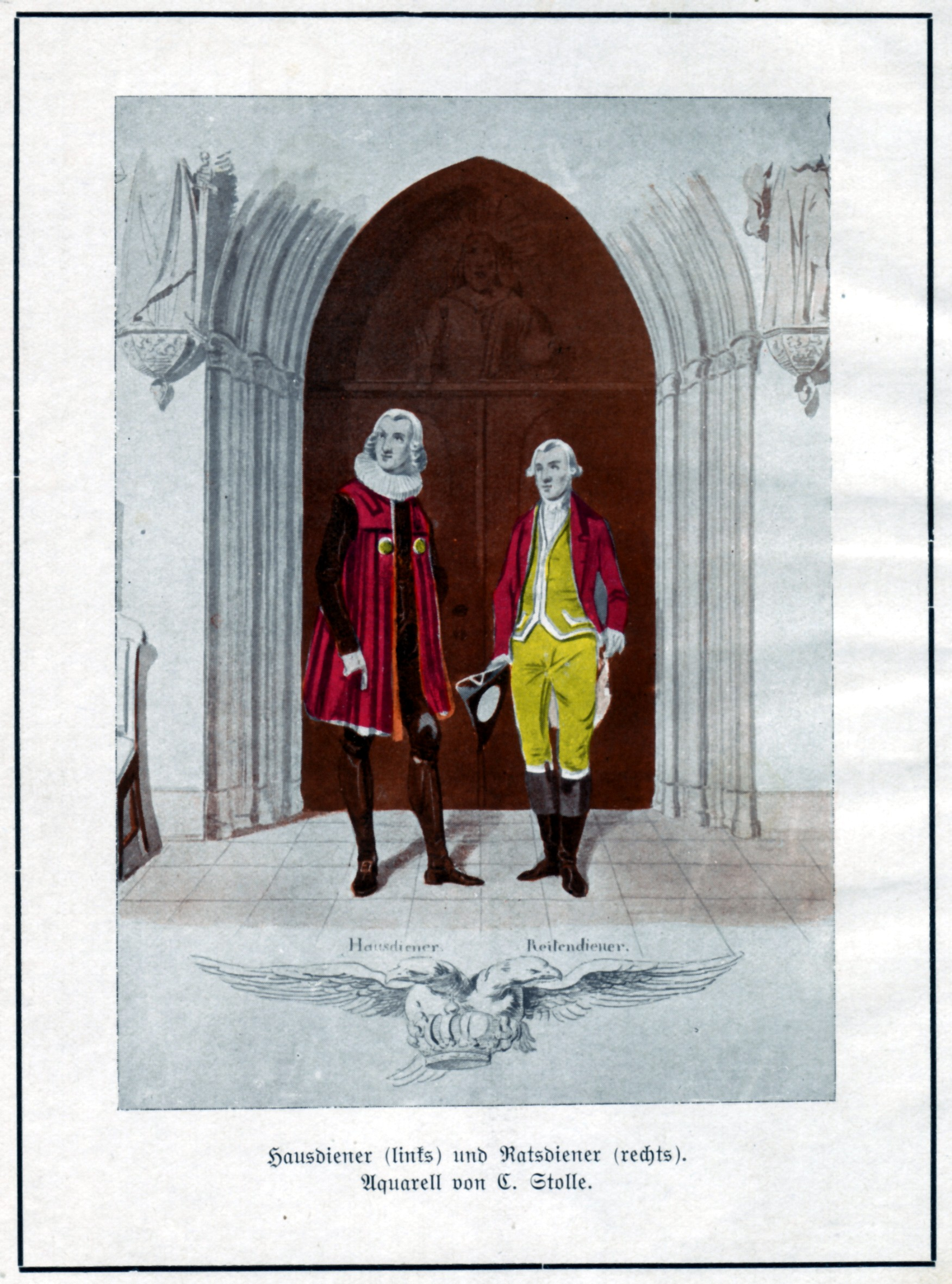
Hausdiener und Ratsdiener, um 1847
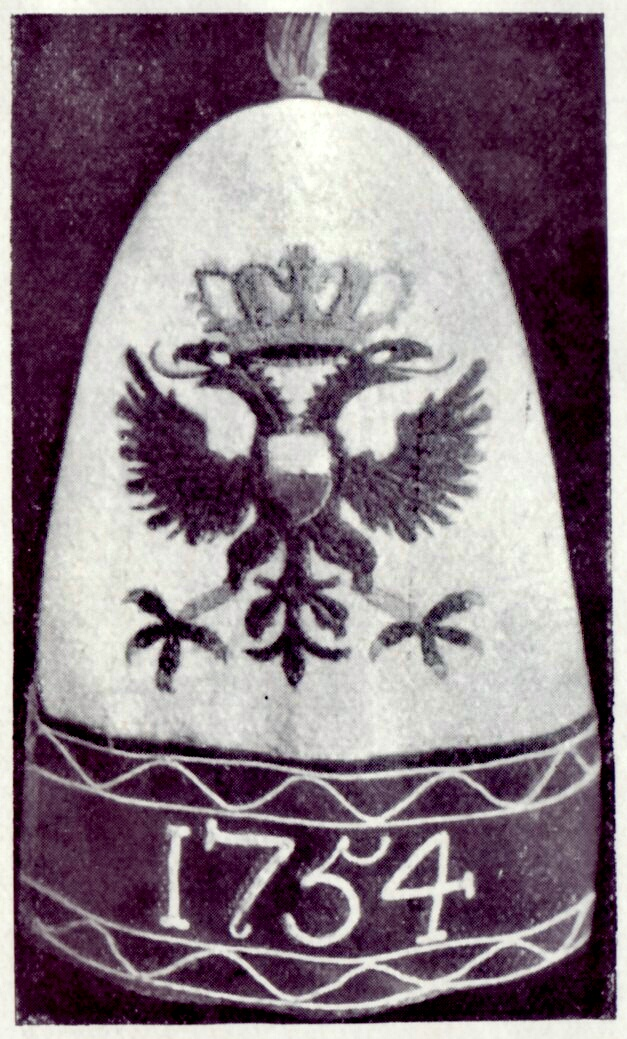
Fronknechtsmütze (1754)
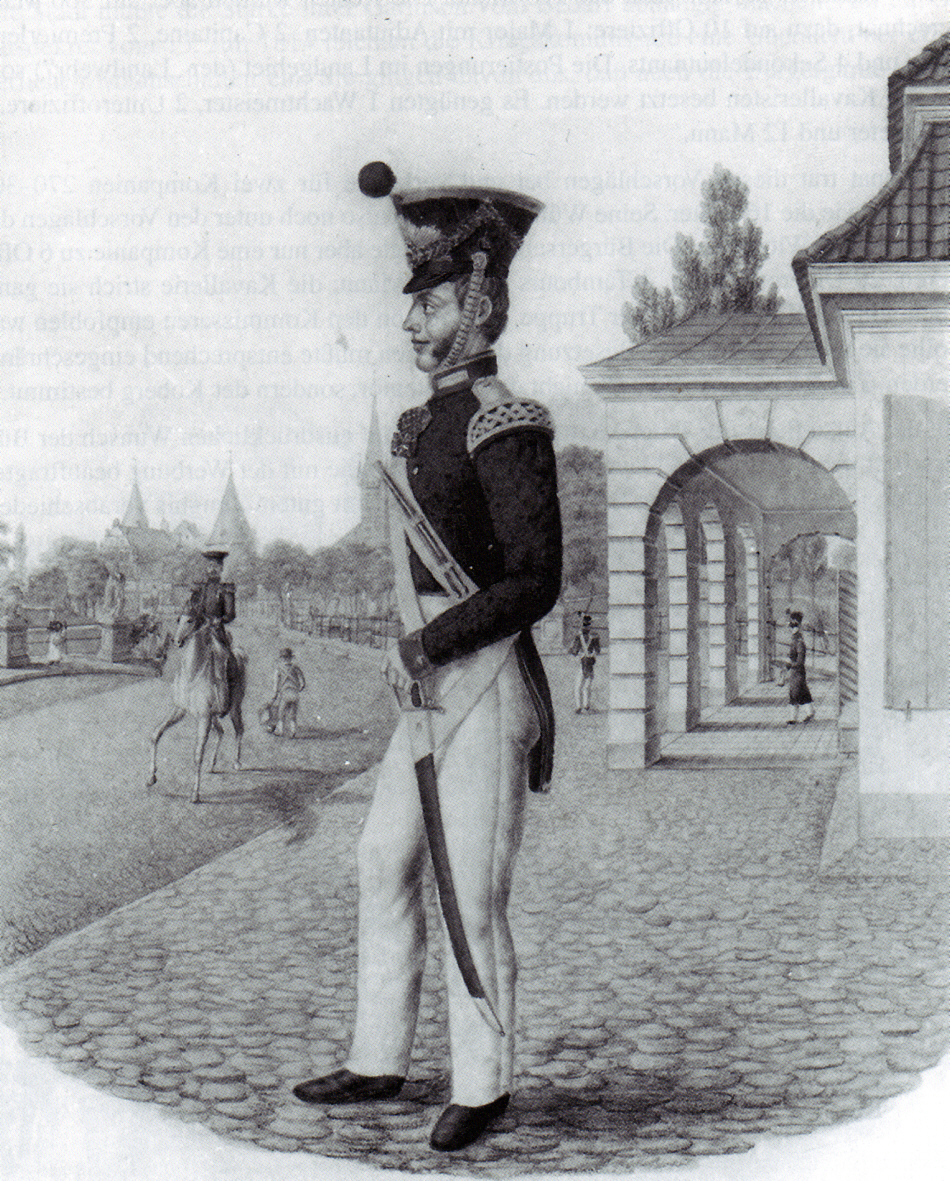
Trommler an der Holstentor-Wache (1840)

### Thüringen

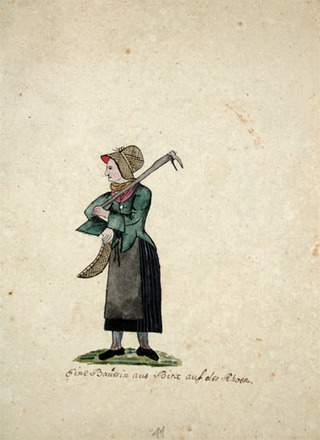
Arbeitstracht aus Birx um 1817
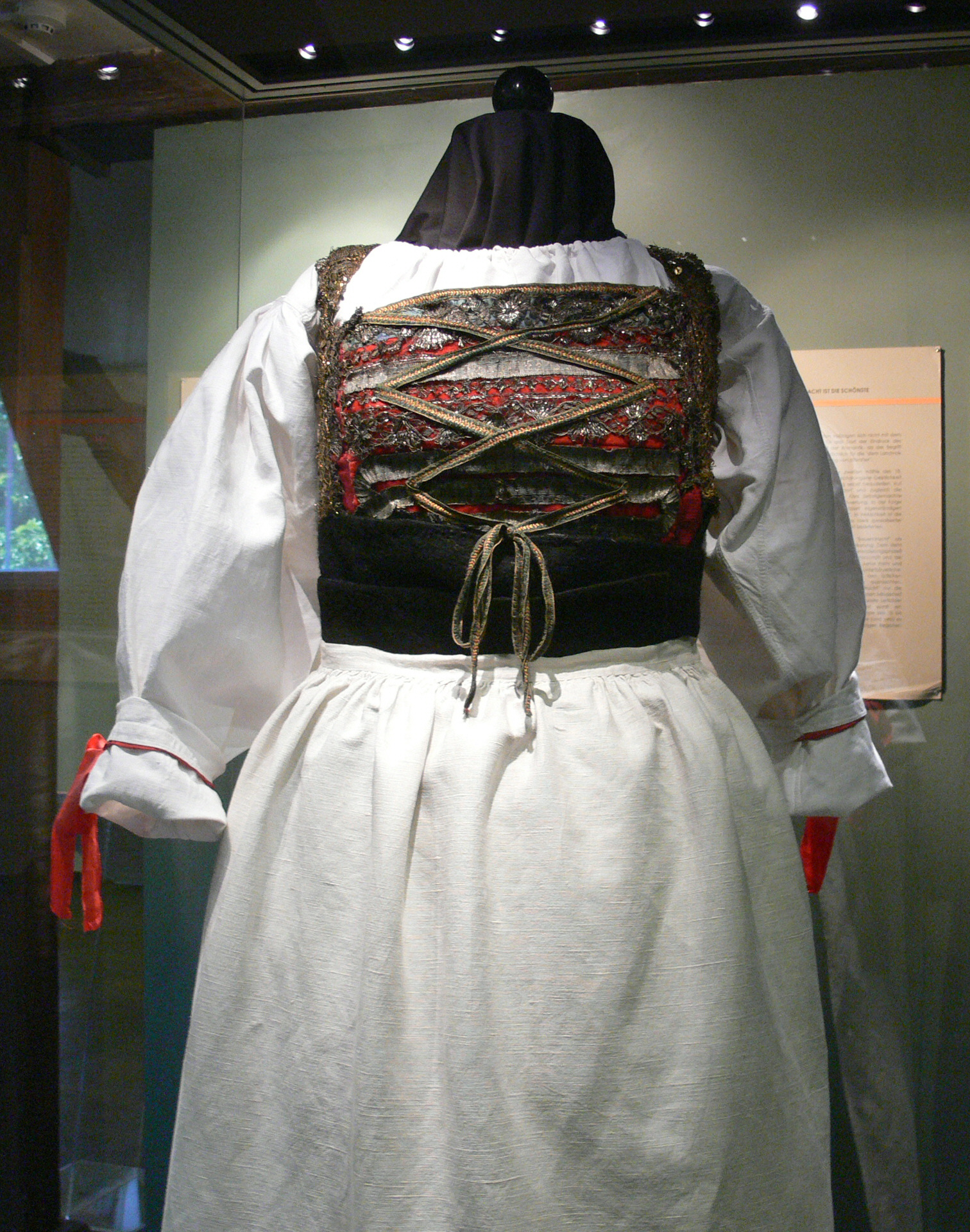
Eine Thüringer Tracht im Volkskundemuseum Erfurt.
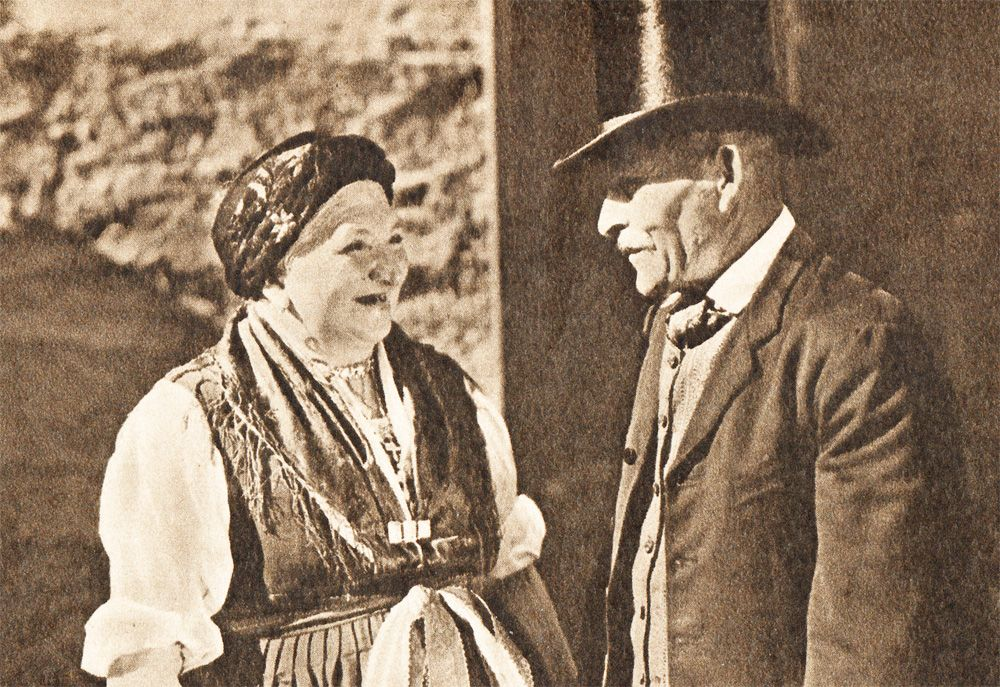
Thüringer Tracht um 1930
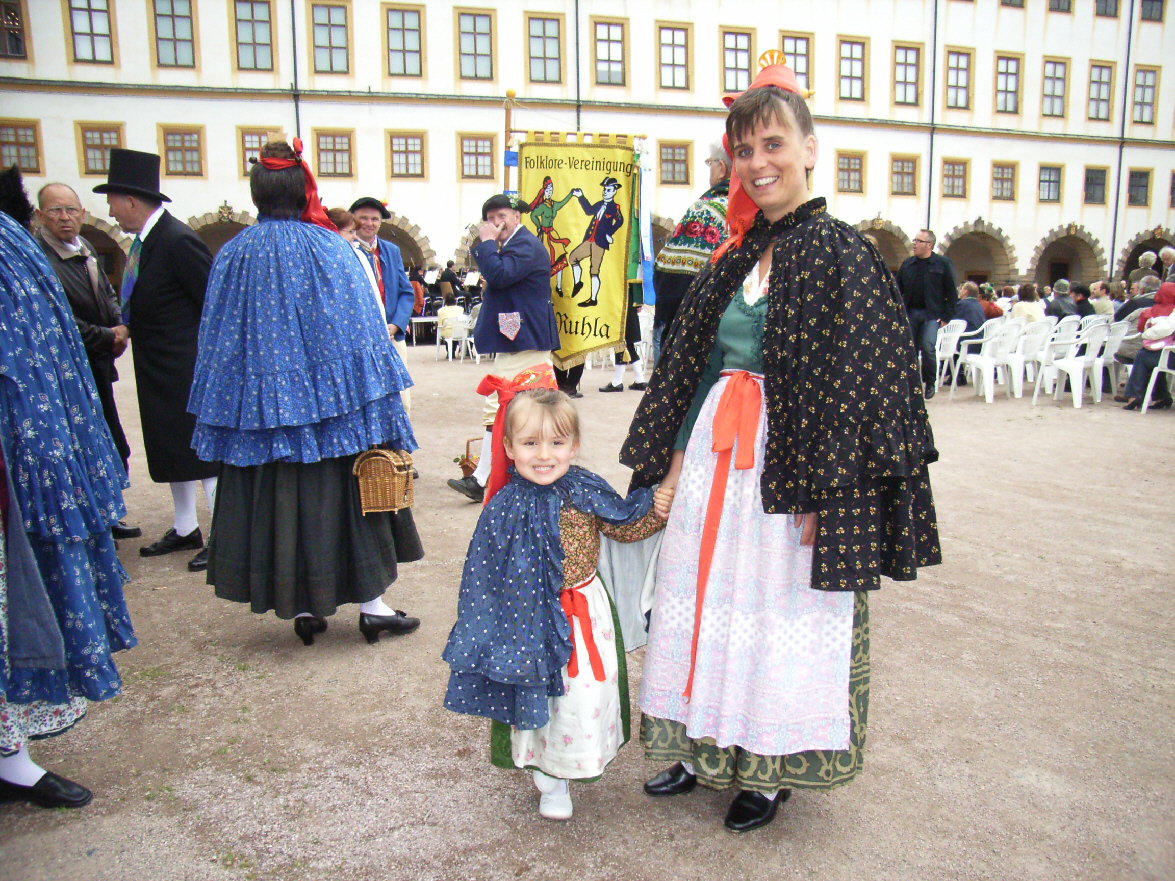
Die Ruhlaer Tracht, Tracht des Jahres 2007
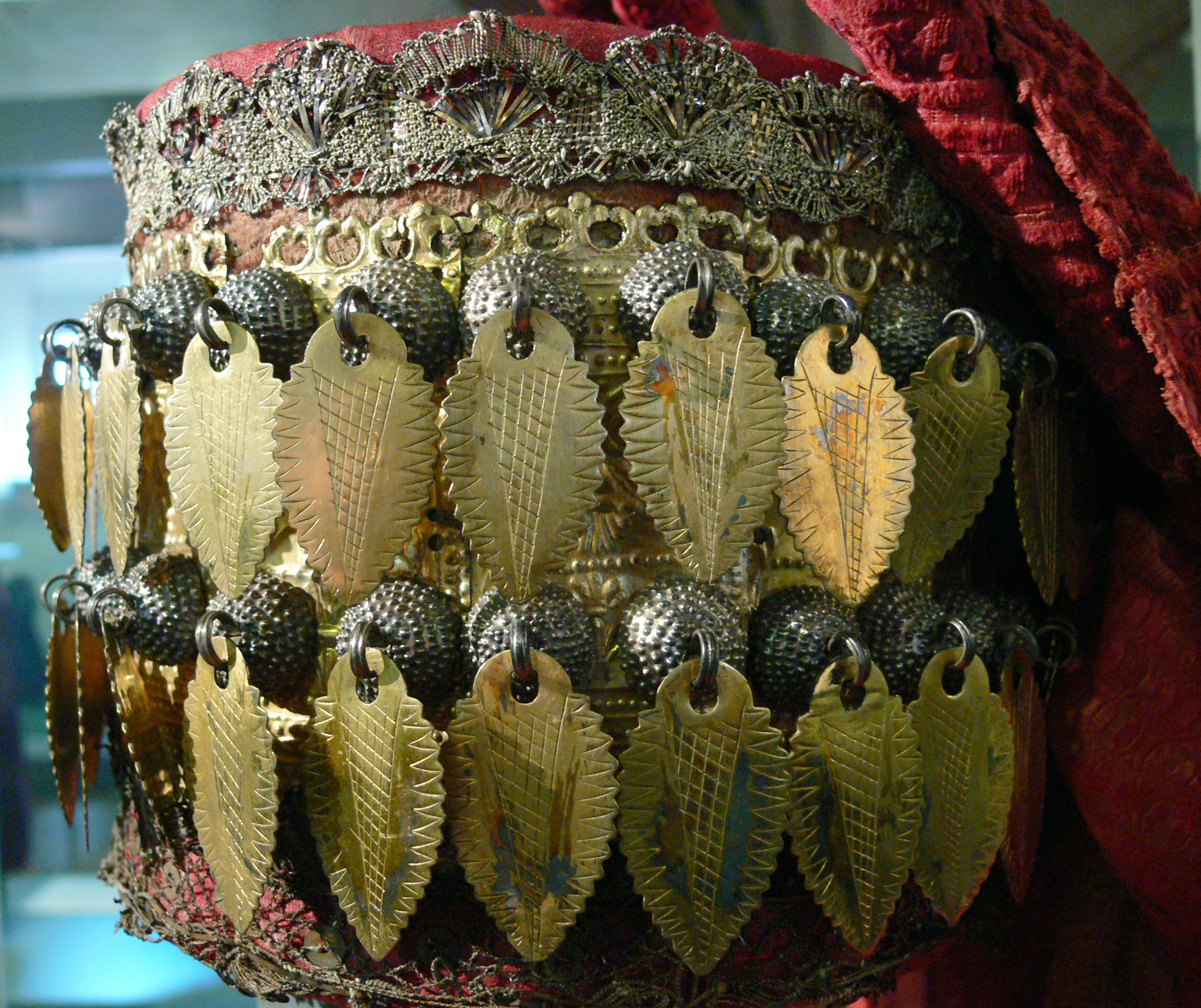
Hormt der Altenburger Bauerntracht, Tracht des Jahres 2011

### Westfalen
Westfalen entspricht der ehemaligen preußischen Provinz Westfalen und bildet mit Lippe den östlichen Teil von Nordrhein-Westfalen.
Münsterland
Im Münsterland starb die Volkstracht schon gegen Ende des 19. Jahrhunderts aus. Die Frauen trugen an Festtagen rote Wollröcke und u. a. schwarze Schürzen. Statt der Schürze trugen manche reichere Frauen einen Goldgürtel. Das Oberteil bestand aus einer weißen oder cremefarbenen Bluse und um die Schultern wurde ein weißes oder cremefarbenes mit Rosen besticktes Tuch getragen. Später kamen auch grüne Röcke hinzu.
Im Münsterland wurden später auch oft dunkelblau gefärbte Stoffe getragen; eine noch sehr bekannte traditionelle Kleidung ist die des Kiepenkerls, die allerdings in der zweiten Hälfte des 20. Jahrhunderts folkloristisch verklärt wurde. Tatsächlich lassen Steckbriefe und Nachlassinventare schon des frühen 19. Jahrhunderts erkennen, dass die Männerbekleidung einer Vielfalt unterlag, und der Rock häufiger getragen wurde als der Kittel.

## Österreich
In einem Bericht der Neuen Tiroler Stimmen wird im Jahr 1900 die Unterinntaler Festtagstracht wie folgt beschrieben:
„Der breite, goldbestickte Hut mit der Goldquaste an der verschlungenen Schnur, die prächtige, in zahlreichen Windungen den mehr oder weniger schlanken Hals umschließende Halskette mit breiter Schließe, das farbige, oft mit Goldstickereien versehene Busentuch, das aus dem tief ausgeschnittenen, schwarzen, mit Litzen benähten Korsett zierlich gefaltet hervorbricht, geschlossen mit einer schönen Brosche, der dunkle Rock und die in Farbenharmonie mit dem Busentuch stehende Schürze – sie kleiden schmuck sowohl die behäbige Dorfwirtin, als auch deren jugendlich schlankes Töchterlein.“

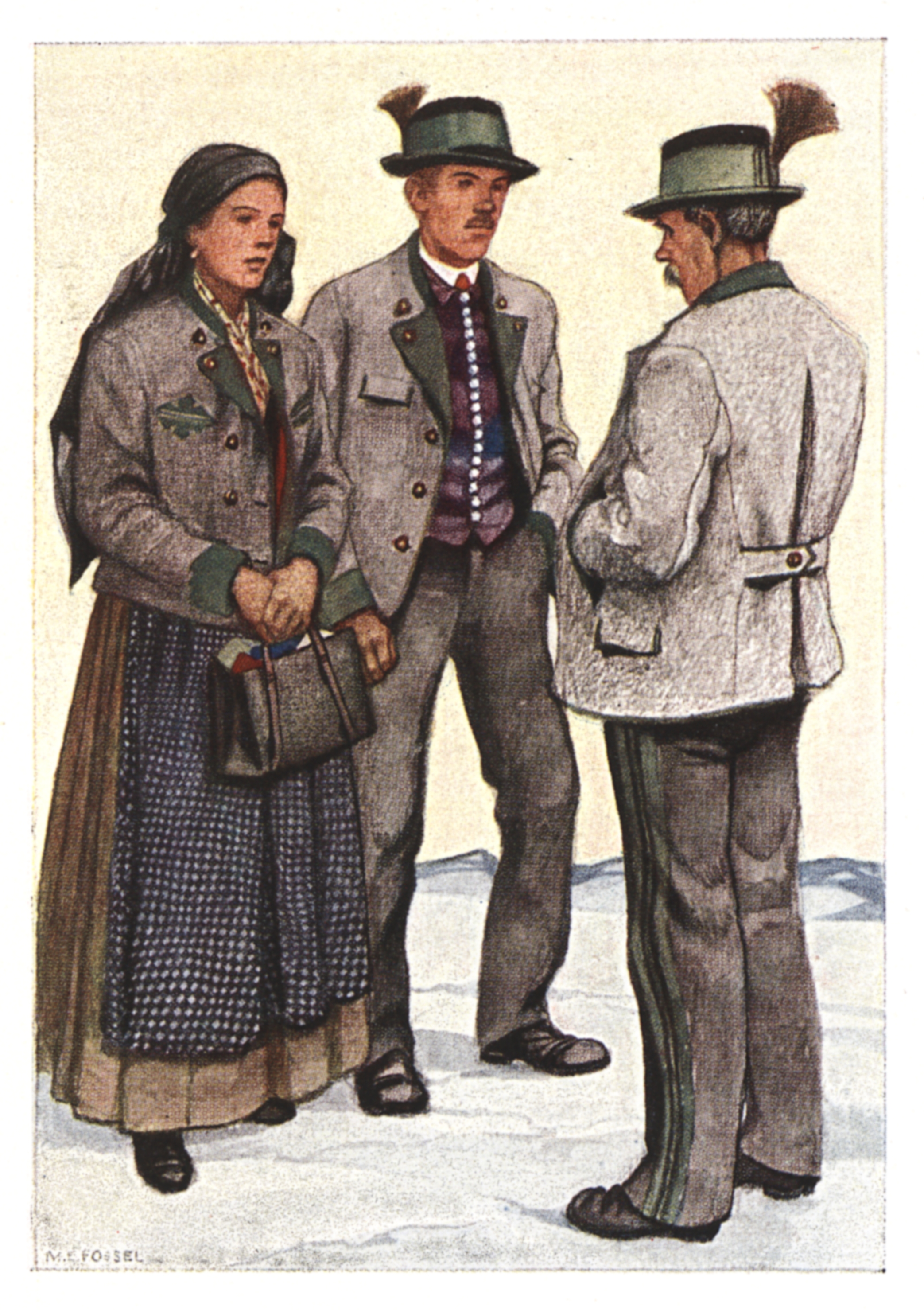
Bauern aus Schladming in winterlicher Tracht, 1935
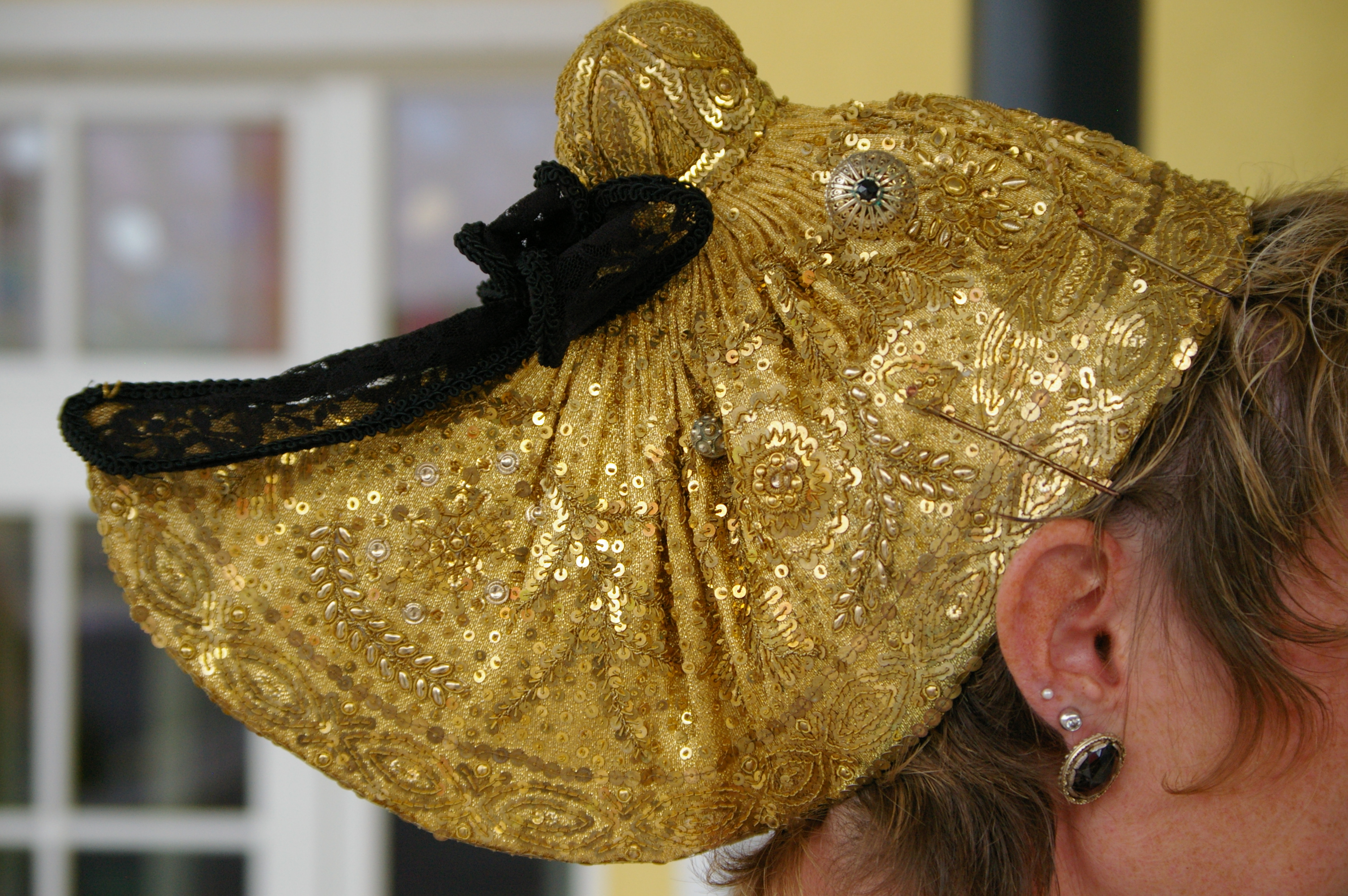
Goldhaube aus dem Innviertel
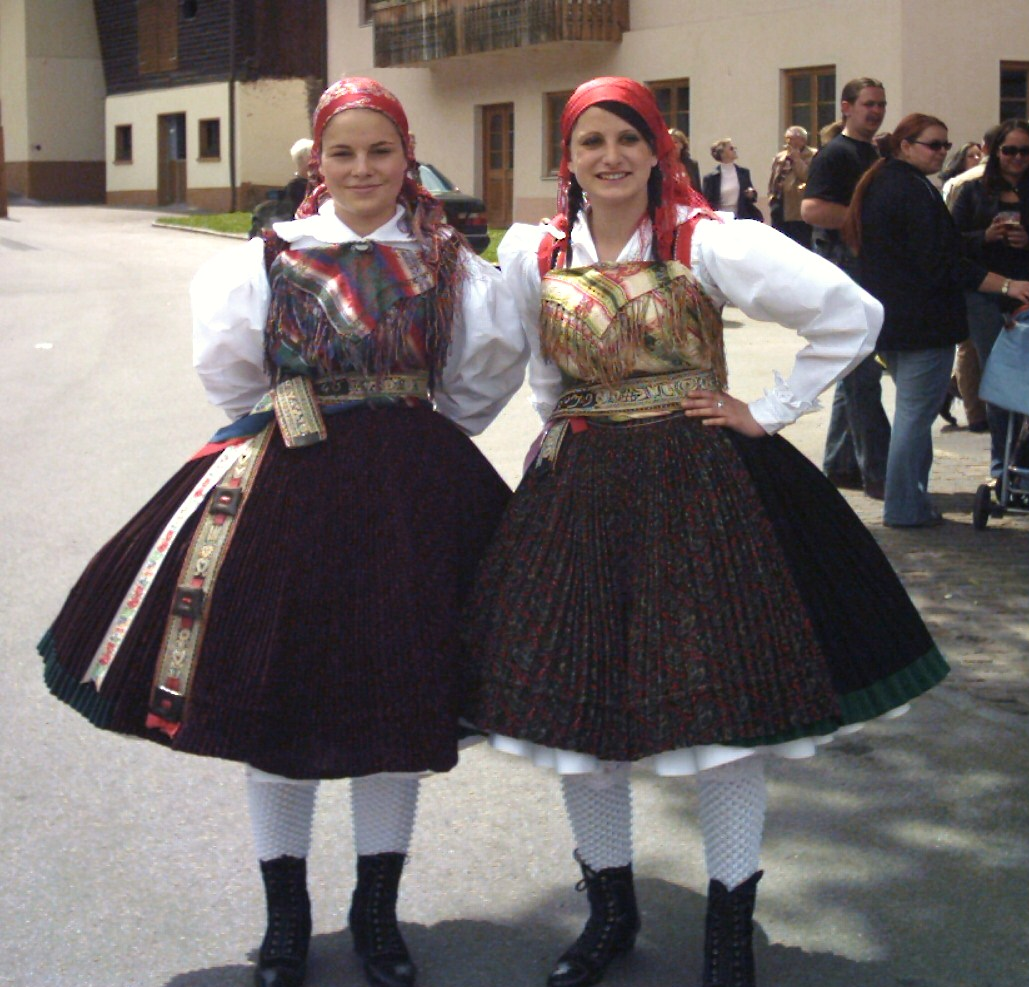
Gailtaler Frauentracht
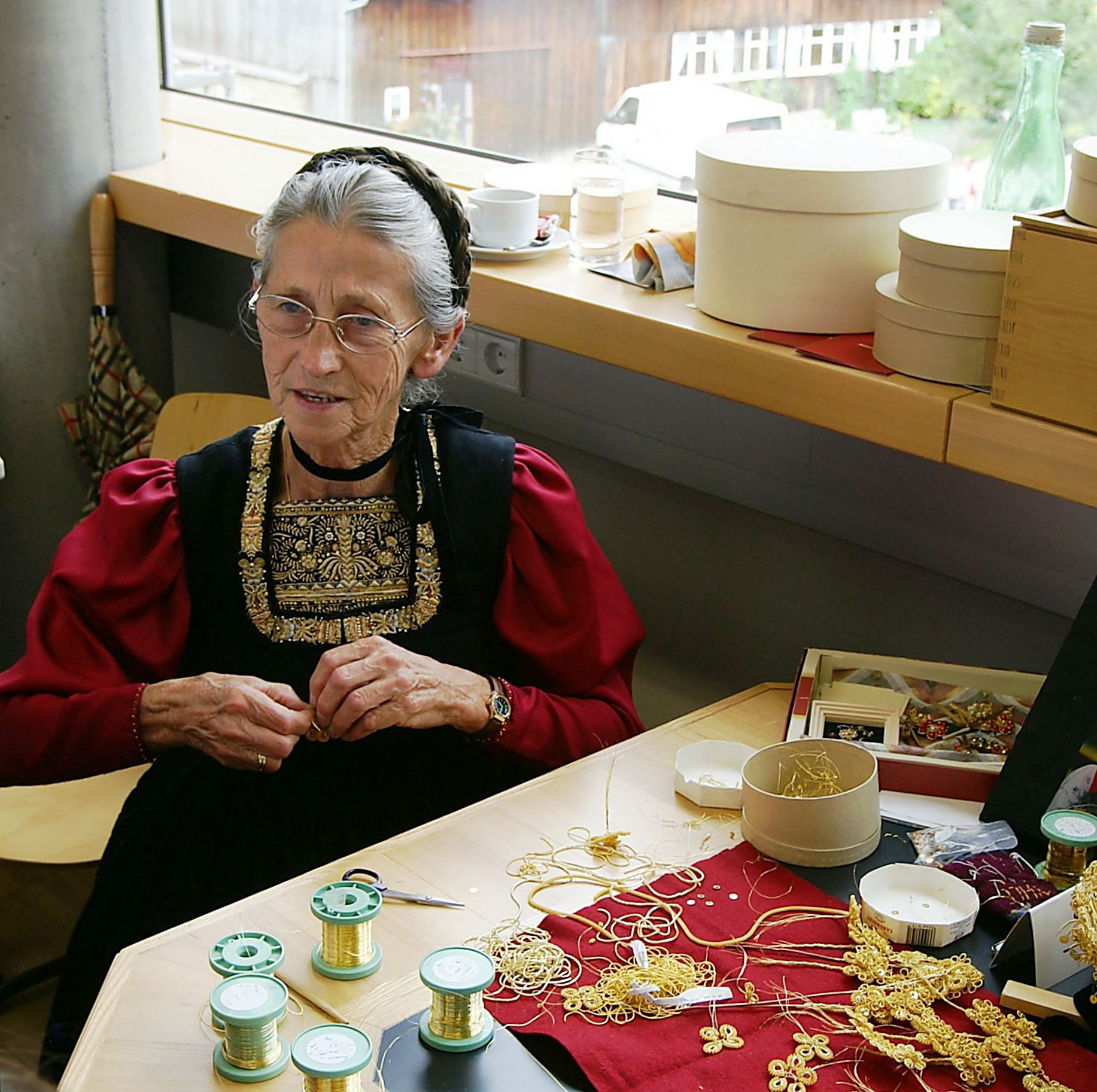
Juppen-Manufaktur
Montafoner Tracht

Siehe auch:
- Ausseer Tracht
- Bregenzerwälder Frauentracht, auch als Juppe bezeichnet
- Steireranzug
- Kärntner Anzug
- Gailtaler Tracht
- Goldhaube
- Janker
- Lustenauer Tracht
- Wiener Kathreintanz
- Gailtaler Tracht
- Montafoner Tracht
- Trachtenlederhose
- Bund der Österreichischen Trachten- und Heimatverbände

Die österreichischen Trachten wurden in zwei Briefmarkenserien dargestellt, siehe Erste Trachtenserie und Zweite Trachtenserie.

## Schweiz
In der Schweiz gibt es nicht nur unterschiedliche Trachten in jedem Kanton, auch innerhalb der Kantone sind besonders die Frauentrachten regional oft unterschiedlich, wobei es praktisch überall Festtags- und Werktagstrachten gibt. Zu den bekanntesten Festtagstrachten gehören die schwarze Bernertracht mit ihrem reichen Silberschmuck und die Engadinertracht aus rotem Wollstoff. Im Kanton Zürich sind die Wehntalertracht mit der leuchtend blauen Schürze und die Tracht des Knonauer Amtes, das Burefeufi (so genannt wegen der am Rücken V-förmig gebundenen Schürze) am häufigsten zu sehen. Unter den Männertrachten sind der Berner Mutz, eine schwarze, kurzärmlige bestickte Samtjacke, die Appenzeller Sennentracht mit den gelben Hosen und dem silbernen Löffel im Ohr, und die bestickte blaue Trachtenbluse der Innerschweiz am bekanntesten.

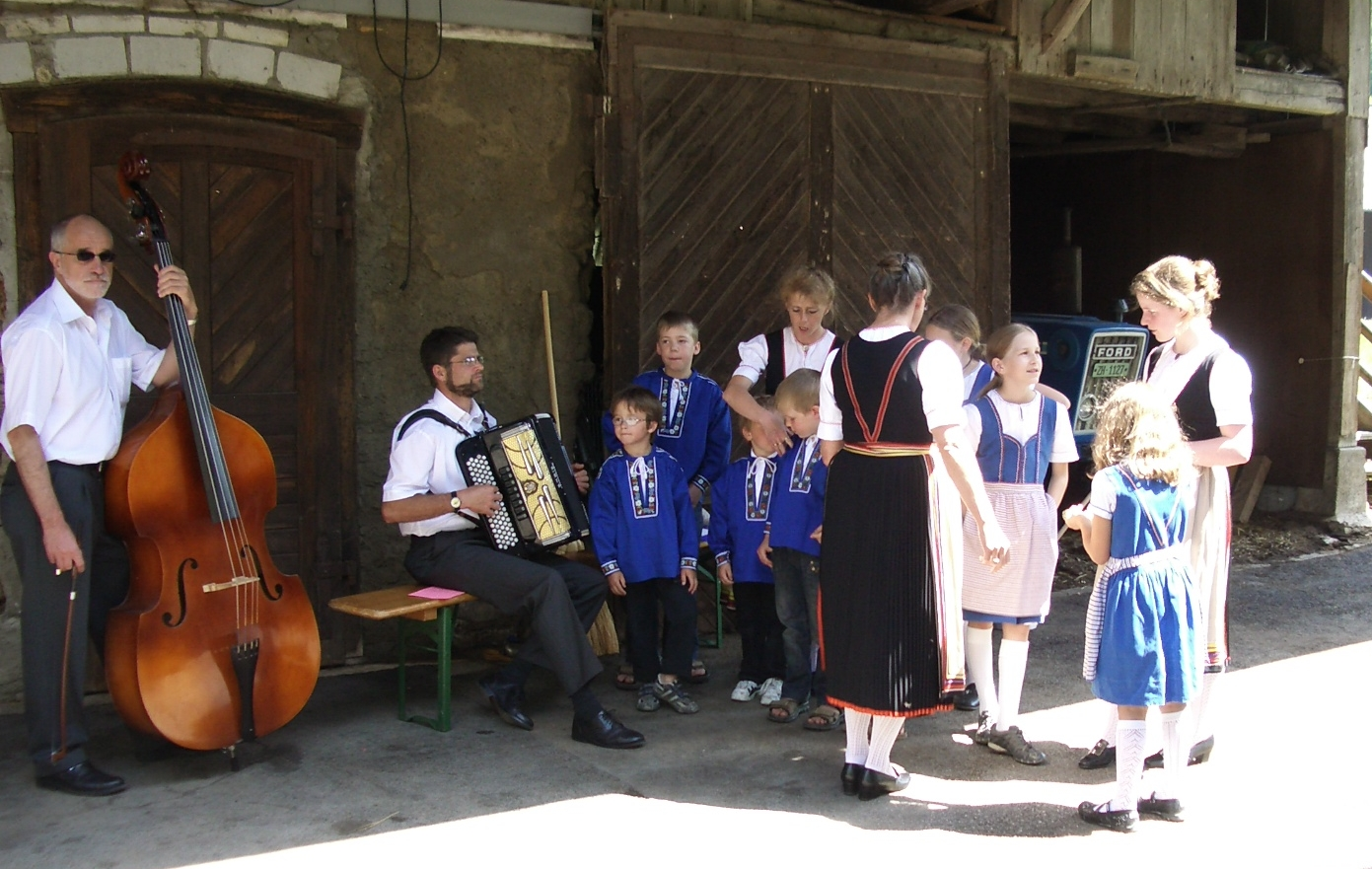
Burefeufi, Sonntags- und Werktagstracht (blau)
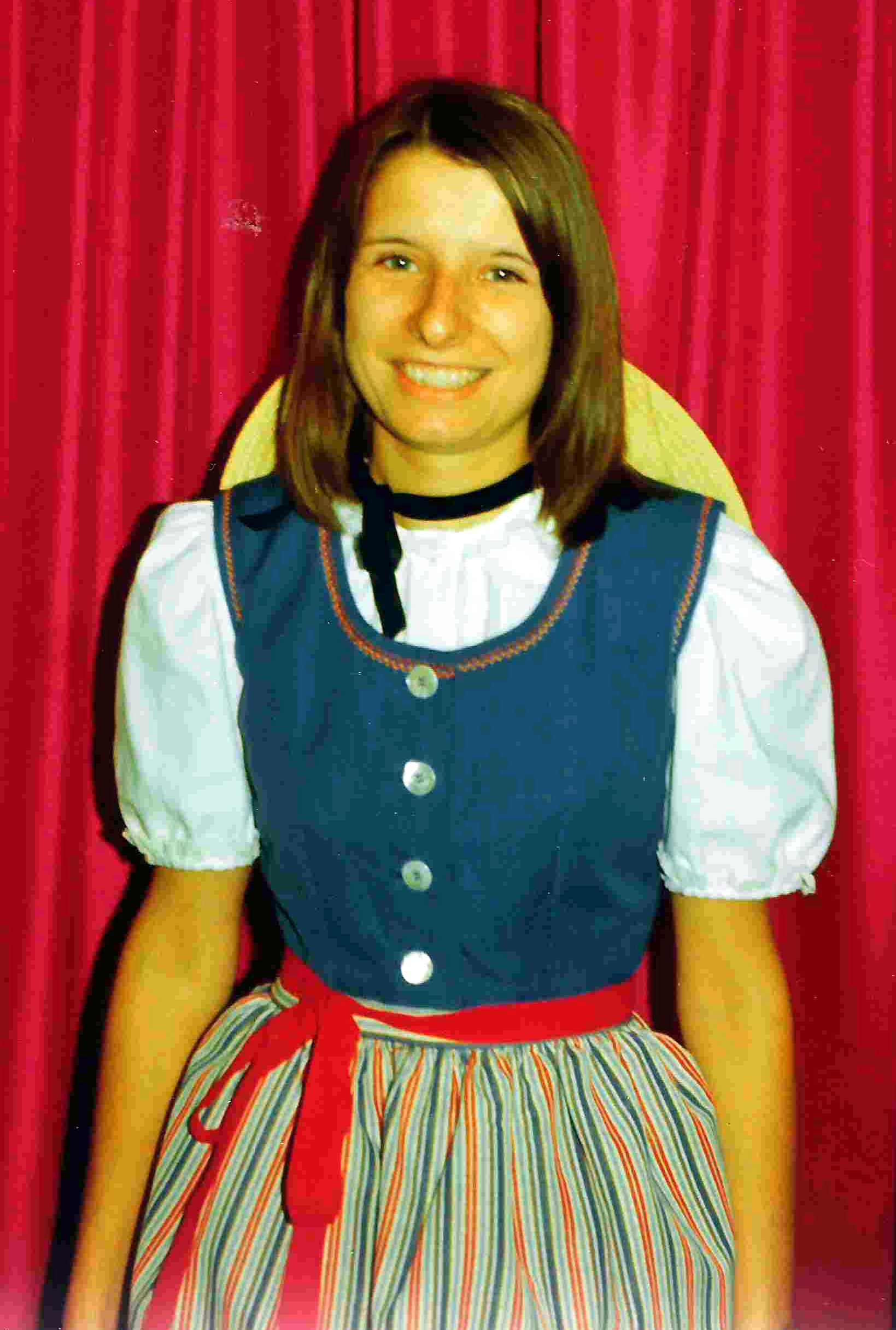
Zürcher Unterländer Tracht
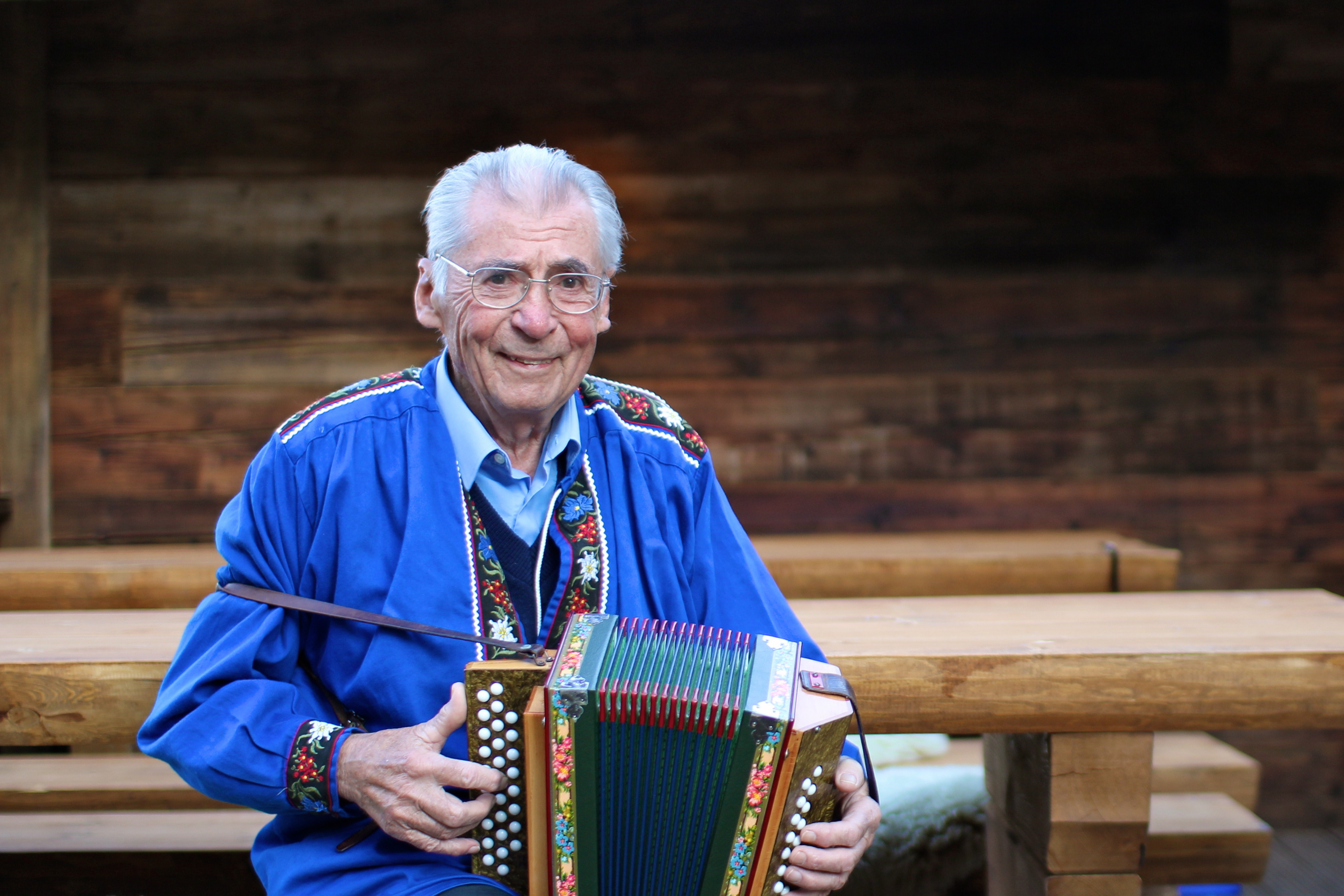
Volksmusiker Hitsch Jenny in einer Trachtenbluse (Sennechutteli)

## Museen
Viele volkskundliche Museen präsentieren Trachten.
(Siehe auch: Liste von Volkskundemuseen)
Daneben gibt es mehrere Spezialmuseen:
- Schwarzwälder Trachtenmuseum in Haslach im Kinzigtal
- Trachtenmuseum in Ochsenfurt
- Württembergisches Trachtenmuseum in Pfullingen
- Museum für Europäische Volkstrachten in Wegberg
- Trachtenmuseum Westerburg